# 山陽新幹線
山陽新幹線（さんようしんかんせん）は、大阪府大阪市淀川区の新大阪駅から福岡県福岡市博多区の博多駅までを山陽地方の瀬戸内海沿い経由で結ぶ、西日本旅客鉄道（JR西日本）の高速鉄道路線（新幹線）およびその列車である。
東京駅 - 新大阪駅間の東海道新幹線を延長する形で建設され、多くの列車が直通運転を行っていることから、総称して「東海道・山陽新幹線（とうかいどう・さんようしんかんせん）」とも呼ばれる場合もある。

## 概要
1972年（昭和47年）3月15日に新大阪駅 - 岡山駅間が開業、1975年（昭和50年）3月10日に岡山駅 - 博多駅間が開業した。この全線開業は、用地買収の難航や騒音などを懸念する反対運動により、1974年（昭和49年）12月という当初予定よりも3か月遅れとなった。開業から15年余りは日本国有鉄道（国鉄）が運営し、1987年（昭和62年）の国鉄分割民営化以後はJR西日本が継承している。ただし車両運用の都合上、この区間にはJR西日本所有車両のほか、東海道新幹線へ乗り入れる列車（一部の列車を除く）を中心に東海旅客鉄道（JR東海）所有の車両でも運行されている。同様に九州新幹線（博多駅 - 鹿児島中央駅間）へ乗り入れる列車を中心に九州旅客鉄道（JR九州）所有の車両でも運行されている。
なお、山陽新幹線は、JR発足時に当時の運輸省に提出された事業基本計画や国土交通省監修の『鉄道要覧』では新大阪駅 - 博多駅間としているが、国鉄時代に制定された「線路名称」上では並行在来線の無名枝線（1982年までは線増）という扱いで、新大阪駅 - 新神戸駅間が東海道本線、新神戸駅 - 小倉駅間が山陽本線、小倉駅 - 博多駅間が鹿児島本線となっている。
国鉄分割民営化で鹿児島本線の在来線区間および山陽本線の下関駅 - 門司駅間はJR九州に移管され、同社は1996年（平成8年）の運賃改定によりJR西日本と違う運賃体系を導入したため、小倉駅 - 博多駅間では運賃が新幹線1140円、在来線1290円（2014年4月1日改定時点）と異なることになった。新下関駅 - 小倉駅間でも同様の差異が生じる。乗車券購入時には予めどちらかの経路指定が必要となり、「新幹線は在来線の線増」という国鉄時代の取扱とは大きく変化した。2011年（平成23年）に九州新幹線と接続し、山陽新幹線との直通運転を開始した。2025年（令和7年）3月10日に全線開業50周年を迎えた。
◯は全「のぞみ」の停車駅

### 路線データ
- 路線距離（実キロ）：553.7 km（営業キロは644.0 km）
  - 新岩国駅 - 徳山駅間を通過する場合の運賃・料金計算に使われる岩徳線経由の営業キロでは622.3 km、運賃計算キロでは626.7 km。
  - 距離標は東京駅起点として設置。
- 軌間：1,435 mm（標準軌）
- 駅数：19（起終点駅含む）
  - このうち、山陽新幹線単独駅は4駅（在来線が他社管理となる駅も計上すると6駅）である。また、西日本旅客鉄道公式サイトの「データで見るJR西日本」においては、JR東海管理となる新大阪駅を計上せず、18駅としている[3]。
- 信号場数：1
- 複線区間：全線
- 電化区間：全線（交流25,000 V・60 Hz、架空電車線方式）
- 運転方式：ATC方式
- 保安装置：ATC-NS
- 道床：バラスト軌道、スラブ軌道
- 運転指令所：東京新幹線総合指令所
  - 平時では東京にある指令所で指令業務が行われているが、地震等で被災したときのために第二指令所が大阪に設置されている。普段から異常時訓練や東京から最新のダイヤグラムを転送して、緊急時にすぐ対応できる体制をとっている。
- 列車運行管理システム：新幹線運行管理システム（通称 COMTRAC〈コムトラック〉：Computer aided Traffic Control System）
- 構造種別延長割合：路盤 12%、橋梁 9%、高架橋 28%、トンネル 50%[4][5]

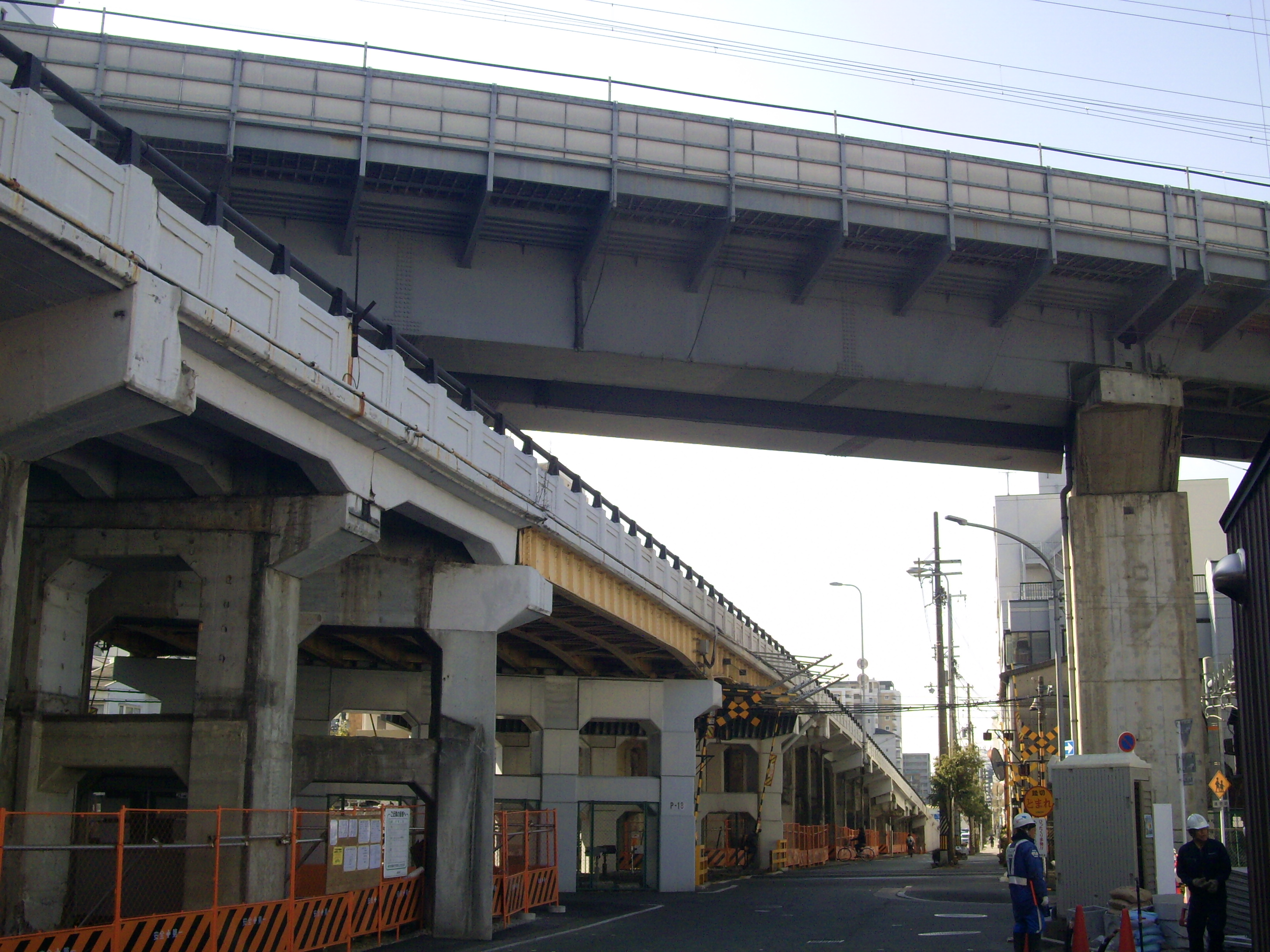
JR東海と西日本の管理境界となる第2三津屋架道橋

路線自体は新大阪駅付近（JR東海関西支社管轄）を除き、全線がJR西日本山陽新幹線統括本部の管轄である。営業上は新大阪駅が境界だが、管理上の境界は、十三筋（大阪府道・兵庫県道41号大阪伊丹線）の第二三津屋架道橋を越えたすぐの地点からである。また九州内では、九州新幹線と博多南線が分岐する地点までJR西日本が管理する。
ただし駅の管理・運営については九州内（小倉駅と博多駅）のみ直轄し、本州内は並行在来線を管轄する組織が新幹線単独駅を含めて行う形になっている。JR西日本の駅が新幹線単独となる駅に限り、以下に担当組織を記す。
- 新神戸駅：近畿統括本部（三ノ宮駅傘下。地区駅長配置）
- 新尾道駅：中国統括本部（尾道駅傘下。地区駅長配置）
- 東広島駅：中国統括本部（西条駅傘下。地区駅長配置）
- 新岩国駅：中国統括本部

## 沿線概況
250 km/h走行を勘案して建設基準が定められている。具体的には原則として曲線半径が4,000 m（ただし東北新幹線や上越新幹線と異なり全線にわたり3,500 mカーブが点在しており、減速が必要。なお、東海道新幹線は2,500 mである）、最急勾配が15 ‰ （20 ‰）、軌道中心間隔が4,300 mm (4,200 mm) などである。そのため東海道新幹線に比べ線形が良く、N700系やN700S系が最高300 km/h運転を実施している。
前述のように緩やかな線形を採用したことや、平野部での住宅密集化によって用地取得が困難なこともあり、東海道新幹線よりトンネルが多くなっている。大小142本のトンネルが存在し、トンネル区間が占める割合は50.8%、岡山駅以西に限定すると実に56.4%にのぼる（トンネルがない区間は西明石駅 - 姫路駅間のみ）。
新大阪駅発着列車の大半は同駅20番線で折り返しているが、同駅の東京方に引き上げ線がないことから、同駅折り返しの上り列車は約3 km手前（ここがJR東海との境界でもある）から下り線を走行している。他社線へは「のぞみ」の定期列車すべてが東海道新幹線に、「みずほ」と「さくら」が九州新幹線に乗り入れている。
設計時、東京駅 - 博多駅間で従来のブルートレインに代わる夜行寝台新幹線が計画されており、中間地点にあたる西明石駅 - 相生駅間では0時から6時の保守時間帯の一部を使って、単線運転（上り線使用時は下りを保守、逆も同様）を実施する予定であった。列車は0時を過ぎると110 km/hに減速して単線走行、途中駅で行き違いや数時間運転停車を行い、早朝に出発するダイヤグラム（ダイヤ）が想定されていた（開業後、961形試験車の寝台や、モックアップが作られたことはあったものの、実際に夜行新幹線が運行されることはなかった）。またこの新大阪駅 - 岡山駅間は一部ではあるが、新幹線にスラブ軌道を最初に導入した区間でもある。
山陽新幹線では、先に開業していた東海道新幹線とは異なり、1972年（昭和47年）の開業当時よりJR発足直後まで、駅名標は東海道新幹線や在来線で使用していたものとは異なる仕様であったが、国鉄末期からJR西日本初期に一旦は国鉄標準仕様に交換された後、1990年代前半以降に全駅がJR西日本の標準仕様のものに再度取り替えられている。

## 駅一覧
山陽新幹線は1府5県に19の駅が設けられており、平均駅間距離はおおむね30 kmである。
1972年（昭和47年）新大阪駅 - 岡山駅間の6駅をもって開業し、1975年（昭和50年）の博多駅までの延伸開業時に10駅が加わり、16駅体制となった。全線開業当時の最速列車停車駅は、新大阪駅、岡山駅、広島駅、小倉駅、博多駅の5駅であった。
その後、地元の自治体や有志の要望および費用負担による請願駅として、1988年（昭和63年）に新尾道駅と東広島駅が、1999年（平成11年）には厚狭駅が、それぞれ途中駅として追加され19駅体制となった。また、2003年（平成15年）には、小郡駅が「のぞみ」停車を機に新山口駅に改称、また最速列車の全列車停車駅に新神戸駅が追加され、最速列車の停車駅は計6駅と改められた。
それ以外にも、兵庫県加古川市、岡山県備前市、広島県廿日市市、福岡県直方市の各市域に新駅構想があった。
開業当初から有人改札による改札が行われていたが、2005年（平成17年）2月から自動改札機の使用を開始している。詳細は各駅の記事を参照。
「こだま」「ひかり」で2003年（平成15年）まで使用された車内チャイムのうち、始発・終着駅で使用された通称「ひかりチャイム」を、2015年（平成27年）2月からJR東海管轄の新大阪駅を除く全駅のホーム上の接近メロディとして、2016年（平成28年）3月からは、新神戸駅・岡山駅・広島駅・小倉駅・博多駅にて『銀河鉄道999』を発車メロディとして流しており、2023年10月時点で、初期の5駅に加え姫路駅・相生駅・福山駅・新山口駅も変更されている。
以下の表に山陽新幹線の駅一覧を示す。徳山駅 - 博多駅の6駅の営業キロは運賃・料金計算に用いられる岩徳線経由のものを示す。各列車の停車駅の詳細については「ダイヤパターンと停車駅」を参照。
| 駅名 | 新大阪からの | 新大阪からの | 東京からの | 東京からの | 停車 | 接続路線 | 所在地               | 所在地               |
| 駅名 | 営業 キロ    | 実キロ       | 営業 キロ  | 実キロ     | 停車 | 接続路線 | 所在地               | 所在地               |
| --- | ------------ | ------------ | ---------- | ---------- | ---- | --- | -------------------- | -------------------- |
| 新大阪駅 阪 | 0.0          | 0.0          | 552.6      | 515.4      | 全   | 東海旅客鉄道： 東海道新幹線 西日本旅客鉄道： 東海道本線（JR京都線） (JR-A46)・ おおさか東線（JR-F02） 大阪市高速電気軌道： 御堂筋線（M13） | 大阪府 大阪市 淀川区 | 大阪府 大阪市 淀川区 |
| 新神戸駅 神 | 36.9         | 32.6         | 589.5      | 548.0      | 全   | 神戸市営地下鉄： 西神・山手線・北神線（S02） 神戸布引ロープウェイ（ハーブ園山麓駅） 西日本旅客鉄道： 東海道本線・山陽本線（JR神戸線） (三ノ宮駅: JR-A61・元町駅: JR-A62・神戸駅: JR-A63・新長田駅: JR-A65)                                                         | 兵庫県               | 神戸市 中央区        |
| 西明石駅 | 59.7         | 54.8         | 612.3      | 570.2      |      | 西日本旅客鉄道： 山陽本線（JR神戸線） (JR-A74) | 兵庫県               | 明石市               |
| 姫路駅 | 91.7         | 85.9         | 644.3      | 601.3      |      | 西日本旅客鉄道： 山陽本線（JR神戸線） (JR-A85) ・ 播但線・ 姫新線 山陽電気鉄道： 本線（山陽姫路駅: SY 43） | 兵庫県               | 姫路市               |
| 相生駅 | 112.4        | 105.9        | 665.0      | 621.3      |      | 西日本旅客鉄道： 山陽本線・ 赤穂線 | 兵庫県               | 相生市               |
| 岡山駅 | 180.3        | 160.9        | 732.9      | 676.3      | 全   | 西日本旅客鉄道： 山陽本線 (JR-S01・JR-W01)・ 赤穂線 (JR-N01)・ 伯備線 (JR-V01)・ 宇野線（宇野みなと線 (JR-L01)）・ 瀬戸大橋線 (JR-M01)・ 津山線・ 吉備線（桃太郎線） (JR-U01) 岡山電気軌道：○H 東山本線（1系統）・○S 清輝橋線（2系統）（岡山駅前停留場: H01・S01） | 岡山県               | 岡山市 北区          |
| 新倉敷駅 | 205.5        | 186.7        | 758.1      | 702.1      |      | 西日本旅客鉄道： 山陽本線 (JR-W07) | 岡山県               | 倉敷市               |
| 福山駅 | 238.6        | 217.7        | 791.2      | 733.1      |      | 西日本旅客鉄道： 山陽本線 (JR-W14・JR-X14)・ 福塩線 | 広島県               | 福山市               |
| 新尾道駅 | 258.7        | 235.1        | 811.3      | 750.5      |      | | 広島県               | 尾道市               |
| 三原駅 | 270.2        | 245.6        | 822.8      | 761.0      |      | 西日本旅客鉄道： 山陽本線 (JR-X20・JR-G16)・ 呉線 (JR-Y31) | 広島県               | 三原市               |
| 東広島駅 | 309.8        | 276.5        | 862.4      | 791.9      |      | | 広島県               | 東広島市             |
| 広島駅 広 | 341.6        | 305.8        | 894.2      | 821.2      | 全   | 西日本旅客鉄道： 山陽本線 (JR-G01・JR-R01)・ 呉線 (JR-Y01)・ 可部線 (JR-B01)・ 芸備線 (JR-P01) 広島電鉄：■M 本線（広島駅停留場: M1） | 広島県               | 広島市 南区          |
| 新岩国駅 | 383.0        | 350.0        | 935.6      | 865.4      |      | 錦川鉄道：錦川清流線（清流新岩国駅） | 山口県               | 岩国市               |
| 徳山駅 | 430.1        | 388.1        | 982.7      | 903.5      |      | 西日本旅客鉄道：■ 山陽本線・■岩徳線 | 山口県               | 周南市               |
| 新山口駅 | 474.4        | 429.2        | 1027.0     | 944.6      |      | 西日本旅客鉄道：■ 山陽本線・■ 山口線・■ 宇部線 | 山口県               | 山口市               |
| 厚狭駅 | 509.5        | 453.3        | 1062.1     | 968.7      |      | 西日本旅客鉄道：■ 山陽本線・■ 美祢線 | 山口県               | 山陽小野田市         |
| 新下関駅 | 536.1        | 477.1        | 1088.7     | 992.5      |      | 西日本旅客鉄道：■ 山陽本線 | 山口県               | 下関市               |
| 小倉駅 九 | 555.1        | 497.8        | 1107.7     | 1013.2     | 全   | 九州旅客鉄道： 鹿児島本線 (JA28)・ 山陽本線 (JA51)・ 日豊本線 (JF01)・ 日田彦山線 (JI01) 北九州高速鉄道（北九州モノレール）：小倉線 (01) | 福岡県               | 北九州市 小倉北区    |
| 鞍手信号場 | -            | (520.3)      | -          | (1035.7)   |      | | 福岡県               | 鞍手郡 鞍手町        |
| 博多駅 福 | 622.3        | 553.7        | 1174.9     | 1069.1     | 全   | 九州旅客鉄道： 九州新幹線・ 鹿児島本線・ 篠栗線（福北ゆたか線） (00) 西日本旅客鉄道：■ 博多南線 福岡市地下鉄： 空港線（K11）・ 七隈線（N18） | 福岡県               | 福岡市 博多区        |
| - 停車…全：すべての列車が停車する駅（2003年10月改正以降） - 長距離乗車券の特定都区市内 - 阪：大阪市内、神：神戸市内、広：広島市内、九：北九州市内、福：福岡市内 - 新大阪駅（新幹線）はJR東海の管理委託駅 |              |              |            |            |      | |                      |                      |

1. ↑  直接的な接続ではないが、神戸市内発着の乗車券に限って地下鉄などを経由して、左記の各駅との乗り換えのための途中下車を特別に認めている。詳細は「新神戸駅#JR在来線との接続」を参照。
2. ↑  赤穂線は運転系統上、全列車が山陽本線経由で姫路駅に乗り入れる。
3. ↑  赤穂線の正式な終点駅は東岡山駅だが、運転系統上は全列車が山陽本線経由で岡山駅に乗り入れる。
4. ↑  伯備線の正式な起点駅は倉敷駅だが、運転系統上は全列車が山陽本線経由で岡山駅に乗り入れる。
5. ↑  清輝橋線の正式な起点駅は柳川停留場だが、運転系統上は全列車が岡山駅前停留場に乗り入れる。
6. ↑  呉線の正式な終点駅は海田市駅だが、運転系統上は全列車が山陽本線経由で広島駅に乗り入れる。
7. ↑  可部線の正式な起点は横川駅だが、運転系統上は全列車が山陽本線経由で広島駅に乗り入れる。
8. ↑  岩徳線の正式な終点駅は櫛ケ浜駅だが、運転系統上は全列車が山陽本線経由で徳山駅に乗り入れる。
9. ↑  山陽本線の正式な終点駅は門司駅だが、運転系統上は鹿児島本線経由で小倉駅に乗り入れる。
10. ↑  日田彦山線の正式な起点駅は城野駅だが、運転系統上は全列車が日豊本線経由で小倉駅に乗り入れる。
11. ↑  篠栗線の正式な終点駅は吉塚駅だが、運転系統上（福北ゆたか線）は全列車が鹿児島本線経由で博多駅に乗り入れる。

### 各駅の構造
各駅の構内配線およびホームの形式を表に示す。
原則すべての列車が停車し、通過列車のない駅では「2面4線」の構内配線が基本となる。すなわち、島式のホームを2面配置し、のりばは上下線にそれぞれ2箇所、計4箇所を設ける構造である。上下線ともそれぞれ2本の列車の同時停車ができ、相互の乗り換えが可能な配線である。
一方、通過列車のある駅では、本線（通過線）に直接ホームを設けず、本線の外側に待避線を設置した上でホームを設ける構造が基本である。これは、ホームでの利用客と高速で通過する列車の距離を確保し、風圧等による事故を防ぐことを目的としている。この形式の大半はのりばが2箇所の「2面2線+通過線」を採用しているほか、上下線いずれかにもう1線を追加する「2面3線+通過線」も姫路駅・新岩国駅・新下関駅の3駅にある（このうち姫路駅と新下関駅は将来的に『2面4線+通過線』とすることが可能な構造となっている）。また、新神戸駅は土地の制約条件などにより、本線に直接ホームを設ける「2面2線」構造が採用されており、2003年（平成15年）9月30日まで通過列車が設定されていたため通過列車による事故を防ぐためホーム上に防護柵を設けている。
以下に構内配線略図を示す。
| 配線分類 | 2面4線                | 2面2線+通過線                                                                        | 2面3線+通過線             | 2面2線   |
| 構内図   |                       |                                                                                      |                           |          |
| 該当駅   | 岡山駅、広島駅 小倉駅 | 西明石駅、相生駅 新倉敷駅、福山駅 新尾道駅、三原駅 東広島駅、徳山駅 新山口駅、厚狭駅 | 姫路駅、新岩国駅 新下関駅 | 新神戸駅 |

| 配線分類 | 5面8線   | 3面6線 |
| 構内図   |          |        |
| 該当駅   | 新大阪駅 | 博多駅 |

### 全列車停車駅

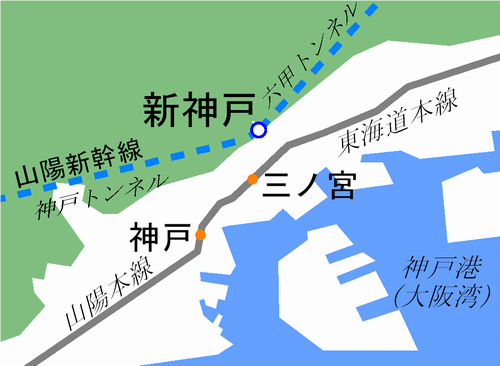
新神戸駅の位置関係

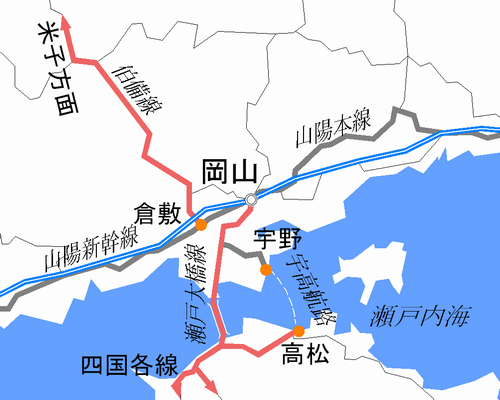
岡山駅と広域輸送

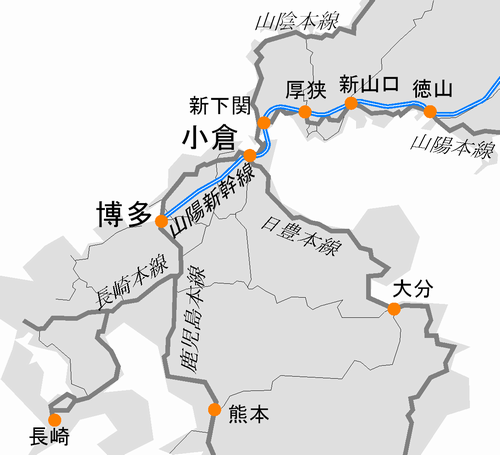
小倉駅と博多駅の位置関係

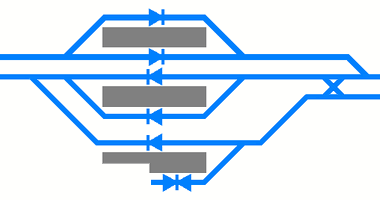
拡張された3面6線の博多駅
（図の左が小倉方面、右が博多南・新鳥栖方面）

2023年時点における、山陽新幹線内すべての定期旅客列車の停車駅の概要を記す。いずれも政令指定都市の駅である。
このうち新大阪駅・岡山駅・広島駅・小倉駅・博多駅は開業当時からの全列車停車駅である。新神戸駅は当初通過列車が設定されていたが、2003年（平成15年）10月1日のダイヤ改正で全列車停車駅となった。

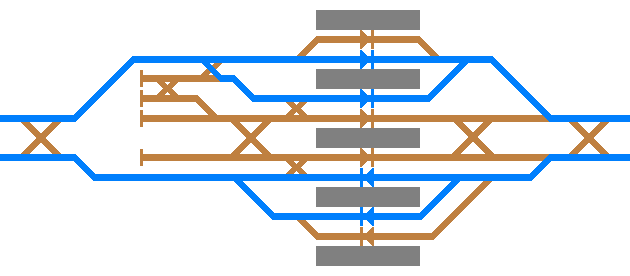
5面8線に拡張された新大阪駅
（図の左が新神戸方面、右が京都方面
直通列車は青線を通る）

新大阪駅 
大阪市の北部に位置し、1964年（昭和39年）の東海道新幹線開業時に同線の終点駅として、東海道本線との交差位置に設けられた。1972年（昭和47年）より山陽新幹線の起点駅となり、1987年（昭和62年）の国鉄分割民営化によって東海旅客鉄道（JR東海）との共同使用駅となった。当駅では東海道・山陽両新幹線の列車がそれぞれ折り返すほか、直通列車も運転されることから、5面8線の広い構内を持つ。
東海道本線（JR京都線）、おおさか東線のほか、Osaka Metro御堂筋線とも接続し、大阪市内中心部や大阪府東部・北部地域と連絡している。一方、在来線長距離列車は、開業時より北陸方面や山陰方面への特急列車が発着しているほか、1989年（平成元年）からは和歌山・南紀方面の特急列車も当駅への乗り入れを実施。さらに、1994年（平成6年）には関西国際空港の開港に合わせ同空港への特急「はるか」が設定されるなど、各方面に対し新幹線との接続が図られている。

新神戸駅 
兵庫県神戸市は北を六甲山、南を大阪湾に挟まれた東西に細長い市街地を形成している。山陽新幹線は市街地を避け、六甲山に六甲トンネルおよび神戸トンネルの二つの長大トンネルによって同市を通過しており、当駅はこの二つのトンネルの狭間に位置する。地勢的な制約から通過線や待避線を設けることができず、上下本線に直接相対式ホームを設置している。また、2003年（平成15年）9月30日以前は当駅を通過する列車が設定されていたため、開業時からホームドアが設置されている。
このようなことから当駅は在来線から1 kmほど離れた新幹線の専用駅となっており、ほかのJR線とは直接の連絡はないが、神戸市営地下鉄と連絡しており、1985年（昭和60年）に開業した西神・山手線を介して神戸中心市街地と往来でき、三ノ宮駅などでJR在来線と乗り換えできる。神戸市北部へは北神線を介して谷上駅で神戸電鉄に連絡し、三田市や有馬温泉方面へもアクセスしている。一方で、当駅は特定都区市内制度における神戸市内の駅に指定されており、地下鉄線など他社線を介したJR在来線との乗り継ぎが特例で認められている。またJRバス系の徳島・淡路島方面への高速バスも当駅発着の便を設けている。

岡山駅 
岡山市北区に位置し、1891年（明治24年）に山陽鉄道（のちの山陽本線）の駅として開業。山陽新幹線の乗り入れは1972年（昭和47年）から開始された。山陽本線のほか、吉備線・津山線・宇野線の起点駅でもあり、近隣の駅から分岐する赤穂線・伯備線も含め周辺に一大路線網を形成している。
広域輸送の拠点としても位置付けられ、宇野線・瀬戸大橋線を介して四国への玄関口として機能している。当初は宇高連絡船を介して高松駅まで結んでいたが、1988年（昭和63年）に瀬戸大橋が開通して以降は、同橋経由で当駅と四国各方面を結ぶ特急・快速列車が運行されている。また、新幹線の開業に合わせ、伯備線を介して米子や松江など山陰地方を結ぶ特急列車が運行を開始。いずれも新幹線との接続が図られ、周辺地域のみならず、中国・四国地方の拠点駅として機能している。山陽新幹線が1972年（昭和47年）に岡山駅まで暫定開業してから1975年（昭和50年）に博多駅まで延伸され全面開業するまでの間は、岡山駅発着の九州方面への特急・急行列車も設定されていた。

広島駅
広島市南区に位置する、中国・四国地方では最も乗客数の多い駅である。1894年（明治27年）、山陽鉄道の延伸時に開業。山陽新幹線は全線開業時の1975年（昭和50年）より乗入れている。芸備線の終点駅であるほか、呉線・可部線の列車も山陽本線を介して発着する。また、広島電鉄（市内電車）が4系統乗り入れ、周辺に路線を延ばしている。南口には広電バス・広島バス・広島交通などの市内・郊外バスが発着する、広島市内では広島バスセンターと双璧をなすバスターミナルが整備されており、2023年現在も再開発が続く。新幹線口からはJRバスを中心に山陰方面（松江・出雲・浜田・米子・益田）や高松方面等の高速バスが発着していて、岡山駅よりはやや小規模ながら中四国への広域輸送の拠点として機能している。

小倉駅 
北九州市小倉北区に位置する同市の代表駅であるとともに、山陽新幹線における九州の玄関口と位置付けられる。北九州市は小倉市をはじめとする5市合併により1963年（昭和38年）に誕生したもので、駅名も改称されることなく地域の名称がそのまま使われている。
1891年（明治24年）に九州鉄道の駅として開業。のちに国有化され、1975年（昭和50年）より山陽新幹線の乗り入れを開始。1987年（昭和62年）の国鉄分割民営化にあたっては、隣の博多駅とともに「新幹線はJR西日本、在来線は九州旅客鉄道（JR九州）」に管轄が分けられた。九州における二つの主要幹線鹿児島本線と日豊本線の節点であり、新幹線と大分方面へ向かう日豊本線の特急列車との乗換駅として機能している。また、駅前からは北九州高速鉄道小倉線（北九州モノレール）が路線を延ばしている。

博多駅 
福岡市の代表駅。小倉駅と同様、駅名に都市名を冠せず地域の名称を用いている。1889年（明治22年）に九州鉄道の駅として開業し、1907年（明治40年）に国有化。1975年（昭和50年）に山陽新幹線の終点駅となり、鹿児島・熊本・長崎・佐世保・大分といった九州各都市を結ぶ在来線特急列車が発着し、これらの列車と新幹線との接続駅となった。また福岡市地下鉄も接続し、当駅東方にある福岡空港や九州随一の繁華街天神、さらには筑肥線を経由して唐津方面にアクセスできる。筑豊地方方面の福北ゆたか線も発着する。また、博多総合車両所まで回送用の線路が延びており、これを利用して在来線である博多南線として博多南駅までの区間列車も運行されている。
2011年（平成23年）3月12日には九州新幹線（鹿児島ルート）が当駅まで延伸、全線開業した。山陽・九州新幹線系統として直通運転も実施されている。開業に合わせて構内の拡張工事が実施され、3面6線の配線となった。また、駅ビル建て替え増床工事も完成し、日本最大規模の駅ビル「JR博多シティ」に生まれ変わった。

### 駅名標
山陽新幹線では開業当時より国鉄末期までは、駅名標は同線専用の独自様式のものが使用されていた。この様式は当時の在来線の駅名標と類似しているものの、平仮名表記を一切省略していた。つまり、東海道新幹線の開業当時の駅名標（こちらは自駅の漢字+ローマ字表記のみであったが、この駅名標についても1970年代中頃に国鉄標準の駅名標に交換された）に前駅と次駅の駅名を同じく漢字+ローマ字表記で追加しただけのものであった。
しかし、この独自仕様の駅名標はその後の東北・上越新幹線以降の新幹線では採用されず、山陽新幹線でも国鉄末期より順次在来線および在来線の仕様とほぼ同じ仕様の駅名標を採用した東北・上越新幹線以降のものと同じ駅名標、つまり国鉄標準のものに交換され、漢字+ローマ字表記仕様の駅名標は分割民営化と相前後して消滅。取り換えられた国鉄標準の駅名標も、1990年代前半以降に全駅がJR西日本共通の仕様のもの（新大阪駅のみJR東海仕様）に再び取り替えられてごく短期間で廃止されたため、現在はいずれも現存していない。

## 車両

### 車両の概要とその変遷
山陽新幹線における運行車両の変遷は以下の通り。
1987年（昭和62年）までの国鉄時代は、0系のみによる運行の期間が長く、編成両数も16両でほぼ固定されていた。国鉄分割民営化に伴い東海道新幹線がJR東海、山陽新幹線がJR西日本へ分割されると、JR西日本により山陽新幹線独自の車両開発と編成が展開された。ひとつは高速化であり、300 km/hの高速運転を可能とした500系はその代表例である。また、輸送需要に合わせて、4両・6両・8両など東海道新幹線では見られない短編成化も進められた。16両編成・座席数1323席を絶対とする東海道新幹線との直通運転車両も含め、多種多様な形式・編成が運行される形となっている。500系は例外的に座席数や配置が300系や700系以降の車両と異なるが、300系以降の東海道新幹線直通車両は、列車の運用（代走しても座席は同じになるようになっている）の関係もあり原則N700Sにいたるまで座席数と配置は一定になるよう設計されている。
国鉄分割民営化以降は航空機との競争が激しくなったことから、新大阪駅発着列車については東海道新幹線よりも車内設備を向上させた車両も多数運用されている。最も分かりやすい例は普通車の指定席で、「ウエストひかり」以降線内完結および九州新幹線に直通する車両は2+2の座席配置になっている。
なお、2012年（平成24年）春には100系・300系が運用を終了したため、以来山陽新幹線を走行するすべての旅客用車両が最高速度285 km/h以上対応となっている。
| 形式       | 営業最高速度 | 1970年代                | 1980年代                | 1980年代                | 1980年代              | 1990年代              | 1990年代              | 1990年代              | 1990年代              | 2000年代              | 2000年代              | 2000年代              | 2010年代              | 2010年代              | 2020年代              | 備考                                          |
| ---------- | ------------ | ----------------------- | ----------------------- | ----------------------- | --------------------- | --------------------- | --------------------- | --------------------- | --------------------- | --------------------- | --------------------- | --------------------- | --------------------- | --------------------- | --------------------- | --------------------------------------------- |
| 0系        | 220 km/h*    | 1972年 - 2008年         | 1972年 - 2008年         | 1972年 - 2008年         | 1972年 - 2008年       | 1972年 - 2008年       | 1972年 - 2008年       | 1972年 - 2008年       | 1972年 - 2008年       | 1972年 - 2008年       | 1972年 - 2008年       |                       |                       |                       |                       | *1986年まで210 km/h                           |
| 100系      | 220 km/h*    |                         |                         | 1985年 - 2012年         | 1985年 - 2012年       | 1985年 - 2012年       | 1985年 - 2012年       | 1985年 - 2012年       | 1985年 - 2012年       | 1985年 - 2012年       | 1985年 - 2012年       | 1985年 - 2012年       | 1985年 - 2012年       |                       |                       | *一部 230 km/h                                |
| 300系      | 270 km/h     |                         |                         |                         |                       |                       | 1993年 - 2012年       | 1993年 - 2012年       | 1993年 - 2012年       | 1993年 - 2012年       | 1993年 - 2012年       | 1993年 - 2012年       | 1993年 - 2012年       |                       |                       |                                               |
| 500系      | 300 km/h*    |                         |                         |                         |                       |                       |                       | 1997年 -              | 1997年 -              | 1997年 -              | 1997年 -              | 1997年 -              | 1997年 -              | 1997年 -              | 1997年 -              | *8両編成は285 km/h 2027年を目途に運用終了予定 |
| 700系      | 285 km/h     |                         |                         |                         |                       |                       |                       |                       | 1999年 -              | 1999年 -              | 1999年 -              | 1999年 -              | 1999年 -              | 1999年 -              | 1999年 -              | 2021年度以降はE編成のみ                       |
| N700系     | 300 km/h     |                         |                         |                         |                       |                       |                       |                       |                       |                       | 2007年-               | 2007年-               | 2007年-               | 2007年-               | 2007年-               | 2016年以降はS・R編成のみ                      |
| N700A      | 300 km/h     |                         |                         |                         |                       |                       |                       |                       |                       |                       |                       |                       |                       | 2013年 -              | 2013年 -              |                                               |
| N700S      | 300 km/h     |                         |                         |                         |                       |                       |                       |                       |                       |                       |                       |                       |                       |                       | 2020年 -              |                                               |
| 運行事業者 | 運行事業者   | 国鉄（1972年 - 1987年） | 国鉄（1972年 - 1987年） | 国鉄（1972年 - 1987年） | JR西日本（1987年 - ） | JR西日本（1987年 - ） | JR西日本（1987年 - ） | JR西日本（1987年 - ） | JR西日本（1987年 - ） | JR西日本（1987年 - ） | JR西日本（1987年 - ） | JR西日本（1987年 - ） | JR西日本（1987年 - ） | JR西日本（1987年 - ） | JR西日本（1987年 - ） |                                               |

### 各形式概説
山陽新幹線における営業車両について概説する。詳細については各車両記事を参照。なお、営業用車両はいずれもブルーリボン賞またはローレル賞の受賞実績を持つ。

#### 0系

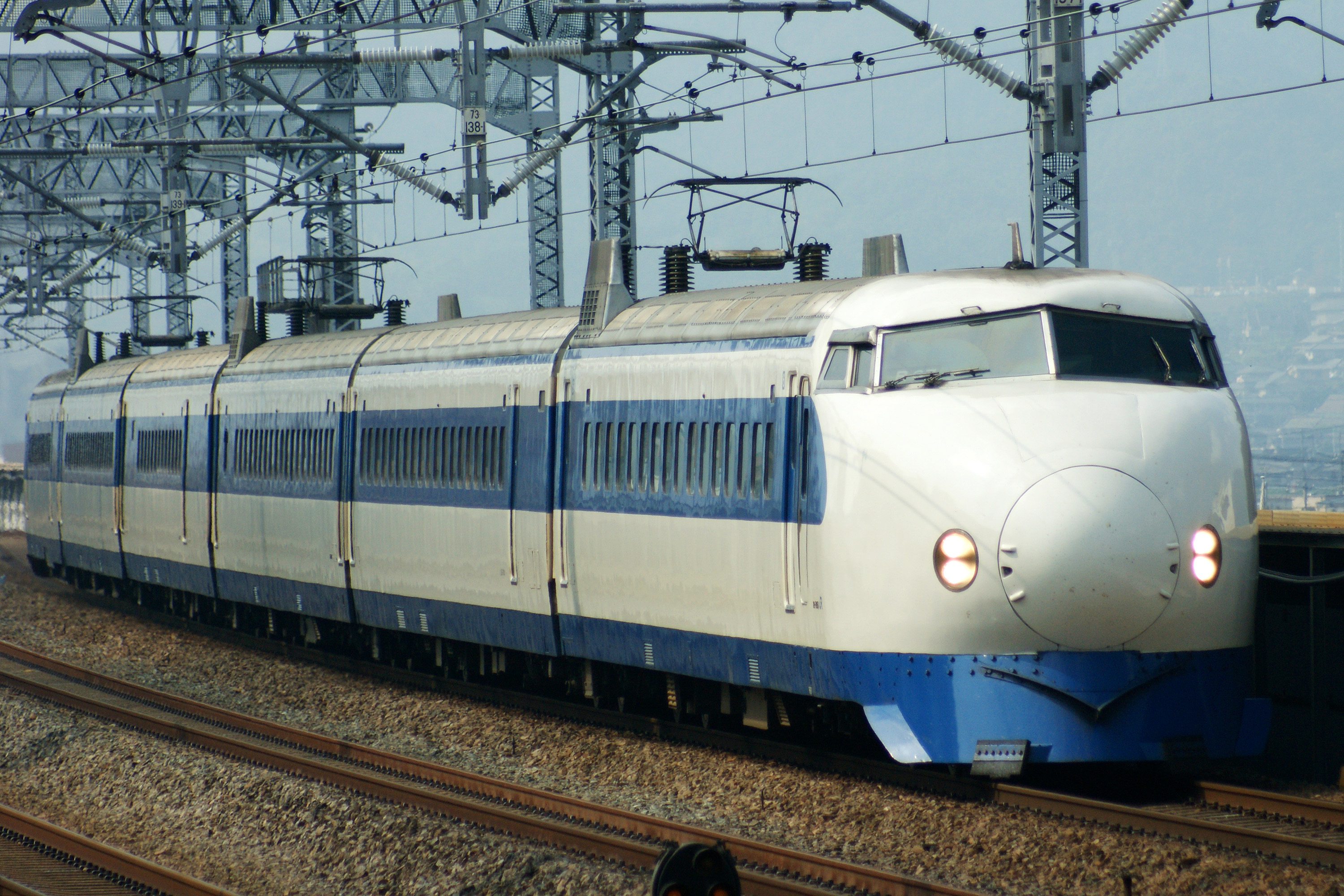
0系（R編成）

1964年（昭和39年）の東海道新幹線開業時に国鉄が投入した車両で、1986年（昭和61年）までの20年以上にわたって3,216両が製造された。このため、製造年度によって様々な仕様がある。登場時の最高速度は210 km/h。1986年（昭和61年）11月1日、100系に合わせ220 km/hに引き上げられた。
全電動車方式を採用し、2両単位で編成を増減することが可能である。普通車・グリーン車のほか、ビュフェや食堂車などの供食サービスを行う車両を組み込み、12両ないし16両編成で増備が進められた。
またトンネルが多くなったことにより、車内気圧変動対策で換気を遮断する回数が増えるため、後から開業した岡山駅以西では連続換気方式が採用された。そのため、1973年（昭和48年）以前に製造された0系車両を組み込んだ編成は岡山駅以西への乗り入れができなかった。東海道「こだま」用編成のS編成やY編成では、岡山駅以西乗り入れ禁止編成を識別するため、編成番号を本来の編成番号+50としていた。
東海道新幹線に比べ輸送規模の小さい山陽新幹線では需要に合わせた短編成化も実施された。国鉄末期の1985年（昭和60年）には山陽新幹線内の「こだま」用として普通車のみの6両編成が登場。JR西日本となってからは、座席を一列4人掛けとするなどの車内改良を実施した6・8・12両の「ウエストひかり」も登場した。晩年は4両編成も加わり、2008年（平成20年）までもっぱら「こだま」に用いられた。
2008年（平成20年）12月14日をもって営業運転を終了した。

#### 100系

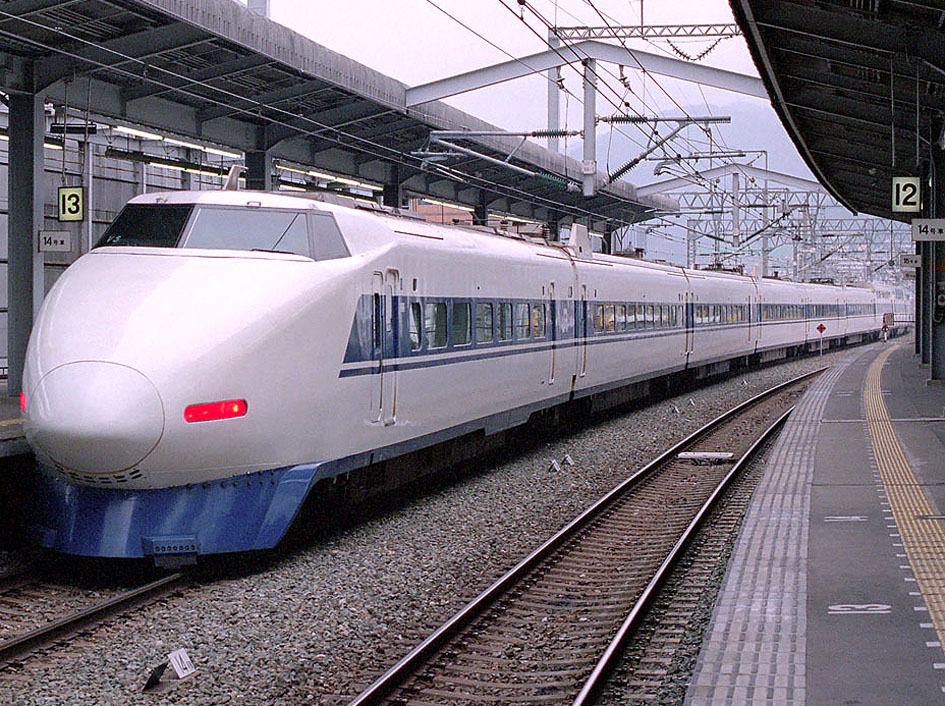
100系（V編成）

長期にわたり製造され陳腐化した0系の置き換えを目的に、新幹線初のモデルチェンジ車両として1985年（昭和60年）に登場した。国鉄および民営化で誕生したJR東海とJR西日本によって、1,056両が製造された。
営業運転速度はこれまでより10 km/h速い220 km/hにとどまったものの、モーターの出力増強・新しいブレーキの採用により、16両編成のうち4両を付随車（モーターを持たない車両）として製造コスト削減。車内もアコモデーションアップが図られ、座席間隔の拡大により3人掛け座席を初めて回転可能としたほか、個室も設けられた。また、グリーン車や食堂車などに2階建車両を2両組み込んだことが大きな特徴である。JR西日本では編成中4両を2階建車両とした「グランドひかり」編成（100N系）も製造され、最高速度を230 km/hに向上した。後継車両の投入後は、0系と同様に短編成化され、2階建て車両も外された上で「こだま」のみ運用となり、2012年（平成24年）3月17日のダイヤ改正をもって営業運転を終了した。

#### 300系

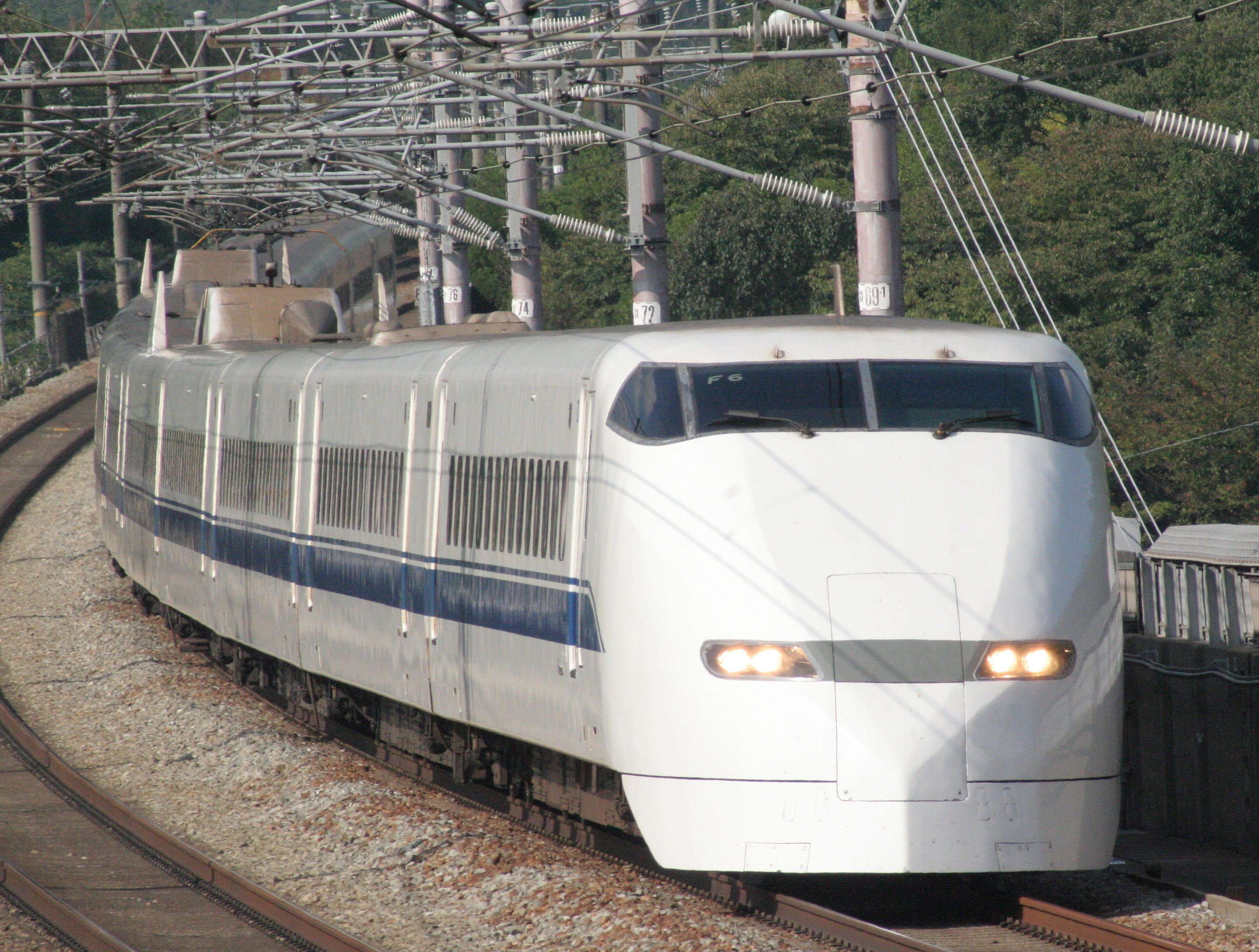
300系（F編成）

東海道新幹線の高速化を図るため、JR東海が開発した車両。最高速度は270 km/hに引き上げられ、この車両とともに「のぞみ」が登場した。山陽新幹線への乗り入れは1993年（平成5年）より開始し、新大阪・博多間を従来より17分早い2時間32分で結んだ。JR東海のほかJR西日本でも製造され、1998年（平成10年）までにその総数を1,120両とした。
車体はこれまでの鋼製に代わりアルミニウム合金が採用されたほか、車内にも樹脂製部品が積極的に用いられ、徹底した軽量化が行われた。また、インバータ制御を用いた交流モーターを採用し、旧来の直流モーターに比べ小型化・高出力化が図られた。一方、利用の減少が続いていた食堂車や、軽量化・低重心化の障害となる2階建車両は組み込まず、普通車・グリーン車のみによる16両編成とした。
最高速度の向上により大幅な所要時間短縮を達成した300系であったが、この頃から新形式の開発・投入が相次ぎ、登場後わずか数年で運用の幅を狭め始めることとなった。2001年（平成13年）には「のぞみ」の定期運用を外れ、山陽新幹線においては岡山以東の東京直通「ひかり」運用が中心となった。さらに、N700系の量産が始まった2007年より廃車が進み、2012年（平成24年）3月17日のダイヤ改正をもって運行を終了した。なお、本形式は他系列のような短編成化が行われておらず、東海道新幹線と同時に山陽新幹線から引退した唯一の形式である。

#### 500系
山陽新幹線のさらなる高速化を目的としてJR西日本が開発した車両であり、新幹線初の300 km/h運転を達成した。1997年（平成9年）3月に新大阪駅 - 博多駅間の「のぞみ」として運用を開始し、新大阪 - 博多間の所要時間を300系より15分早い2時間17分とした。
300 km/hという高速運転を実現するため、0系以来の全電動車編成とし出力を増強。空気抵抗や騒音の低減、高速運転にともなって生じるトンネルの爆音（トンネル微気圧波）への対策のため、車体は角を落とした円形断面として断面積を縮小したほか、先頭車は15 mに及ぶロングノーズにキャノピー型の運転室を設けるなど、他の新幹線車両とは外観上も異なっているのが特徴である。16両編成9本、全144両が製造された。
山陽新幹線最速の車両として「のぞみ」を中心に運用されてきたが、同じ16両編成である300系や700系と定員や座席配置が異なることや先頭車のドアが一箇所しかないという運用上の問題から2007年（平成19年）からは同年7月に登場した後継のJR西日本保有のN700系N編成に徐々にその運用を譲り、2010年（平成22年）に「のぞみ」運用から離脱した。余剰となった編成は8両に減車し（同時にグリーン車は普通指定席車に改造）、最高速度を285 km/hに落としたうえ、2008年（平成20年）から0系6両編成に代わって「こだま」での運用を開始した。
JR西日本はN700Sの追加投入に伴い余剰となったN700系16両編成を順次、8両編成へ改造し500系を置き換えると発表した。500系は2027年を目途に営業運転を終了する予定である。

#### 700系
JR東海とJR西日本の共同開発により、1999年（平成11年）に営業運転を開始した車両。最高速度の低い0系や100系の置き換えを目的として製造された。
500系は山陽新幹線での300 km/h運行を可能としたが、製造コストが高い、空力性能の重視によって車内空間に制約があるなどの大きな問題を抱えていた。また、線形条件の劣る東海道新幹線においては300系と同等の270 km/hに留まり、コストに見合った性能が発揮できなかった。そこで700系では費用対効果を重視し、東海道・山陽新幹線全体の底上げを図るとともに、乗り心地・快適性の改善に主眼が置かれた。最高速度は500系より若干抑えた285 km/hとし、先頭形状はカモノハシに似た独特の形状が採用された。この形状は、車内空間への影響を最小限に留めつつトンネル微気圧波を抑制するものである。
「のぞみ」用16両編成としてJR東海・JR西日本あわせて1,200両製造されたほか、JR西日本では「ウエストひかり」の後継として、山陽新幹線のみを運行する「ひかりレールスター」用8両編成が128両製造された。16両編成のB編成は山陽新幹線においてはN700系の増備により2011年3月12日改正では定期「のぞみ」運用から離脱し、臨時「のぞみ」や定期「ひかり」「こだま」で運用されていた。その後、2020年（令和2年）3月13日には山陽新幹線内の定期運用が終了、その後は波動用車両としてB4編成が残されていたが、2021年（令和3年）2月28日付で廃車となった。
「ひかりレールスター」用のE編成は普通車のみの構成で、塗色も独自のものを採用している。8号車には普通個室がある。九州新幹線との直通運転開始に伴い、多くは直通列車の「さくら」に置き換えられ、現在は100系に代わって「こだま」を中心に運用されているが、山陽新幹線内で完結する臨時の「のぞみ」にも充当される。
JR西日本は今後、8両化するN700系16両編成で700系E編成の8編成を置き換えるとしている。

#### N700系
700系を基本に「最速・快適・環境への適合」 をキーワードとして、さらなる性能向上を目指した車両。JR東海・JR西日本の共同開発により、2007年（平成19年）に営業運転を開始した。
軽量化、空力性能の改善およびモーター出力の増強により、500系以来となる山陽新幹線での300 km/h運行を可能とした。東海道新幹線での最高速度は従来と同じ270 km/hに留まるものの、加速性能の向上、新幹線初となる車体傾斜装置の導入により減速回数を少なくしたことで、所要時間の短縮を達成している。外観は700系に準じるが、エアロダブルウィングと称する先頭形状、空気抵抗を低減する連結部は全周幌、小さめの窓、大型のフルカラーLEDによる行先表示などが特徴となっている。また車内は全席禁煙とし、別に喫煙ルームが設けられた。
500系・700系に代わり「のぞみ」への投入が続けられ、2011年（平成23年）までに総数が約1,500両となった。
山陽新幹線で運用されるものには2013年（平成25年）よりZ・N編成（0・3000番台）を後述のN700Aの導入に合わせて改造したX・K編成（2000・5000番台）16両編成、2011年（平成23年）3月に営業運転を開始した九州新幹線直通用であるS・R編成（7000・8000番台）8両編成の2種類がある。後述するN700Sの導入に伴い、JR東海が保有するX編成は2020年（令和2年）から置き換えが開始されている。
JR西日本のK編成（5000番台）は前述の通り500系・700系の置き換えを目的に8両編成へ改造される。

#### N700A
2011年（平成23年）5月、JR東海がN700系の改良型となる「N700A」（「A」は Advanced（進歩）の頭文字）の投入を発表。2013年（平成25年）より運行を開始した。
ブレーキ・車体傾斜システム・接客設備の改良や定速走行装置の新規搭載など、安全性・定時制の確保、環境性能・乗り心地の観点から数多くの改善が行われた。
G・F編成（1000・4000番台）16両編成が運用される。

#### N700S

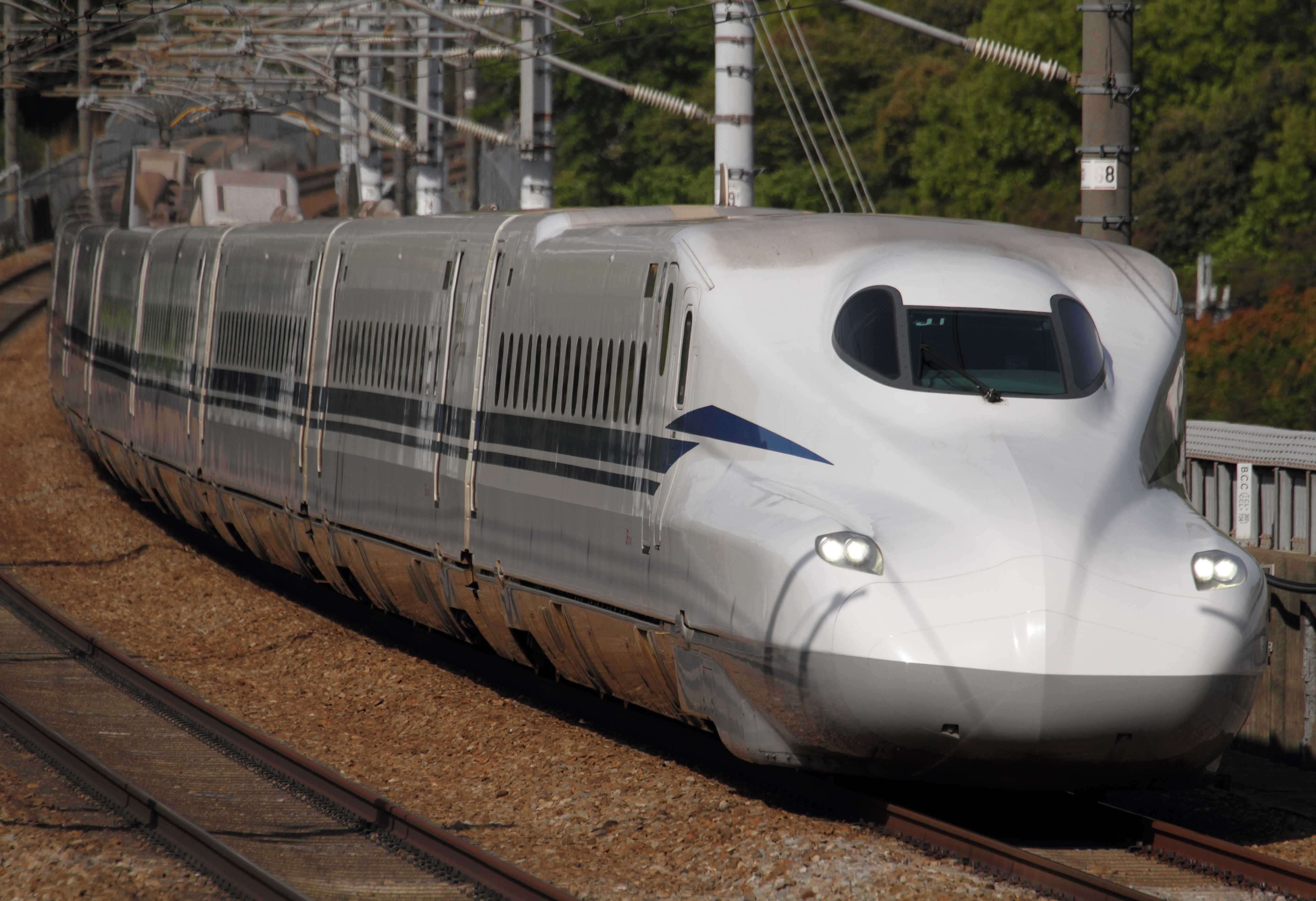
N700S（J編成）

2016年（平成28年）6月24日、JR東海が「N700S」（「S」は Supreme の略で「最高の」の意味）導入を発表。乗車定員の1,323席すべてに電源コンセントが設置されるほか、地震発生時の停止距離が5%短縮、異常時には車内防犯カメラの映像を総合指令所でも確認可能、自然災害等による長時間停電時においても避難が容易な場所まで自力走行が可能な、新幹線では初となるバッテリ自走システムの搭載などの安全対策が強化されている。また、先頭形状は空気抵抗やトンネルに入る際の騒音を軽減する改良がなされ、N700Aと比較して編成総重量の15トン軽量化や使用電力量の7%削減に寄与している。2018年（平成30年）3月に試験車を登場させ、2020年（令和2年）7月1日に営業運転を開始した。
J・H編成（0番台・3000番台）16両編成が運用される。

### 車両の諸元
以上の新幹線営業車両の諸元をまとめ下表に示す。形式によって複数の仕様を持つものは、断りのない限り代表的な値を示した。増備中の形式の製造両数は括弧書きで記述。
| 形式                    | 0系              | 100系             | 300系                | 500系                | 700系                | N700系               |
| ----------------------- | ---------------- | ----------------- | -------------------- | -------------------- | -------------------- | -------------------- |
| 新製時の編成            | 12両・16両       | 16両              | 16両                 | 16両                 | 16両・8両            | 16両・8両            |
| 最高速度(km/h)          | 220 （210）      | 220・230          | 270                  | 300                  | 285                  | 300                  |
| 編成質量（16両）        | 967 t            | 839 t・852 t      | 711 t                | 688 t                | 708 t                | 700 t                |
| 車体材質                | 普通鋼           | 普通鋼            | アルミニウム合金     | アルミニウム合金     | アルミニウム合金     | アルミニウム合金     |
| 編成出力 （16両編成時） | 11,840 kW (16M)  | 11,040 kW (12M4T) | 12,000 kW (10M6T)    | 17,600 kW (16M)      | 13,200 kW (12M4T)    | 17,080 kW (14M2T)    |
| 電動機                  | 直巻整流子電動機 | 直巻整流子電動機  | かご形三相誘導電動機 | かご形三相誘導電動機 | かご形三相誘導電動機 | かご形三相誘導電動機 |
| 製造初年                | 1964年           | 1985年            | 1992年               | 1997年               | 1999年               | 2007年               |
| 製造両数                | 3,216両          | 1,056両           | 1,120両              | 144両                | 1,328両              | （2,000両）          |

1. ↑  0系の最高速度は1986年10月31日まで210 km/h。#所要時間の推移も参照。
2. 1 2  100N系グランドひかり編成
3. ↑  編成出力におけるM・Tは、それぞれ編成中における電動車（モーター付車両）・付随車（モーターなし車両）の両数を示す。
4. ↑  製造両数は、国鉄、JR東海、JR西日本およびJR九州（N700系R編成のみ）の合計。
5. ↑  2014年4月1日現在。N700A、N700A改造車含む。N700系は増備継続中。製造両数はZ0編成を除く両数。

### 業務用車両
現在の車両
- 923形3000番台 - JR西日本T5編成、JR東海のT4編成（923形0番台）と共通運用。東海・西日本共同による検測走行で使用。

過去の車両
- 922形
- 500系900番台

### 車内チャイム・車内放送
2003年（平成15年）11月24日からは、JR西日本所属の車両の車内放送に使用されているチャイムの音楽には、かつて谷村新司および山口百恵が歌った「いい日旅立ち」を2003年（平成15年）に鬼束ちひろがカバーした、「いい日旅立ち・西へ」が使用されている。なお、JR東海所属の車両では、UAの「会いにいこう」が使われ、JR九州所属の車両では、向谷実作曲のオリジナル曲「The Journey」が使われる（博多駅発着時を除く）。
2011年3月11日までは、ひかりレールスターの4号車のみ、始発駅発車前と終着駅到着直前や非常時を除き車内放送が行われない「サイレンスカー」が設定されていた。
2008年（平成20年）6月20日から、0系の車内チャイムが2003年（平成15年）まで使用された「旧こだま・旧ひかり」チャイムに戻され、同系列が定期運転を終了する同年11月30日まで使用された。
2015年（平成27年）11月から2018年（平成30年）5月まで運行された、500系V2編成を使用した「500 TYPE EVA」では、テレビアニメ『新世紀エヴァンゲリオン』主題歌の「残酷な天使のテーゼ」が使用されていた。

## 運行形態

### 列車名
新大阪駅以東および博多駅以南での停車駅など詳細については各列車の記事や、「東海道新幹線」および「九州新幹線」を参照。

#### 「のぞみ」
「のぞみ」は、山陽新幹線においては1993年（平成5年）3月18日に新設された最速達タイプの列車である。当初は1時間あたり1 - 2本程度の運転本数であった。2003年（平成15年）10月1日のダイヤ改正以降、「ひかり」に代わる東海道・山陽新幹線の主軸列車として位置付けられ、大幅に増発された。方向幕で示される種別カラーは黄色（■）。
山陽新幹線内では新大阪駅・新神戸駅・岡山駅・広島駅・小倉駅・博多駅には全列車が停車し、姫路駅・福山駅・新山口駅の3駅にはそれぞれ毎時1本、徳山駅には1日4往復、西明石駅には上下1本ずつ選択停車する。原則的に、山陽新幹線内での選択停車駅は4駅のうち1駅で、2駅以上停車する列車が「さくら」または「ひかり」とされているが、早朝上りと夜間下りには「さくら」「ひかり」と同格の2駅選択停車の「のぞみ」も設定されている。逆に、上り1本のみ選択停車をしない列車もある（のぞみ64号）。当初は岡山駅・広島駅・小倉駅が全列車停車、新神戸駅が一部列車停車であった。2003年（平成15年）10月1日のダイヤ改正で新神戸駅も全列車停車となり、東京駅 - 広島駅・博多駅間の「ひかり」の多くが「のぞみ」に変更され、同時に、姫路駅・福山駅・徳山駅・新山口駅も停車駅に追加された。2008年（平成20年）3月15日のダイヤ改正で西明石駅始発東京駅行きの列車が1本設定された。
2015年（平成27年）6月20日時点のダイヤでは、1時間あたり東京駅 - 博多駅間の定期列車が2本、東京駅 - 広島駅間の定期列車が1本の計3本運行されている。ただし新幹線は午前0時 - 6時は運行ができないので、朝・夜の列車はこれより短い区間で運行している。かつては朝・夜に山陽新幹線内のみ（新大阪駅 - 博多駅間）の「のぞみ」も運転されていたが、2011年（平成23年）3月12日に運行を開始した「みずほ」に置き換えられた。これ以降、定期列車はすべて東海道新幹線に直通する。
運行車両はN700系またはN700S系の16両編成（座席数はどちらも1323席）で運用されている。また、2012年（平成24年）3月までは300系が、2010年（平成22年）2月末まで、500系、2020年（令和2年）2月末まで700系も使用されていた。ダイヤが混乱した際に山陽新幹線内で完結する臨時の「のぞみ」を運転する場合には500系7000番台や「ひかりレールスター」用の700系7000番台あるいは「みずほ」「さくら」用N700系7000・8000番台が充当される場合もある。

#### 「みずほ」
「みずほ」は、山陽・九州新幹線の新大阪駅 - 鹿児島中央駅間を直通運転する最速達タイプの列車である。2011年（平成23年）3月12日の九州新幹線（鹿児島ルート）全線開業と同時に運行を開始した。現在は朝夕を中心に1日8往復運行されている。種別カラーはオレンジ色（■）。
山陽新幹線内では「のぞみ」と同等の最速達列車と位置付けられ、料金体系も「のぞみ」に準じている。山陽新幹線内では新大阪駅・新神戸駅・岡山駅・広島駅・小倉駅・博多駅に全列車が停車し、一部列車は姫路駅・福山駅・新山口駅にも停車する。なお、一部の「のぞみ」が停車する徳山駅に停車する列車の設定はない。「みずほ」は全列車が九州新幹線に直通している。
全列車がN700系7000・8000番台（8両編成）で運行されている。

#### 「さくら」
「さくら」は、山陽・九州新幹線の新大阪駅 - 鹿児島中央駅間を直通運転する列車である。山陽新幹線では「ひかり」と同等の速達タイプの列車としての役割を担う。種別カラーはピンク色（■）。
2011年（平成23年）3月12日の九州新幹線（鹿児島ルート）全線開業と同時に運行を開始した。「さくら」は山陽・九州新幹線を直通運転する列車としての役割を担い、山陽新幹線内の停車駅は「ひかりレールスター」を統合する形で運行を開始したため、山陽新幹線内では従来の「ひかりレールスター」の停車パターンを踏襲している。
山陽新幹線内は、新大阪駅・新神戸駅・岡山駅・福山駅・広島駅・小倉駅・博多駅には全列車が停車するほか、西明石駅・姫路駅・徳山駅・新山口駅・新下関駅のうち1 - 2駅に停車する。2024年（令和6年）3月16日ダイヤ改正時点で、新大阪駅 - 鹿児島中央駅間で16往復、新大阪駅 - 熊本駅間で1往復、広島駅 - 鹿児島中央駅間で1往復運行されている。「みずほ」と同様に「さくら」も全列車が九州新幹線に直通している。
山陽新幹線で運行される「さくら」は全列車がN700系7000・8000番台（8両編成）で運行されている。

#### 「ひかり」
「ひかり」は、東海道新幹線開業時から存在する速達タイプ（一部各駅停車タイプ）の列車である。方向幕で示される種別カラーは赤（■）。
当初は、朝晩の一部を除いたほとんどの列車が東海道新幹線に直通していた。国鉄分割民営化後は、山陽新幹線内相互発着の「ウエストひかり」の運行も開始され、2000年（平成12年）3月に「ひかりレールスター」に移行した。
山陽新幹線における「ひかり」は、かつては「速達型列車」・「一部駅通過型列車」・「各駅停車型列車」と様々な形態で運行され、山陽新幹線の開業当初から長らく東海道・山陽新幹線の主軸速達列車として運行されてきた。最速達種別である「のぞみ」が大幅に増発された2003年（平成15年）10月1日のダイヤ改正以降、東海道新幹線に直通する速達型列車の役割は「のぞみ」に移行した。2011年（平成23年）3月12日に九州新幹線に直通する「さくら」が運行を開始したことに伴って、山陽新幹線完結の速達型列車は「さくら」と統合され、現在は「のぞみ」「みずほ」「さくら」を補完する列車として運行されている。
東海道新幹線直通系統は、一部を除いてほとんどの列車が山陽新幹線内の各駅に停車し、主に新大阪駅 - 岡山駅間における「こだま」の補完的な列車として運行されている。過去のダイヤでは、早朝に三原駅発東京駅行きの列車、夜に東京駅発姫路駅行きとなる列車が存在した。これらはいずれも山陽新幹線内の各駅に停車していた。また三原駅発列車は2008年（平成20年）3月15日のダイヤ改正で登場したもので、新尾道駅と新倉敷駅に停車する数少ない「ひかり」であったが、2012年（平成24年）3月のダイヤ改正で始発駅が広島駅となった。このほか、朝の下りのみ新横浜駅発広島駅行き、名古屋駅発広島駅行きおよび名古屋駅発博多駅行きが各1本ずつ設定されており、こちらは山陽新幹線内では新神戸駅・姫路駅・岡山駅・福山駅の各駅と西明石駅・相生駅・新下関駅のうち1 - 2駅に停車する。
このほかに山陽新幹線で完結する「ひかり」も運行されており、このうち700系7000番台（8両E編成）を使用する列車は「ひかりレールスター」の愛称で運行されている。「ひかりレールスター」は国鉄の分割民営化後に運行を開始した「ウエストひかり」を引き継ぐ形で、2000年（平成12年）3月に運行を開始した。
東海道新幹線に直通する列車は、N700系（16両編成）が使用されている。かつては0系・100系・300系・700系（16両編成）も使用されていた。山陽新幹線内完結の列車3本は2本がN700系（16両編成）、1本が700系（8両編成）「ひかりレールスター」で運行されている。
かつては山陽新幹線の各駅に少なくとも数本の「ひかり」が停車していたが、1997年（平成9年）11月29日のダイヤ改正で停車駅が整理され、一部の駅が停車駅から外された。東海道新幹線に直通する「ひかり」は2003年（平成15年）10月1日のダイヤ改正以降「速達型列車」に相当する列車は運行されず、昼間時間帯では東京駅 - 岡山駅間の「ひかり」（山陽新幹線内は各駅停車）が1時間あたり1本運行されるのみとなった。岡山駅 - 博多駅間では、この改正で東京駅直通の定期「ひかり」がなくなり、2009年（平成21年）3月14日のダイヤ改正で名古屋駅 - 博多駅間で運行されていた「ひかり」が広島駅発着に変更されたため、 全て新大阪駅発着の「ひかりレールスター」による運行となった。
山陽新幹線内相互発着の「ひかりレールスター」も2011年（平成23年）3月12日のダイヤ改正で「さくら」が運行を開始したことに伴い、多くは「さくら」に置き換えられる形で削減された。その後もN700系7000番台（8両S編成）の増備が進むにつれて700系7000番台「ひかりレールスター」はN700系7000番台「ひかり」に置き換えられていった。2012年（平成24年）3月17日のダイヤ改正ではN700系7000番台増備完了に伴う「さくら」の更なる増発によって、「ひかりレールスター」としての定期列車は朝の博多駅発新大阪駅行き上り列車1本を残すのみとなり、山陽新幹線内相互発着の「ひかり」全体でも2往復にまで縮小された。定期列車の「ひかりレールスター」は、2013年（平成25年）3月16日改正で下り1本・上り2本に増発されたものの、2022年（令和4年）3月12日のダイヤ改正で下りの新大阪駅発博多駅行きが廃止され、小倉駅発岡山駅行きと博多駅発新大阪駅行きの上り2本のみとなり、2023年（令和5年）3月18日のダイヤ改正で、新下関駅発岡山駅行き上り1本のみとなった。

#### 「こだま」
「こだま」は、東海道新幹線開業時から存在する各駅停車タイプの列車で、全駅に停車する。方向幕で示される種別カラーは本来は青色（■）だが、500系・700系の車両電光掲示板では発色の関係から緑（■）が用いられている。
速達列車の増発・高速化の影響で停車駅での通過列車待避が多く、所要時間も長くなっており、2015年（平成27年）3月のダイヤ改正時点で、新大阪駅 - 博多駅間で4時間10分 - 5時間20分である。博多発10時台 - 14時台の新大阪駅行き「こだま」はいずれも岡山駅で24 - 33分間停車し、新大阪駅までの所要時間は5時間以上を要しているが、岡山駅で岡山駅始発山陽新幹線内各駅停車の「ひかり」と接続しており、これに乗り換えると各駅停車で山陽新幹線内全線を4時間40分で移動できるダイヤとなっている（参考までに、開業当初は現在よりも3駅少なく、全列車が4時間30分前後で新大阪駅 - 博多駅間で走行していた）。2006年（平成18年）3月18日以降、ダイヤ改正のたびに本数の削減が行われている。特に新大阪駅 - 岡山駅間は日中の「こだま」の設定がない時間帯があり、上述の東京駅 - 岡山駅間運転の「ひかり」が「こだま」の役割を担っている。
8両編成の700系・500系を中心に、早朝・深夜の列車ではごく僅かではあるが16両編成のN700系や8両編成のN700系が使用されている。かつては0系・100系・300系も運用されていたが、開業当初からあった0系での運用は、2008年（平成20年）11月30日で終了した。100系は4両編成の列車も博多駅 - 岡山駅間の限定運用で運行されていたが、4両編成は2011年（平成23年）3月12日のダイヤ改正をもって運用を終了し、6両編成もこの改正で岡山駅 - 新大阪駅間での運用が終了、2012年（平成24年）3月17日のダイヤ改正を前に100系は300系と共に全編成が運用を終了した。これによって「こだま」は全列車が8両・16両編成に統一された。
小倉駅 - 博多駅間や朝夕の一部の列車は全車自由席である。一部列車は在来線として扱われている博多南線に特急列車として直通運転している。

#### 「つばめ」
「つばめ」は、九州新幹線内を各駅停車で運行している列車（山陽新幹線での「こだま」と同等）であるが、山陽新幹線直通列車が2023年（令和5年）3月18日ダイヤ改正時点で熊本駅発小倉駅行きと新下関駅発熊本駅行きが各1本ずつ設定されている。種別カラーは水色（■）。
2012年（平成24年）3月17日ダイヤ改正で上り2本（熊本駅発新下関駅行きと鹿児島中央発小倉行き各1本）が山陽新幹線に乗り入れた。山陽新幹線内でも各駅停車として運行され、車両はすべてN700系8両編成が使用されていた。翌2013年（平成25年）3月16日ダイヤ改正で九州区間内の発着に整理され、定期列車の山陽区間への乗り入れはなくなったが、2017年（平成29年）3月4日より、熊本駅発小倉駅行き「つばめ306号」1本が設定され、九州島内であるが直通が復活した。2023年3月18日改正から昼間の新下関駅発鹿児島中央駅行き「さくら405号」からの変更で新下関駅発熊本駅行き「つばめ321号」が設定された。

### 現行のダイヤパターンと停車駅
開業時から規則的なパターンダイヤを導入しているが、東海道新幹線に比べて需要が少ないことと、時間帯により極端な需要の偏りがあることなどから、列車の延長運行などを行い、需要に見合う柔軟なダイヤ構成となっている。
以下に示す時刻・運転区間等は2023年（令和5年）3月18日ダイヤ改正時点の昼間時間帯の平均的なもので、早朝・深夜は若干異なる。
- 「こだま」の発着時刻はあまり一定しておらず、下表とは異なる区間で運転している列車もある。

#### 2023年3月18日ダイヤ改正
- 乗車時間、乗換時間、待ち時間を含む移動全体の所要時間を短縮[35]。
  - 首都圏 - 山陽・四国エリア間の所要時間を短縮。
  - 「のぞみ」「みずほ」「さくら」の最大運転本数を1時間あたり上下各9本に拡大。
  - 各駅での発車間隔を揃え、毎時同じ時刻に発車するダイヤになる。
- N700Sで毎日運転する直通「のぞみ」をお知らせ。
- 一部列車の運転を見直し。

| 種別    | 始発駅       | 新大阪駅 発車時刻 | 新大阪 | 新神戸 | 西明石 | 姫路 | 相生 | 岡山 | 新倉敷 | 福山 | 新尾道 | 三原 | 東広島 | 広島 | 新岩国 | 徳山 | 新山口 | 厚狭 | 新下関 | 小倉 | 博多 | 博多南 | 博多駅 到着時刻  | 終着駅         |
| ------- | ------------ | ----------------- | ------ | ------ | ------ | ---- | ---- | ---- | ------ | ---- | ------ | ---- | ------ | ---- | ------ | ---- | ------ | ---- | ------ | ---- | ---- | ------ | ---------------- | -------------- |
| のぞみ  | 東京         | 02分              | ●      | ●      | →      | →    | →    | ●    | →      | ●    | →      | →    | →      | ●    | →      | →    | →      | →    | →      | ●    | ●    |        | 30分             | 博多           |
| のぞみ◆ | 東京         | 08分              | ●      | ●      | →      | ▲    | →    | ●    | →      | ▲    | →      | →    | →      | ●    | →      | →    | →      | →    | →      | ●    | ●    |        | 39分（広島33分） | 広島・博多     |
| のぞみ◆ | 東京         | 14分              | ●      | ●      | →      | →    | →    | ●    | →      | →    | →      | →    | →      | ●    | →      | →    | ●      | →    | →      | ●    | ●    |        | 45分（広島36分） | 広島・博多     |
| のぞみ  | 東京         | 17分              | ●      | ●      | →      | ●    | →    | ●    | →      | →    | →      | →    | →      | ●    |        |      |        |      |        |      |      |        | （広島42分）     | 広島           |
| さくら  | 新大阪       | 20分              | ●      | ●      | →      | □    | →    | ●    | →      | ●    | →      | →    | →      | ●    | →      | ●    | →      | →    | →      | ●    | ●    | ＝     | 59分             | 鹿児島中央     |
| のぞみ◆ | 東京         | 32分              | ●      | ●      | →      | →    | →    | ●    | →      | →    | →      | →    | →      | ●    | →      | ●    | →      | →    | →      | ●    | ●    |        | 03分             | 博多           |
| こだま  | 新大阪・岡山 | 37分              | ●      | ●      | ●      | ●    | ●    | ●    | ●      | ●    | ●      | ●    | ●      | ●    | ●      | ●    | ●      | ●    | ●      | ●    | ●    | ●      | 51分             | 博多（博多南） |
| のぞみ  | 東京         | 41分              | ●      | ●      | →      | →    | →    | ●    | →      | →    | →      | →    | →      | ●    | →      | →    | ●      | →    | →      | ●    | ●    |        | 09分             | 博多           |
| のぞみ◆ | 東京         | 50分              | ●      | ●      | →      | ●    | →    | ●    | →      | →    | →      | →    | →      | ●    | →      | →    | →      | →    | →      | ●    | ●    |        | 18分（広島15分） | 広島・博多     |
| みずほ  | 新大阪       | 54分              | ●      | ●      | →      | □    | →    | ●    | →      | □    | →      | →    | →      | ●    | →      | →    | □      | →    | →      | ●    | ●    | ＝     | 43分             | 鹿児島中央     |
| ひかり  | 東京         | 59分              | ●      | ●      | ●      | ●    | ●    | ●    |        |      |        |      |        |      |        |      |        |      |        |      |      |        | （岡山02分）     | 岡山           |

| 種別    | 始発駅         | 博多駅 発車時刻  | 博多南 | 博多 | 小倉 | 新下関 | 厚狭 | 新山口 | 徳山 | 新岩国 | 広島 | 東広島 | 三原 | 新尾道 | 福山 | 新倉敷 | 岡山 | 相生 | 姫路 | 西明石 | 新神戸 | 新大阪 | 新大阪駅 到着時刻 | 終着駅       |
| ------- | -------------- | ---------------- | ------ | ---- | ---- | ------ | ---- | ------ | ---- | ------ | ---- | ------ | ---- | ------ | ---- | ------ | ---- | ---- | ---- | ------ | ------ | ------ | ----------------- | ------------ |
| のぞみ◆ | 博多・広島     | 00分（広島08分） |        | ●    | ●    | →      | →    | ●      | →    | →      | ●    | →      | →    | →      | →    | →      | ●    | →    | →    | →      | ●      | ●      | 31分              | 東京         |
| のぞみ◆ | 博多・広島     | 06分（広島12分） |        | ●    | ●    | →      | →    | →      | →    | →      | ●    | →      | →    | →      | ●    | →      | ●    | →    | →    | →      | ●      | ●      | 37分              | 東京         |
| のぞみ  | 博多           | 15分             |        | ●    | ●    | →      | →    | →      | →    | →      | ●    | →      | →    | →      | ●    | →      | ●    | →    | →    | →      | ●      | ●      | 43分              | 東京         |
| さくら  | 鹿児島中央     | 23分             | ＝     | ●    | ●    | →      | →    | →      | ●    | →      | ●    | →      | →    | →      | ●    | →      | ●    | →    | →    | →      | ●      | ●      | 59分              | 新大阪       |
| のぞみ◆ | 博多・広島     | 27分（広島29分） |        | ●    | ●    | →      | →    | →      | →    | →      | ●    | →      | →    | →      | →    | →      | ●    | →    | ●    | →      | ●      | ●      | 55分              | 東京         |
| のぞみ  | 博多           | 36分             |        | ●    | ●    | →      | →    | ●      | →    | →      | ●    | →      | →    | →      | →    | →      | ●    | →    | →    | →      | ●      | ●      | 04分              | 東京         |
| ひかり  | 岡山           | （岡山36分）     |        |      |      |        |      |        |      |        |      |        |      |        |      |        | ●    | ●    | ●    | ●      | ●      | ●      | 46分              | 東京         |
| のぞみ◆ | 博多・広島     | 42分（広島49分） |        | ●    | ●    | →      | →    | →      | ●    | →      | ●    | →      | →    | →      | →    | →      | ●    | →    | →    | →      | ●      | ●      | 13分              | 東京         |
| みずほ  | 鹿児島中央     | 53分             | ＝     | ●    | ●    | →      | →    | □      | →    | →      | ●    | →      | →    | →      | □    | →      | ●    | →    | □    | →      | ●      | ●      | 21分              | 新大阪       |
| こだま  | 博多（博多南） | 54分             | ●      | ●    | ●    | ●      | ●    | ●      | ●    | ●      | ●    | ●      | ●    | ●      | ●    | ●      | ●    | ●    | ●    | ●      | ●      | ●      | 25分              | 岡山・新大阪 |
| のぞみ  | 広島           | （広島03分）     |        |      |      |        |      |        |      |        | ●    | →      | →    | →      | →    | →      | ●    | →    | ●    | →      | ●      | ●      | 28分              | 東京         |

●：停車、□：一部の列車が停車、▲：この駅のうち1駅に停車、→ ：通過、＝：他線回り、★：どちらか運行、◆：臨時列車（定期列車として運行される時間帯もある）
1. 1 2  朝夕は博多発着。また一部時間帯で福山に追加停車。

### 現行の号数の振り方
2023年3月18日からのもの。
- のぞみ
  - 東京駅・品川駅 - 岡山駅・広島駅・博多駅間
    - 定期列車は1 - 60・62・64・75 - 100号台
      - 東京駅 - 博多駅間：1 - 60・62・64・99号（早朝の99号は品川駅発博多駅行き）
      - 東京駅 - 姫路駅・岡山駅・広島駅間：61・63・65・66 - 95・96・98・100・102・104号（85・91・93・70・72・84号は東京駅 - 岡山駅間、95・68号は東京駅 - 姫路駅間、早朝の66号は西明石駅発東京駅行き）

    - 臨時列車は110 - 190号台で列車番号に6000台または7000台が冠され、東京駅 - 岡山駅・広島駅・博多駅間で使用される

  - 名古屋駅 - 博多駅間：270号台
    - 名古屋駅 - 博多駅間：270 - 277号（早朝の名古屋駅発博多駅行きは275号・277号、夜の博多発名古屋行きは270号・272号）
- みずほ
  - 新大阪駅 - 熊本駅・鹿児島中央駅間：600 - 615号
- さくら
  - 新大阪駅 - 熊本駅・鹿児島中央駅間：定期列車は540 - 573号、臨時列車は574 - 586号
  - 広島駅 - 鹿児島中央駅間：401・406号
- ひかり
  - 東京駅 - 岡山駅・広島駅間：500 - 522号（500号は広島駅発東京駅行き）
  - 新横浜駅・名古屋駅 - 広島駅・博多駅間：下り列車用の530号台（531号は名古屋駅発博多駅行き、533号は新横浜駅発広島駅行き、535号は名古屋駅発広島駅行き）
  - 新大阪駅 - 博多駅間：590号台（590号は新下関駅発岡山駅行き、591号は新大阪駅発博多駅行き、592号は博多駅発新大阪駅行き）
    - 定期列車は590号台前半
- こだま
  - 新大阪駅・姫路駅・岡山駅 - 福山駅・三原駅・広島駅・博多駅・博多南駅間：830 - 876号
  - 広島駅・新山口駅・新下関駅・小倉駅 - 博多駅・博多南駅間：770 - 780号台

なお、博多南線のみを走る列車（2023年3月改正ダイヤでは下り16本、上り13本）は772・773（土曜・休日運休）・833 - 860号台が割り当てられている。
列車番号は、定期列車については基本的に号数+Aであるが、以下の例外がある。
- 2000+号数+A：8・16両編成の博多駅発着の「ひかり」および博多南線内のみを走る列車 
  - 後者は同一号数の「こだま」と重複するため
- 5000+号数+A：新下関駅を発着する「さくら」
  - 同一号数の「のぞみ」（東海道新幹線）と重複するため
- 3000、6000、7000、8000、9000+号数+A：臨時列車[注 11]
  - 3000+号数+A：季節臨時列車

### 所要時間の推移
新大阪駅 - 博多駅間最速列車の所要時間の推移を示す。
- 1975年（昭和50年）3月10日：3時間44分「ひかり」0系
  - 山陽新幹線が全線開業した。最高速度は210 km/h。最速列車（Wひかり）の停車駅は岡山・広島・小倉であった。
- 1980年（昭和55年）10月1日：3時間28分「ひかり」0系
  - 地盤が固まっていなかったため行われていた三原駅 - 博多駅の減速運転が解除されてスピードアップした。
- 1985年（昭和60年）3月14日：3時間16分「ひかり」0系
  - 余裕時間を見直し、スピードアップした。
- 1986年（昭和61年）11月1日：2時間59分「ひかり」0系・100系
  - 最高速度を210 km/hから220 km/hに引き上げた。
- 1989年（平成元年）3月11日：2時間49分「ひかり」100系V編成（100N系）
  - 100系「グランドひかり」が運転開始され、最高速度は230 km/hとなった。
- 1993年（平成5年）3月18日：2時間32分「のぞみ」300系
  - 300系「のぞみ」が山陽新幹線でも運転開始した。最高速度は270 km/h。
- 1997年（平成9年）3月22日：2時間17分「のぞみ」500系[15]
  - 500系「のぞみ」が運転開始した。最高速度は当時世界最速の300 km/h。なお、1999年（平成11年）3月13日に運転を開始した700系「のぞみ」は2時間25分（現在は2時間28分、最高速度285 km/h）、2000年（平成12年）3月11日から運転を開始した700系7000番台「ひかりレールスター」は2時間45分[31]（九州新幹線開通前の準速達タイプは標準2時間40分、最高速度285 km/h）であった。
- 2003年（平成15年）10月1日：2時間21分「のぞみ」500系
  - 500系「のぞみ」を含めた全列車が新神戸駅に停車することになり4分延びた。
- 2006年（平成18年）3月18日：2時間23分「のぞみ」500系（2007年7月1日からはN700系も）
  - JR福知山線脱線事故の影響を受け山陽新幹線でも「ゆとりダイヤ」を実施、2分延びた。2007年（平成19年）7月1日からはN700系が運転を開始し、500系と同じ最高速度300 km/h、2時間23分で走っている[41]。
- 2011年（平成23年）3月12日：2時間22分「のぞみ」N700系
  - 博多駅 → 新大阪駅間を2時間23分、博多駅 → 東京駅間を4時間51分で運行していた「のぞみ」66号（博多18:54発→新大阪21:17着・20発→東京23:45着）の博多駅発車時刻が18:55に変更されるため[42]、博多駅 → 新大阪駅間を2時間22分で運行する列車が登場。「ゆとりダイヤ」実施後初めての所要時間短縮となる。なお、同日運行開始の「みずほ」の新大阪駅 - 博多駅間の最短所要時間は従来の「のぞみ」と同様に2時間23分である。
- 2017年（平成29年）3月4日：2時間21分「のぞみ」N700系
  - 2011年の時と同じ博多駅 → 東京駅間の最終の「のぞみ」64号の博多駅発車時刻が1分繰り下がり、博多駅 → 新大阪駅間で2時間21分で運行することになり、「ゆとりダイヤ」実施前の所要時間になる（博多駅18:59発→新大阪駅21:20着・21:23発→東京駅23:45着）[43]
  - なお、この改正時点での「みずほ」の最速ダイヤは上りは2時間22分。下りは2時間23分。「のぞみ」の下りの最速列車の所要時間は2時間28分。

## 乗務員
基本的には、運転士・車掌ともに、「のぞみ」「みずほ」「さくら」「ひかり」の場合は山陽新幹線全区間通し乗務となっているが、「こだま」の場合は広島駅で必ず乗務交代となる。また、新大阪駅 - 鳥飼車両基地間の回送運転も担当する。

### 乗務員区所
山陽新幹線を担当する乗務員区所は下記の5つの運転所（運転士が配置）、車掌所（車掌が配置）、列車区（運転士・車掌が配置）である。
運転士
- 大阪新幹線運転所
- 広島新幹線運転所

車掌
- 大阪新幹線車掌所
- 広島新幹線車掌所

運転士・車掌
- 博多新幹線列車区

## 利用状況
| 年度     | 輸送人員 （単位：万人） | 輸送量 （単位:百万人キロ） |
| -------- | ----------------------- | -------------------------- |
| 1987年度 | 5,400                   | 13,152                     |
| 1990年度 | 6,600                   | 16,064                     |
| 1995年度 | 6,300                   | 14,758                     |
| 2000年度 | 5,800                   | 13,805                     |
| 2005年度 | 6,000                   | 14,848                     |
| 2010年度 | 6,000                   | 15,546                     |

山陽新幹線の2011年度（平成23年度）の運輸収入は3,309億円で、JR西日本における鉄道旅客運輸収入（7,350億円）の45.0%を占めており、同社の一番の収入源となっている。また、2010年度（平成22年度）の輸送人員は約6,000万人、輸送量を表す輸送人キロは15,546百万人キロで、JR発足直後の1987年度のそれぞれ1.10倍、1.18倍である。なお、これまでの最高は1992年度（平成4年度）の6,800万人・16,160百万人キロ。
国土交通省は、一般的な傾向として近距離帯では乗用車等、中距離帯では鉄道、長距離帯では航空が主に利用されている状況にあると分析しており、山陽新幹線沿線でもこの傾向が現れている。

### 京阪神 - 福岡都市圏
近畿地方の中心である京阪神と福岡都市圏の間の旅客輸送では、山陽新幹線と、伊丹空港・関西国際空港 - 福岡空港の航空便が競合している。当時の運輸省の方針により、1975年（昭和50年）の新幹線博多開業時から長期間にわたって、山陽新幹線への需要を喚起するとして、この区間の航空便数を大幅に制限していた。
JR西日本は発足後、2+2シートの「ウエストひかり」で快適な車内サービスを提供する一方で、「グランドひかり」や300系「のぞみ」などを投入し、スピードアップによる速達サービスも向上させてきた。1994年（平成6年）に関西国際空港が開港した後も、1997年（平成9年）に最高速度300 km/hの500系車両の導入や、山陽区間内のトクトクきっぷの使用制限（お盆、年末年始などの超繁忙期）を緩和・撤廃して格安の回数券を発売した。
しかし、その頃には45/47体制の廃止などの規制緩和によって国土交通省による航空便数の制限が撤廃されたこともあり、航空会社が大阪空港 - 九州方面の航空便を増便やマイレージサービスの拡充を図る施策で、新幹線はシェアを徐々に落としていった。そこで2000年（平成12年）にJR西日本は「ひかりレールスター」を投入し、指定席の2+2シートなどの質の高いサービスが人気をよび、新幹線のシェアは増加に転じた。航空需要の減少は続き、新幹線シェアは現在は過去最高となった。
一方で、格安航空会社 (LCC) のPeach Aviationが2012年3月以降、関西国際空港と福岡空港をはじめとする九州各地との間に随時就航し、JR西日本の佐々木隆之社長は「運賃だけでは（LCCに）対抗できない」として、車内での携帯電話利用可能範囲の拡大などの利便性で対抗する考えを示した（工事の進捗は「携帯電話通信対策」の節を参照）。2012年度はLCC効果でシェアが若干低下し、2013年にインターネット予約e5489のみではあるが、繁忙期でも安価で利用できるスーパー早特切符（新大阪駅・新神戸駅 - 小倉駅・博多駅間；10,000円、熊本駅・鹿児島中央駅発着も設定）を発売開始した。
- 近畿 - 北部九州のJRと航空便の旅客シェア[49][50][51]
  - 1996年度 … 67 : 33
  - 1999年度 … 58 : 42 （2000年3月「ひかりレールスター」運転開始）
  - 2002年度 … 67 : 33
  - 2005年度 … 72 : 28
  - 2006年度 … 79 : 21
  - 2007年度 … 77 : 23
  - 2008年度 … 81 : 19
  - 2009年度 … 82 : 18
  - 2010年度 … 85 : 15
  - 2011年度 … 88 : 12
  - 2012年度 … 84 : 16
  - 2013年度 … 82 : 18
  - 2014年度 … 84 : 16
  - 2015年度 … 85 : 15
  - 2016年度 … 86 : 14
  - 2017年度 … 87 : 13
  - 2018年度 … 87 : 13
  - 2019年度 … 87 : 13
  - 2020年度 … 87 : 13

### 福岡県内
小倉駅 - 博多駅間は1983年1月31日の新幹線定期券（フレックス）の発売開始 を機に通勤手段としての利用が急増し、新幹線1駅間の利用者数としては全国最高となる1日あたり7900人を記録した。これを受けて、1983年7月1日より、小倉駅 - 博多駅間シャトル運行の「こだま」が設定され（当初は毎日運転の臨時列車）、定期列車となった後も1985年6月24日のダイヤ改正や1997年（平成9年）3月22日のダイヤ改正など増強されてきた。この「こだま」は当初は車両運行の間合いを活用して運行されていた が、1985年6月24日より当区間専用車として小倉 - 博多を示すステッカーが貼られ新造された0系R0編成が当区間限定で運用を開始した。この区間の下りでは混雑緩和のため1983年（昭和58年）6月20日から自由席に通用するきっぷで指定席の空席に着席できる特例が設けられたが、九州新幹線との直通運転開始のため2011年（平成23年）3月11日をもってこの特例は廃止された。
なお、小倉駅 - 博多駅間シャトル運行の「こだま」については2006年（平成18年）3月に博多駅発着の「のぞみ」が毎時2本に増発された影響などもあり減少傾向にある。

### 平均通過人員
各年度の区間ごとの平均通過人員は以下のとおりである。
| 年度                   | 平均通過人員（人/日） | 平均通過人員（人/日） | 平均通過人員（人/日） | 出典            |
| 年度                   | 全区間                | 全区間                | 全区間                | 出典            |
| 年度                   | 新大阪駅 - 岡山駅     | 岡山駅 - 広島駅       | 広島駅 - 博多駅       | 出典            |
| ---------------------- | --------------------- | --------------------- | --------------------- | --------------- |
| 1987年度（昭和62年度） | 55,663                | 55,663                | 55,663                | [ 利用状況 1 ]  |
| 1987年度（昭和62年度） | 未公表                | 未公表                | 未公表                | [ 利用状況 1 ]  |
| 2013年度（平成25年度） | 74,949                | 74,949                | 74,949                | [ 利用状況 1 ]  |
| 2013年度（平成25年度） | 107,755               | 83,464                | 50,846                | [ 利用状況 1 ]  |
| 2014年度（平成26年度） | 76,682                | 76,682                | 76,682                | [ 利用状況 2 ]  |
| 2014年度（平成26年度） | 110,004               | 85,252                | 52,243                | [ 利用状況 2 ]  |
| 2015年度（平成27年度） | 80,438                | 80,438                | 80,438                | [ 利用状況 3 ]  |
| 2015年度（平成27年度） | 115,806               | 89,492                | 54,522                | [ 利用状況 3 ]  |
| 2016年度（平成28年度） | 80,633                | 80,633                | 80,633                | [ 利用状況 4 ]  |
| 2016年度（平成28年度） | 117,093               | 89,806                | 54,001                | [ 利用状況 4 ]  |
| 2017年度（平成29年度） | 83,536                | 83,536                | 83,536                | [ 利用状況 5 ]  |
| 2017年度（平成29年度） | 120,057               | 93,176                | 56,618                | [ 利用状況 5 ]  |
| 2018年度（平成30年度） | 84,755                | 84,755                | 84,755                | [ 利用状況 6 ]  |
| 2018年度（平成30年度） | 120,877               | 94,785                | 57,868                | [ 利用状況 6 ]  |
| 2019年度（令和元年度） | 81,985                | 81,985                | 81,985                | [ 利用状況 7 ]  |
| 2019年度（令和元年度） | 116,500               | 91,436                | 56,365                | [ 利用状況 7 ]  |
| 2020年度（令和02年度） | 30,680                | 30,680                | 30,680                | [ 利用状況 8 ]  |
| 2020年度（令和02年度） | 40,832                | 35,196                | 22,218                | [ 利用状況 8 ]  |
| 2021年度（令和03年度） | 38,795                | 38,795                | 38,795                | [ 利用状況 9 ]  |
| 2021年度（令和03年度） | 52,695                | 43,825                | 27,825                | [ 利用状況 9 ]  |
| 2022年度（令和04年度） | 64,835                | 64,835                | 64,835                | [ 利用状況 10 ] |
| 2022年度（令和04年度） | 92,248                | 71,921                | 44,710                | [ 利用状況 10 ] |
| 2023年度（令和05年度） | 79,433                | 79,433                | 79,433                | [ 利用状況 11 ] |
| 2023年度（令和05年度） | 112,934               | 88,495                | 54,625                | [ 利用状況 11 ] |

## 運賃と特急料金
| 営業キロ・区間  | 営業キロ・区間                                                       | 特急料金（円） | 特急料金（円） |
| 営業キロ・区間  | 営業キロ・区間                                                       | 自由席         | 指定席         |
| --------------- | -------------------------------------------------------------------- | -------------- | -------------- |
| 100キロ以下     | 隣接駅間（50キロ以下）、 福山駅 - 三原駅間                           | 870            | 2,290          |
| 100キロ以下     | 隣接駅間（51 - 100キロ）、 三原駅 - 広島駅間、 新山口駅 - 新下関駅間 | 990            | 2,290          |
| 100キロ以下     | 上記以外                                                             | 1,760          | 2,290          |
| 101 - 200キロ   | 101 - 200キロ                                                        | 2,530          | 3,060          |
| 201 - 300キロ   | 201 - 300キロ                                                        | 3,400          | 3,930          |
| 301 - 400キロ   | 301 - 400キロ                                                        | 4,170          | 4,700          |
| 401 - 500キロ   | 401 - 500キロ                                                        | 4,620          | 5,150          |
| 501 - 600キロ   | 501 - 600キロ                                                        | 4,960          | 5,490          |
| 601 - 700キロ   | 新大阪駅 - 博多駅間                                                  | 4,960          | 5,490          |
| 601 - 700キロ   | 上記以外                                                             | 5,390          | 5,920          |
| 701 - 800キロ   | 701 - 800キロ                                                        | 5,930          | 6,460          |
| 801 - 900キロ   | 801 - 900キロ                                                        | 6,500          | 7,030          |
| 901 - 1000キロ  | 901 - 1000キロ                                                       | 7,040          | 7,570          |
| 1001 - 1100キロ | 1001 - 1100キロ                                                      | 7,600          | 8,130          |
| 1101キロ以上    | 1101キロ以上                                                         | 8,140          | 8,670          |

運賃は営業キロに基づいて算出する。新大阪駅 - 博多駅間の営業キロは、並行する東海道本線（新大阪駅 - 神戸駅間）・山陽本線（神戸駅 - 門司駅間）・鹿児島本線（門司駅 - 博多駅間）と同一になっている。新岩国駅 - 徳山駅間は経路特定区間に指定されており並行する山陽本線と同様に岩徳線経由の運賃計算キロを使用する（営業キロと運賃計算キロの差は4.4km)。
特急料金は、「三角表」と称するものにより各駅間個別に定められている。一方、この各駅間の特急料金は当該区間の営業キロに基づいて算出されたものである。営業キロに対応する特急料金、およびその他の特定の区間の特急料金は別表のとおり。
- 右の表は山陽新幹線のみを利用する場合または山陽新幹線と東海道新幹線とにまたがって利用する場合の特急料金である。東海道新幹線のみを利用する場合の特急料金は「東海道新幹線の特急料金」を参照。
- 山陽新幹線と九州新幹線をまたがって利用する場合は特急料金を通算せず、博多駅までのそれぞれの個別料金を合算する。九州新幹線の特急料金は「九州新幹線の特急料金」を参照。
- 特急料金（指定席）は、閑散期は一律200円引き、繁忙期は一律200円増し（2023年4月から新設される最繁忙期は一律400円増し）。自由席は通年で同額。エクスプレス予約では指定席も通年同額。
- グリーン車を利用する場合には、自由席特急料金と同額（ただし特定特急券区間も1,760円）の特急料金に利用区間に応じたグリーン料金（2023年4月乗車分より、特急料金部分〈または総額〉に対して閑散期は一律200円引き、繁忙期は一律200円増し、最繁忙期は一律400円増し）を加算した金額となる。「グリーン料金」を参照。
- 「のぞみ」「みずほ」の指定席を利用する場合の特急料金は、右の表の金額に「のぞみ」「みずほ」指定席利用区間の加算額を加算した金額となる（自由席利用時は右の表と同額）。また、「みずほ」を山陽新幹線と九州新幹線でまたがって利用する場合は、加算額は博多駅 - 新大阪駅間の区間で適用され、九州新幹線内では加算額は発生しない。のぞみの特急料金を参照。

### 特別企画乗車券
山陽新幹線では高速バスや航空との競合、平行する他社線がある区間を中心に割引きっぷ（特別企画乗車券）が設定されている。
山陽新幹線2枚きっぷ（廃止）
大阪市内・神戸市内 - 北九州・福岡市内で利用可能な2枚セットの割引きっぷ。
2006年（平成18年）5月に廃止された「新幹線カルテットきっぷ」（4枚綴り回数券）を代替する形で、2006年（平成18年）3月から発売されていたが、エクスプレス予約の利用拡大を理由に2011年（平成23年）11月30日をもって廃止された。
新幹線よかよかきっぷ（廃止）
厚狭駅・新下関駅・小倉駅 - 博多駅間に設定されていた土休日限定の往復割引きっぷ。有効期間1日。博多駅発は小倉駅往復のみ設定。
前日までに発着駅周辺のみどりの券売機で購入するか、あるいは前日までにe5489で予約して、乗車前（当日も可）にみどりの券売機や受取機で切符を受け取る形で購入する必要があった。
かつては出発駅周辺のJR西日本の駅窓口、JR九州の窓口並びに出発地周辺の主な旅行会社でも取り扱っていた。
2023年（令和5年）10月末をもって廃止された。
新幹線往復割引きっぷ
JR九州の企画乗車券「2枚きっぷ」に相当する割引切符で、山陽新幹線小倉駅 - 博多駅間を含む区間に設定される。JR九州との共同販売。
大きく以下の2種類に分かれており、前者は九州新幹線を利用することができない。また、いずれのタイプも小倉駅 - 博多駅間を在来線で移動することはできない。
- 山陽新幹線自由席とJR九州在来線特急を乗り継ぐタイプ：「北九州市内 - 佐賀／長崎／佐世保」及び「福岡市内 - 別府・大分／宮崎・都城」
- 山陽・九州新幹線の普通車自由席が利用できるタイプ：「北九州市内 - 熊本・水前寺／鹿児島中央」

### JR東海との提携サービス
2005年（平成17年）12月よりJR東海エクスプレス・カードを使った「エクスプレス予約」による東海道新幹線の割引特急券（e特急券）の対象区間が新神戸駅まで拡大 され、JR西日本もこれと同等のサービスを受けられるJ-WESTカードを2006年（平成18年）2月より新たに発行し（年会費有料の「エクスプレス」のみ当サービスが利用可能）、同年7月22日より山陽新幹線全線でのサービスを開始すると同時に、両者のカードで東海道・山陽新幹線全区間での利用が可能となった。また2009年（平成21年）8月29日から、ICカードシステム「EX-ICサービス」が山陽区間にも拡大導入（小倉・博多の両駅の在来線連絡改札口には、2012年3月12日に導入された）、2022年（令和4年）に九州新幹線区間も拡大された。
なお、九州新幹線と山陽新幹線とを直通する「みずほ」「さくら」「つばめ」は、山陽新幹線区間（新大阪駅 - 博多駅）においてもエクスプレス予約・EX-ICサービスの対象外であったが、2012年（平成24年）7月21日午前5時30分より、山陽新幹線区間でのエクスプレス予約の取り扱いを開始した。ただし、九州新幹線区間（博多駅 - 鹿児島中央駅間）を含む利用、ならびに山陽新幹線区間における前述3列車でのグリーンプログラム（蓄積ポイントによるグリーン車への「アップグレード」、ポイント付与は2023年末で、利用は2024年6月末で廃止）や早割サービス（EX-IC早特など）の利用は、同時点では対象外となっており、2022年（令和4年）の九州新幹線エリア拡大時に対応した。

### （新）e5489
2011年（平成23年）3月12日より、九州新幹線（鹿児島ルート）の博多駅 - 鹿児島中央駅間が全通し、山陽新幹線と直通運転する「みずほ」「さくら」の運行が開始された。これら山陽・九州新幹線の直通列車、ならびに九州新幹線内運転の「さくら」「つばめ」（一部列車は山陽新幹線区間にも乗り入れ）については、JR西日本とJR九州が連携して行う、インターネット予約サービスで購入が可能である。
2011年（平成23年）3月5日より、JR西日本では「e5489plus」に替わる、「（新）e5489」サービス（JR西日本・JR四国・JR九州の大半の列車、およびJR東海・JR東日本の一部の列車が対象。JR九州エリアについては、3月12日より対応）の導入で、またJR九州では、「JR九州列車予約サービス」の機能を拡充の上、対応している。
とくにJ-WESTカード会員に対しては、通常より割安となる料金（「（新）eきっぷ」・従来の「e5489plus：e割きっぷ」に相当）が設定された。これは従来のe割きっぷとは異なり、特急券のみの予約・発券扱いとし、通常の乗車券と組み合わせて使えるサービスとして変更されたものである（それまでは特急券と同じ区間の乗車券とセットで販売されており、e割きっぷの乗車区間外へ乗り越しする場合は乗車キロ数の区分にかかわらず乗り越し区間の普通運賃が別途必要であった）。
さらに新サービスにおいては、区間・列車・設備・席数が限定されるが、乗車日3日前までの予約で「（新）eきっぷ」以上に割安となる「e早特」も設定された。こちらもJ-WESTカード会員専用で特急券のみの予約・発券扱いとなるため、通常の乗車券や往復割引乗車券との組み合わせ、他にも学割等の割引乗車券との組み合わせが可能である。新幹線は新大阪駅・新神戸駅⇔熊本駅・鹿児島中央駅間のみの設定であるが、出張等の際には利便性の高いサービスである（ほかにJR西日本の一部の在来線特急にも、グリーン車専用商品として設定されている）。
なお、JR九州のJQ CARD会員については、「JR九州列車予約サービス」において、山陽・九州新幹線の「（新）eきっぷ」「e早特」が購入可能である。

### 新下関 - 博多間の取り扱い
新下関駅 - 小倉駅 - 博多駅間は平行する在来線（山陽本線・鹿児島本線）と別線扱いとなっておらず、営業キロも在来線と同じ距離に設定されているが、山陽新幹線及び新下関駅 - 下関駅間の在来線を運営するJR西日本と、下関 - 小倉 - 博多間の在来線を運営するJR九州との間で運賃体系が異なるため、この区間を乗車する場合には事前に「新幹線経由」か「在来線経由」かを指定する必要があり、新幹線経由の普通乗車券で在来線に乗車すること（あるいはその逆）はできない。なお、新幹線定期券（FREX）では乗車できる区間が「新幹線の普通車自由席と、並行区間の在来線の普通・快速列車」と設定されていることもあり、在来線に乗車することができる。
また、この区間を往復利用する場合、片道が新幹線経由・片道が在来線経由でも「往復乗車券」として発売し、片道601 km以上の場合は往復割引（往路・復路の運賃をそれぞれ1割引）の適用対象となる。有効期間は通常の往復乗車券の取り扱い（片道乗車券の2倍）とは異なり「行きと帰りの合計」で算出される。

## 山陽新幹線の安全性
建設当時は高度経済成長期の真っ只中であり、コンクリートの材料に使う骨材（砂）が中国・四国・九州地方では不足していた。そのため、金属類を腐食させる塩類が多く含まれた海砂が使われた。海砂をコンクリート材として使う場合には塩類を十分に洗浄すれば問題がない。しかし実際は、洗浄を行うことは一般的ではなかった。また、建設後の強度試験では設計基準強度を下回るコンクリートが使用されていたことも明らかになっている。そのため東海道新幹線区間と比べるとトンネルや橋脚などのコンクリート部分の劣化が早い傾向を指摘されている。これは、過剰に含まれた塩類と透気性の高いコンクリートが鉄筋を激しく錆びさせているため（塩害）と想定されている。阪神淡路大震災において崩落したコンクリート橋脚の内部から鉄筋の切れはし、空き缶、角材（木材）、発泡スチロールなどの異物が発見されたことが報告されている。
また、施工不良が原因とされる事故も1999年（平成11年）に発生しており、走行中の列車に落下したコンクリート片が直撃した（福岡トンネルコンクリート塊落下事故）。これに伴い、線内各所では緊急点検および補修工事が行われた。

## 携帯電話通信対策
山陽新幹線は路線の約半分がトンネルゆえ携帯電話での通信が困難であったが、総務省の「電波遮へい対策事業」に指定されて補助を受けつつ、NTTドコモ・au・ソフトバンクモバイルの携帯電話サービスを利用可能にするための工事が2009年（平成21年）から2016年（平成28年）にかけて行われ、全線で使用可能になった。
- トンネル内通信サービスの拡大時期
  - 2010年（平成22年）3月30日 : 新大阪駅 - 姫路駅間のトンネル[77]。
  - 2010年（平成22年）12月22日 : 姫路駅 - 兵庫・岡山県境の帆坂トンネル間のトンネル[78]。
  - 2011年（平成23年）7月19日 : 帆坂トンネル - 岡山駅間のトンネル[79]。
  - 2011年（平成23年）10月7日 : 岡山駅 - 福山駅間のトンネル[80]。
  - 2012年（平成24年）6月26日 : 福山駅 - 三原駅間のトンネル[81]。
  - 2012年（平成24年）12月27日 : 三原駅 - 東広島駅間のうちの一部[注 16] トンネル[82]。
  - 2013年（平成25年）12月20日 : 三原駅 - 東広島駅間の残り[注 17] と東広島駅　- 広島駅間のトンネル[83]。
  - 2014年（平成26年）2月28日 : 広島駅 - 新岩国駅間と新岩国駅 - 徳山駅間の一部[注 18] のトンネル[84]。
  - 2014年（平成26年）11月21日 : 新岩国駅 - 徳山駅間の残りと徳山駅 - 新山口駅間の一部[注 19]のトンネル[85]。
  - 2015年（平成27年）3月27日 : 徳山駅 - 新山口駅間の残り[注 20]のトンネル[86]。
  - 2015年（平成27年）12月25日 : 小倉駅 - 博多駅間のトンネル[87]。
  - 2016年（平成28年）2月20日 : 新山口駅 - 厚狭駅間の一部[注 21] のトンネル[88][89]。
  - 2016年（平成28年）12月22日 : 新山口駅 - 厚狭駅間の残り[注 22] と厚狭駅 - 小倉駅間のトンネル[90]。（これで全線で携帯電話の通信が可能になる。）

## 歴史
開業当初、山陽新幹線では「こだま」を一部時間帯除いて設定せず、「ひかり」を山陽新幹線区間で主要駅のみ停車するタイプ（Wひかり）、それより若干多い駅に停車するタイプ（Aひかり）、各駅停車するタイプ（Bひかり）の3つに分けてそれぞれ設定し、殆どの列車を東海道新幹線の東京駅まで直通運転させていた。
しかし山陽新幹線は東海道新幹線より需要が少ないことから、その分列車本数が少なく、特に岡山駅以西では毎時2往復という時間帯が多かった。その後、山陽新幹線区間のみ走る6両編成の「こだま」が1985年（昭和60年）6月に登場したのを皮切りに、編成両数を短縮してその分本数を増やす施策がとられるようになった。
国鉄分割民営化によってJR西日本の運営路線となると、その流れには更に拍車がかかり、「ウエストひかり」「シャトルひかり」などといった、6 - 12両編成という短編成ではあるが質の向上を図った列車が多く運行されるようになり、そして8両編成の「ひかりレールスター」が登場以後は山陽区間内の「こだま」も4 - 6両編成（多くは廃車発生品のグリーン席を使った2+2座席のモノクラス車）がほとんどとなり、現在に至る。
また、小倉駅 - 博多駅間は並行在来線の鹿児島本線との競合があるため、在来線経由の定期券での山陽新幹線の乗車を認めるとともに、同区間の区間列車を朝夕時間帯を中心に設定している。
なお「ひかりレールスター」に関しては、山陽区間における「のぞみ」が登場して暫くは、「のぞみ」の列車本数自体が少なかったことや利用料金が割高な事などから新幹線が敬遠されがちであったため、航空機への対抗策の一環として登場したものの、2003年（平成15年）ダイヤ改正で「のぞみ」の大幅増発や停車駅増加に加えて「のぞみ」料金値下げ（正規の自由席料金や、阪神地区と福岡地区間などの割引きっぷ類が「のぞみ」利用でも同額に）、2006年（平成18年）3月18日改正で「ひかりレールスター」に「のぞみ」並みの速達列車が登場した（現在は廃止）ことや、2011年（平成23年）の九州新幹線全線開業に伴う改正で「ひかりレールスター」の殆どが九州新幹線に直通する「さくら」に変更されたこともあり、現在はその位置付けがやや曖昧になっている。
2011年（平成23年）3月の九州新幹線博多駅 - 新八代駅間の開業に伴い、山陽・九州直通列車「さくら」「みずほ」の毎時1本程度の運行が開始された。また、東京駅発着「のぞみ」と博多折り返しの「さくら」は同一ホームでの乗り換えが博多駅で可能となっている。

### 年表

#### 国鉄時代 開業前
- 1964年（昭和39年）10月1日：東海道新幹線 東京駅 - 新大阪駅間開業。
- 1965年（昭和40年）9月9日：山陽新幹線 新大阪 - 岡山間を山陽本線の線増工事として運輸大臣から認可[91]。
- 1966年（昭和41年）5月31日：山陽新幹線 新大阪 - 岡山間のルート・駅が認可。
- 1967年（昭和42年）3月16日：兵庫県赤穂市で山陽新幹線 新大阪 - 岡山間の起工式。
- 1969年（昭和44年）
  - 6月18日：山陽新幹線 岡山 - 博多間の工事が認可。
  - 12月4日：山陽新幹線 岡山 - 博多間のルート・駅が認可。
- 1970年（昭和45年）2月10日：岡山県倉敷市、広島県広島市、山口県下関市、福岡県北九州市で山陽新幹線の岡山 - 博多間の起工式。
- 1971年（昭和46年）9月10日：日本国有鉄道（国鉄）新幹線総局大阪運転所岡山支所が発足[92]。

#### 国鉄時代 開業以後
- 1972年（昭和47年）3月15日：山陽新幹線 新大阪駅 - 岡山駅間が開業。「ひかり」所要時間は最短で東京駅 - 岡山駅間が4時間10分、新大阪駅 - 岡山駅間が58分。「ひかりは西へ」キャンペーンが開始。「1972年3月15日国鉄ダイヤ改正」の項目も参照。
- 1974年（昭和49年）
  - 4月20日：新幹線総局博多総合車両部が発足[93]。
  - 7月：博多総合車両部を開設[93]。
  - 8月1日：新幹線総局広島新幹線運転所が発足[94]。
  - 12月22日：山陽新幹線 小倉駅 - 博多駅間と筑豊本線 筑前垣生駅 - 筑前植木駅間にある交差地点で、博多開業の訓練運転列車と重連の蒸気機関車による「100周年記念号」の、「これから来るものと去りゆくものの交差」を門司鉄道管理局が演出[95]。
- 1975年（昭和50年）
  - 1月20日：大阪運転所岡山支所が、大阪第一運転所岡山支所に改称[92]。
  - 3月10日：山陽新幹線 岡山駅 - 博多駅間延伸開業により、全線開通。所要時間は最短で東京駅 - 博多駅間が6時間56分、新大阪駅 - 博多駅間が3時間44分。キャッチコピーは「ひかりライン」。「1975年3月10日国鉄ダイヤ改正」の項目も参照。
  - 11月26日: スト権ストにより12月4日0時まで全列車運休。
- 1976年（昭和51年）7月1日：ダイヤ改正。東京 - 広島駅間の「ひかり」増発。準速達の「Aひかり」は新倉敷駅・三原駅通過で広島駅以西各駅停車となる。
- 1980年（昭和55年）
  - 10月1日：ダイヤ改正により次のように変更。
    - 三原駅 - 博多駅間の160 km/h制限解除により、所要時間は東京駅 - 博多駅間が6時間40分、新大阪駅 - 博多駅間が3時間28分となる。
    - 「こだま」と東海道直通の「ひかり」が削減。

  - 10月15日：大阪第二運転所広島支所が発足[94]。
- 1983年（昭和58年）
  - 6月20日：自由席特急券での小倉駅 → 博多駅間の普通車指定席利用を認める特例が開始[52][60]。
  - 7月1日：小倉駅 - 博多駅間に臨時「こだま」491号・490号が運転開始[55]。16両のうち7両が乗車可能、全車自由席。
- 1985年（昭和60年）
  - 3月14日：ダイヤ改正。所要時間は東京 - 博多間が6時間26分[57]、新大阪駅 - 博多駅間が3時間16分となる。
  - 6月24日：小倉駅 - 博多駅間「こだま」用の0系R編成（6両）が運転開始[58][57][59]。
  - 10月1日：100系新幹線が「ひかり」3号・28号で営業運転開始[57]。
- 1986年（昭和61年）11月1日：ダイヤ改正により、次のように変更。
  - 最高速度が220 km/hに引き上げられ、所要時間は東京駅 - 博多駅間が5時間57分[57]、新大阪駅 - 博多駅間が2時間59分になる。
  - 山陽区間のみの「ひかり」が一部12両（Sk編成）、「こだま」が6両（R編成）に短縮[96]。
- 1987年（昭和62年）3月1日：大阪第一運転所岡山支所が岡山新幹線運転所に改称[97]。大阪第二運転所の山陽新幹線担当が分離し、大阪新幹線運転所発足。

#### JR西日本発足以後
- 1987年（昭和62年）4月1日：国鉄分割民営化により、JR各社および新幹線鉄道保有機構発足。山陽新幹線は全線が西日本旅客鉄道（JR西日本）に継承され、大阪新幹線運転所・岡山新幹線運転所・広島新幹線運転所が同社新幹線運行本部、博多総合車両部が同社福岡支社の管轄となる。博多総合車両部は博多総合車両所に改称[98]。小倉駅 - 博多駅に関して「新幹線振替票」を交付[注 23]。
- 1988年（昭和63年）
  - 3月13日：新尾道駅・東広島駅が開業[57]。「ウエストひかり」が運転開始（4往復）[57]。
  - 4月1日：「新幹線振替票」が廃止。組織改正に伴い、大阪新幹線運転所が本社直轄、岡山新幹線運転所が岡山支社、広島新幹線運転所が広島支社に移管（大阪新幹線運転所は、後に大阪支社に移管）。
- 1989年（平成元年）3月11日：ダイヤ改正により次のように変更。
  - 100N系V編成「グランドひかり」が運転開始[99]。最高速度230 km/h運転により、所要時間は東京駅 - 博多駅間が5時間47分、新大阪駅 - 博多駅間が2時間49分[57]。
  - JR東海の100系G編成が乗り入れ開始。東京駅 - 広島駅間の「ひかり」4往復に充当。
  - 「ウエストひかり」が7往復に増発[100]。
- 1990年（平成2年）
  - 3月10日：ダイヤ改正により、次のように変更。
    - 「グランドひかり」1日3往復に増発[57]。
    - 「ウエストひかり」9往復に増発。
    - 姫路駅 - 広島駅・博多駅間に「こだま」4往復が新設[57]。

  - 4月1日：博多駅 - 博多総合車両所間の回送線を活用し、博多南線（博多駅 - 博多南駅）の旅客営業開始。
  - 10月1日：運転士を一人乗務に変更（広島で乗務交代）[101]。
- 1991年（平成3年）
  - 3月16日：ダイヤ改正により、「ウエストひかり」が10往復に増発され、全列車が新神戸に停車するようになる[102]。新大阪駅 - 広島駅間で0系R編成6両による「シャトルひかり」が運転開始。
  - 10月1日：JR西日本が新幹線鉄道保有機構から新幹線施設を買い取り[99]。
- 1992年（平成4年）
  - 3月14日：「グランドひかり」が増発され、新大阪駅 - 博多駅間の「ひかり」1往復にも充当[103]。「シャトルひかり」が博多駅まで延長[103]。
  - 8月8日：高速試験電車「WIN350」（500系900番台）が国内最高速度（当時）となる350.4 km/hを記録する[99]。
- 1993年（平成5年）3月18日：ダイヤ改正により、山陽新幹線でも「のぞみ」が運転開始（東京駅 - 博多駅間に毎時1本）[99]。所要時間は東京駅 - 博多駅間が5時間4分[104]、新大阪駅 - 博多駅間が2時間32分[105]。これに合わせてJR西日本でも300系（3000番台 / F編成）を投入。「シャトルひかり」と通勤用「こだま」が増発。
- 1994年（平成6年）12月3日：ダイヤ改正。「ウエストひかり」全12両化[104]。名古屋駅 - 広島駅間で「ひかり」が増発[106]。
- 1995年（平成7年）
  - 1月17日：兵庫県南部地震（阪神・淡路大震災）により不通[99]。始発列車前に発生したため乗客への直接の被害は免れた。
  - 1月18日：新大阪駅 - 姫路駅間をのぞいて運行再開[107]。
  - 1月20日：新大阪駅 - 姫路駅間で加古川線・播但線などにより迂回乗車を実施[108]。なお、全線復旧までは山陽新幹線では「のぞみ」は運行されなかった。また、車内販売などの営業も行われなかった。
  - 4月8日：新大阪駅 - 姫路間が復旧し全線で運行を再開[109]。
  - 4月28日：ユレダスの使用を新大阪駅 - 西明石駅間で開始[99]。
  - 7月21日：「こどもサロン」を連結した「ファミリーひかり」（0系R編成6両）が運転開始[110]。
- 1996年（平成8年）
  - 3月16日：ダイヤ改正。「ひかり」の全列車が新神戸駅停車。「ひかり」の停車駅を大幅に見直し。2時間に1本ある東京駅 - 広島駅間「ひかり」に300系を投入、スピードアップ。
  - 11月28日：ユレダスが全線で使用開始[99]。
- 1997年（平成9年）
  - 3月22日：500系が「のぞみ」として運行開始し、新大阪駅 - 博多駅間を2時間17分に短縮[15]。0系Q編成4両が小倉駅 - 博多駅間の「こだま」で運転開始。
  - 5月6日：午前2時5分ごろ、岡山新幹線運転所構内で入換作業中の0系が、約25 km/hで車止めを突破して市道を横切り停止限界から40 m暴走する事故が発生[111]。運転士の居眠り運転による信号冒進が原因とされる。
  - 11月29日：ダイヤ改正により次のように変更[112]。
    - 500系が東京駅 - 博多駅間の「のぞみ」3往復で運転開始。所要時間は東京駅 - 博多駅間が4時間49分。
    - 「ひかり」の停車駅見直しにより、新倉敷駅・新尾道駅・三原駅・東広島駅・新岩国駅は「こだま」のみの停車に。
    - 東京駅 - 岡山駅間の「ひかり」に300系投入し、スピードアップ。
    - 広島駅 - 博多駅間の「こだま」にも0系Q編成を投入。
- 1998年（平成10年）
  - 3月14日：ダイヤ改正により、500系「のぞみ」が東京駅 - 博多駅間で5往復に増発[113]。
  - 10月3日：ダイヤ改正により、500系「のぞみ」が東京駅 - 博多駅間7往復に増発[114]。山陽新幹線から100系X編成撤退。
- 1999年（平成11年）
  - 3月13日：厚狭駅が開業。ダイヤ改正により次のように変更。
    - 700系（当初はJR東海所有のC編成のみ）が「のぞみ」として東京駅 - 博多駅間の3往復で営業運転開始。所要時間は東京駅 - 博多駅間が4時間57分、新大阪駅 - 博多駅間が2時間25分。
    - 名古屋駅 - 博多駅間に「のぞみ」を新設。

  - 6月27日：小倉駅 - 博多駅間の福岡トンネル内でコンクリート片が剥落、通過中の下り列車屋根に衝突（福岡トンネルコンクリート塊落下事故）。以降、高架橋やトンネル壁面からのコンクリート片剥落が相次ぐ。
  - 7月1日：ダイヤ改正。700系「のぞみ」が東京駅 - 博多駅間で5往復に増発。
  - 7月2日：鹿児島本線・枝光駅 - 八幡駅間のルート変更に伴う営業キロの変更（1.0 km短縮）に伴い、新幹線における小倉駅 - 博多駅間の営業キロも同様に変更。
  - 8月22日：0系NH編成16両が新大阪駅 - 博多駅間で最後の営業運転。
  - 10月2日：ダイヤ改正により、700系「のぞみ」が5往復増発され、東京駅 - 博多駅間の「のぞみ」は500系と700系になる[115]。「ひかり」359号・365号・354号・362号でサイレンスカーの試行開始[116]。
  - 11月8日 - 12月15日：山陽新幹線のトンネル安全総点検により、広島駅 - 博多駅間などで一部の列車の運転を取りやめ[117]。

#### 2000年代以後
- 2000年（平成12年）
  - 3月11日：700系7000番台（E編成）「ひかりレールスター」が運行開始[31]。食堂車の営業を廃止[118]。
  - 4月22日：「ひかりレールスター」所定本数がそろい、「ウエストひかり」廃止。
- 2001年（平成13年）10月1日：700系16両編成をJR西日本にも3000番台・B編成として投入（同年8月10日より臨時列車として暫定的に運用開始）。16両編成の11号車が禁煙車になる[119]。
- 2002年（平成14年）11月23日：100系V編成「グランドひかり」が新大阪駅 - 博多駅間でさよなら運転。
- 2003年（平成15年）
  - 5月16日：JR東海・JR西日本が4月24日に申請した東海道新幹線・品川駅の開業等に係る特別急行料金の上限設定を、国土交通省が認可[120]。
  - 5月20日：東海道新幹線・品川駅の開業等に係る特別急行料金の引き下げの届出が、JR東海・JR西日本から国土交通省中部・近畿運輸局に提出される[121]。
  - 10月1日：小郡駅が新山口駅に改称。東海道新幹線・品川駅の開業に伴う大規模ダイヤ改正により、次のように変更[122]。
    - 東海道 - 山陽直通の「ひかり」の一部を「のぞみ」に変更、これに伴って姫路・福山・徳山・新山口の各駅にも新たに「のぞみ」が停車するようになった。東京駅発着の「ひかり」は岡山駅までの運転となった。
    - 「のぞみ」主体のダイヤへの移行に伴い、「のぞみ」は指定席の特急料金が最大で1240円（東京駅 - 博多駅間）値下げされると共に自由席（1 - 3号車 / 自由席特急料金は「ひかり」「こだま」と同額）が設定された。
    - 「のぞみ」の全列車が新神戸駅に停車となる。
- 2004年（平成16年）1月22日：100系G編成の運用が終了[123]。
- 2005年（平成17年）
  - 2月1日 - 3月1日：山陽新幹線全駅に自動改札機が順次導入[10]。
  - 12月10日：新神戸駅がエクスプレス予約のサービスエリアになる[124]。
- 2006年（平成18年）
  - 3月18日：ダイヤ改正により、次のように変更[125]。
    - 東京駅 - 博多駅間直通の「のぞみ」が毎時2本に増発されると共に、東京駅 - 新大阪駅間の「のぞみ」1往復が姫路駅発着に変更される[126]。
    - 前年4月の福知山線脱線事故を受けて山陽新幹線でも「ゆとりダイヤ」を実施、500系で運転される「のぞみ」の所要時間を3 - 4分延伸。
    - 速達タイプの「ひかりレールスター」（姫路駅と山口県内の駅を通過する列車）が運転開始。
    - 16両編成の4号車が禁煙車になり、禁煙車率は69%から75%になる。
    - 「レールゴーサービス」「ひかり直行便」が廃止。

  - 6月23日：広島新幹線運転所（検修部門）と岡山新幹線運転所が博多総合車両所に統合され、それぞれ広島支所・岡山支所となる。また、広島新幹線運転所の乗務員派出所は廃止され、同運転所は乗務員区所になる[127]。
  - 7月22日：エクスプレス予約のサービスエリアが山陽新幹線全線に拡大[128]。
- 2007年（平成19年）
  - 7月1日：N700系が「のぞみ」で運転開始[41]。新幹線管理本部発足に伴い、山陽新幹線全線と博多総合車両所、大阪新幹線運転所、広島新幹線運転所が同本部に移管[129][127]。
  - 12月21日：JR東海・JR西日本が12月3日に申請した「のぞみ」の西明石駅への新規停車に係る特別急行料金の上限設定を、国土交通省が認可[130]。
- 2008年（平成20年）
  - 3月15日：ダイヤ改正により次のように変更。
    - N700系の増備により、東京駅 - 博多駅間直通「のぞみ」のうち毎時1本がN700系での運転となる。
    - 早朝の新大阪駅発東京駅行き「のぞみ」1本（休日運休列車）を西明石駅始発（毎日運転）に変更、西明石駅から初めて「のぞみ」が利用できると共に、西明石駅および新神戸駅から東京駅へは朝9時に到着できるようになった。
    - 早朝の三原駅発新大阪駅行き「こだま」と新大阪駅発東京駅行き「ひかり」を統合して三原駅発東京駅行き「ひかり」として運転、これにより東京駅発着の「ひかり」は再び岡山駅以西でも見られるようになった（上り1本のみ）。

  - 11月30日：0系が運用終了し、翌12月1日より500系V編成（8両編成）が定期「こだま」として運転され始めた。
- 2009年（平成21年）3月14日：名古屋駅 - 博多駅間の「ひかり」を広島駅発着に変更、これにより東海道区間から広島駅以西へ直通する「ひかり」および広島駅以西における通常時16両編成の定期「ひかり」は（一旦）消滅した。
- 2010年（平成22年）3月13日：東海道新幹線直通の定期列車の「のぞみ」がすべてN700系に置き換わる[131]。
- 2011年（平成23年）3月12日：ダイヤ改正により次のように変更[132]。
  - 九州新幹線と直通運転を開始。「さくら」「みずほ」運行開始。
  - 100系が岡山駅以東での運用終了。この結果、新大阪駅 - 岡山駅間はすべての車両の最高速度が 270 km/h 以上となる。
  - 自由席特急券など[注 24] で小倉駅から乗車し、小倉駅 → 博多駅間の「ひかり」「こだま」の普通車指定席に空席がある場合に限って普通車指定席が利用できる特例が廃止[62][61]。
- 2012年（平成24年）3月17日：ダイヤ改正により次のように変更[32]。
  - 九州新幹線に直通する「さくら」を7往復、「みずほ」を1往復増発。
  - 100系・300系が運用終了し、山陽新幹線内ではすべての車両の最高速度が 285 km/h 以上となったほか、「こだま」が8両・16両編成に統一された。
  - 「さくら」「みずほ」の増発に伴い、山陽新幹線内で完結する「ひかり」を2往復にまで削減。このうち、「ひかりレールスター」は博多駅発新大阪駅行きの上り1本のみに。
  - 「つばめ」が新下関駅まで乗り入れ開始（熊本駅発新下関駅行き・鹿児島中央駅発小倉駅行き各1本）。
- 2013年（平成25年）
  - 3月16日：新大阪駅で27番ホームの使用を開始。ダイヤ改正により次のように変更。
    - 山陽新幹線内のダイヤ調整により、一部の「のぞみ」「さくら」の所要時間が山陽区間内で約5分短縮された。
    - 同年の2月8日に東海道区間で営業運転を開始したJR東海所有のN700系1000番台（G編成。通称「N700A」、「A」は Advanced の略）が山陽区間でも運用を開始した。車軸のブレーキディスクのボルトを内周締結式から中央締結式に変更し、台車振動検知システム、定速走行装置（東海道区間のみ使用）を搭載する。
    - 「さくら」の新下関駅発鹿児島中央駅行き・鹿児島中央駅発博多駅行き各1本を広島駅発着に変更し、定期列車としては初めて広島駅発着の「さくら」が設定された。
    - 早朝の名古屋駅発広島駅行き「ひかり491号」を博多駅まで延長、これにより東海道区間から広島駅以西へ直通する「ひかり」および広島駅以西における通常時16両編成の定期「ひかり」が4年ぶりに復活した。
    - 新岩国駅に再び定期の「ひかり」が停車（下り1本、上り2本）するようになり、山陽区間内で「こだま」しか停車しない駅は厚狭駅のみとなった。
    - 「つばめ」の山陽区間への乗り入れが廃止された。
    - 車内におけるオーディオサービスが廃止された（NHKラジオ第1放送はFMラジオで引き続き聴取可能）。

  - 12月：JR西日本所有のN700系4000番台（F編成。通称「N700A」）が営業運転開始[133][134]。
- 2014年（平成26年）3月15日：ダイヤ改正により次のように変更。
  - 新大阪駅 - 鹿児島中央駅間の「さくら」1往復を「みずほ」に置き換え、定期の「みずほ」は1日6往復の運転となった。その「みずほ」は2往復が新たに姫路駅にも停車するようになった。
  - 「のぞみ」の上りのダイヤパターンが一部修正され、広島駅では定期の「のぞみ」がほぼ20分間隔で発車するようになった。
  - 徳山駅・新山口駅各々における「のぞみ」「さくら」の停車本数が見直された。
  - 700系およびN700系（いずれも16両編成）における、車内の自動販売機での飲料販売が取り止めとなった。
- 2015年（平成27年）11月7日：山陽新幹線運行開始40周年、ならびにテレビアニメ『新世紀エヴァンゲリオン』放送開始20周年記念事業として、500系新幹線8両編成にエヴァンゲリオンのデザインを施した車両「500 TYPE EVA」を運行開始[135][136]。当初は2017年3月までの予定であったが、好評のため2018年春まで延長。
- 2016年（平成28年）
  - 3月8日：JR西日本は保有するN700系3000番台（N編成）の16編成すべてをN700Aの機能の一部を反映した形に改造する工事が終了[137]。
  - 3月9日：新神戸駅・岡山駅・広島駅・小倉駅・博多駅の各駅に発車メロディとして「銀河鉄道999」を導入（博多駅のみ3月10日導入、新大阪駅はJR東海管轄のため除外）[11]。
  - 12月22日：新山口駅 - 小倉駅間のトンネル内における対策工事終了に伴い、山陽新幹線全線で携帯電話の使用が可能になる。
- 2017年（平成29年）
  - 2月19日：保安装置をアナログATC（ATC-1）からデジタルATC (ATC-NS) へ切り替え[138]。
  - 3月4日：ダイヤ改正により次のように変更。
    - 東海道・山陽新幹線を直通する全定期「のぞみ」「ひかり」がN700Aで運転[139]。
    - 新型ATC(ATC-NS)導入に伴い、新大阪駅 - 博多駅間で「のぞみ」「みずほ」で平均約1分、「こだま」で平均約15分の所要時間の短縮[139]。
    - 東京駅 - 岡山駅間「ひかり」の最高速度を、東海道新幹線区間は285 km/h、山陽新幹線区間は300 km/hに引き上げ。
    - 新大阪駅 - 鹿児島中央間に臨時「みずほ」（毎日運転）2往復を運転[139]。

  - 6月1日：9年ぶりに山陽新幹線パーサーの制服が刷新された[140]。
  - 9月30日：山陽新幹線にてICOCAなどの交通系ICカードで乗車できるサービス「スマートEX」を開始。
- 2018年（平成30年）
  - 6月1日：JR西日本が新幹線管理本部を改組し、本社直属の新幹線鉄道事業本部が発足[141]。
  - 7月：平成30年7月豪雨により山陽本線の復旧に時間を要することから、特例措置として新倉敷駅 - 広島駅間・新岩国駅 - 徳山駅間において代替輸送を実施[142][143]。
  - 7月25日：東海道・山陽・九州新幹線共通の車内無料公衆無線LANサービス「Shinkansen Free Wi-Fi」を開始[144]。
  - 9月8日：9日の山陽本線 白市駅 - 瀬野駅間の運転再開に伴い、この日限りで山陽新幹線による代替輸送が終了[145]。
- 2020年（令和2年）
  - 4月9日：新型コロナウイルス感染症流行状況を踏まえ、この日から車内販売が当面の間休止[146][147]。
  - 5月20日：この日乗車分から事前予約制の「特大荷物スペースつき座席」が開始[148][149]。駅には「荷物サイズ測定台」（手荷物サイザー）が設置される。
  - 7月17日：車内販売を再開[150]。
- 2021年（令和3年）
  - 2月1日：新型コロナウイルス感染症流行による利用者減により、この日から車内販売が当面の間休止[151][152]。
  - 10月1日：夜間保守作業の確保を目的に、相生駅 - 岡山駅間に帆坂保守基地を開設[153][注 25]。
  - 10月1日：JR東海とともに東海道・山陽新幹線「のぞみ」でワークプレイス「S Work車両」を7号車（普通車）に導入（予約開始は9月1日から）[155][注 26]。N700Sの7号車・8号車で新たな無料公衆無線LANサービス「S Wi-Fi for Biz」を提供開始[155]。
  - 11月1日：東海道新幹線直通の定期列車の「のぞみ」に限り、山陽新幹線内で車内販売などの車内サービスが再開[156]。
- 2022年（令和4年）
  - 3月14日：ダイヤ改正により、「のぞみ」2号が博多駅発を15分繰り上げて6時とし、東京駅着が18分繰り上がり初の10時台（10時57分）となる。また、広島駅行き最終列車の「のぞみ」109号が、東京駅発を20時へ9分繰り下げし、広島駅までの所要時間が従来の4時間1分より7分短縮され3時間54分となる[157]。
  - 10月1日：新幹線鉄道事業本部を再編して本社組織として新幹線本部、地方機関として山陽新幹線統括本部を設置し、福岡支社を山陽新幹線統括本部下に移す[158]。
- 2023年（令和5年）
  - 10月1日：訪日外国人旅行者向け乗車券「ジャパンレールパス」で、別途専用きっぷ「【ジャパン・レール・パス専用】のぞみ・みずほ利用券」購入により「のぞみ」「みずほ」が利用可能となる[159]。
- 2024年（令和6年）
  - 3月16日：東海道、山陽、九州新幹線で喫煙ルームを廃止。非常用の飲料水備蓄庫に転用。これにより日本国内全ての新幹線で一切タバコが吸えなくなる[160][161][162]。
- 2025年（令和7年）3月10日：全線開業50周年を記念して、博多駅発東京駅行き「のぞみ10号」を見送る出発式を開催[163]。

## 今後の予定
地震対策として、2029年度までに「逸脱防止ガード」が優先順位の高いところから順に設置される。
九州新幹線直通列車増発に向けた対策として、線路容量に余裕のない山陽新幹線新大阪駅に地下ホームを建設し、ここに北陸新幹線を乗り入れて山陽新幹線と直通運転する構想がある。
JR西日本は、2040年までに全駅にホーム柵を設置を計画している。2024年8月時点で広島駅、岡山駅、新神戸駅の一部のりばに設置されている。設置予定は以下の通り。設置順序はすべての「のぞみ」が停車する駅を優先とする。
- 2024年度：博多駅14・15番のりば。広島駅12・13番のりば。岡山駅21・24番のりば。姫路駅11・12・13番のりば。
- 2025年度：博多駅13・16番のりば。
- 2026年度：小倉駅12・13番のりば。福山駅。
- 2027年度：小倉駅11・14番のりば。西明石駅11・12番のりば。

その他の駅・ホームは2028年度以降に設置する予定。なお、800系新幹線が発着する博多駅11、12番のりばはJR九州と鉄道・運輸機構と協議の上、着手する予定としている。

## エピソード
山陽新幹線が岡山から博多まで延伸された1975年は、延伸開業区間の沿線である広島市の広島市民球場に本拠地を置いていたプロ野球チームの広島東洋カープがセントラル・リーグ初優勝を果たした年でもある。当時のカープのエースである外木場義郎は山陽新幹線全線開業40周年式典のスピーチで、セ・リーグの他5球団の本拠地がある三大都市圏（首都圏・中京圏・京阪神）と広島が新幹線1本で結ばれたことにより、カープの選手たちの遠征時の移動の負担が大きく軽減されたことが優勝を果たせた要因であると語っている。

## 付記

### 地理

#### 通過する自治体
- 大阪府
  - 大阪市（淀川区〈新大阪駅〉）
- 兵庫県
  - 尼崎市 - 伊丹市 - 尼崎市 - 西宮市 - 芦屋市 - 神戸市（東灘区 - 灘区 - 東灘区 - 灘区 - 東灘区 - 灘区 - 中央区〈新神戸駅〉 - 兵庫区 - 北区 - 長田区 - 北区 - 須磨区 - 西区 - 垂水区 - 西区） - 明石市〈西明石駅〉 - 加古郡播磨町 - 加古川市 - 高砂市 - 姫路市〈姫路駅〉 - 揖保郡太子町 - たつの市 - 相生市〈相生駅〉 - 赤穂市
- 岡山県
  - 備前市 - 瀬戸内市 - 岡山市（東区 - 中区 - 北区〈岡山駅〉） - 倉敷市 - 総社市 - 倉敷市 - 総社市 - 倉敷市〈新倉敷駅〉 - 浅口市 - 笠岡市
- 広島県
  - 福山市〈福山駅〉 - 尾道市 - 福山市 - 尾道市〈新尾道駅〉 - 三原市〈三原駅〉 - 竹原市 - 東広島市 - 竹原市 - 東広島市〈東広島駅〉 - 安芸郡熊野町 - 安芸郡海田町 - 広島市（安芸区） - 安芸郡海田町 - 広島市（安芸区） - 安芸郡府中町 - 広島市（東区 - 南区〈広島駅〉 - 東区 - 中区 - 西区 - 佐伯区 - 西区 - 佐伯区 - 西区 - 佐伯区） - 廿日市市 - 大竹市
- 山口県
  - 岩国市〈新岩国駅〉 - 周南市 - 下松市 - 周南市〈徳山駅〉 - 防府市 - 山口市〈新山口駅〉 - 宇部市 - 山陽小野田市〈厚狭駅〉 - 下関市 - 山陽小野田市 - 下関市〈新下関駅〉
- 福岡県
  - 北九州市（門司区 - 小倉北区〈小倉駅〉 - 戸畑区 - 八幡東区 - 八幡西区） - 直方市 - 鞍手郡鞍手町 - 宮若市 - 糟屋郡久山町 - 福岡市（東区 - 博多区〈博多駅〉）

### 過去のダイヤパターンと停車駅

#### 1972年3月15日ダイヤ改正
- 山陽新幹線新大阪駅 - 岡山駅間開業。
- 大半の列車が東海道区間の「ひかり」を岡山駅まで延長され、「こだま」は早朝・深夜のみの運行となった。
- 新大阪駅 - 岡山駅間無停車の「Wひかり」（新大阪27分発）と新神戸駅・姫路駅に停車する「Aひかり」（12分発）のどちらか1本と、各駅停車（こだまの代替）の「Bひかり」のあわせて毎時2本を基本に運行。
- 「Wひかり」は所要時間58分で1日4往復、「Aひかり」は68分で8往復、「Bひかり」は77分で14往復、そのほか早朝・深夜の「こだま」が77分で何本か設定された[170]。

| 種別    | 始発駅               | 新大阪駅 発車時刻 | 新大阪 | 新神戸 | 西明石 | 姫路 | 相生 | 岡山 | 岡山駅 到着時刻 | 終着駅 |
| ------- | -------------------- | ----------------- | ------ | ------ | ------ | ---- | ---- | ---- | --------------- | ------ |
| こだま◇ | 静岡・名古屋・新大阪 | 03分              | ●      | ●      | ●      | ●    | ●    | ●    | 20分            | 岡山   |
| ひかり★ | 東京                 | 12分              | ●      | ●      | →      | ●    | →    | ●    | 20分            | 岡山   |
| ひかり★ | 東京                 | 27分              | ●      | →      | →      | →    | →    | ●    | 25分            | 岡山   |
| ひかり  | 東京                 | 43分              | ●      | ●      | ●      | ●    | ●    | ●    | 00分            | 岡山   |

●：停車、→：通過、◇：朝夕運行（臨時列車として昼間時間帯に運行する「こだま」もある）、★：どちらか運行

#### 1975年3月10日ダイヤ改正
- 山陽新幹線岡山駅 - 博多駅間開業。ただし、三原駅以西は路盤が完全に安定しなかったため、160 km/h制限が加えられた。
- 「Wひかり」と「Aひかり」を博多駅まで延長。「Bひかり」は岡山駅止まり。

| 種別    | 始発駅               | 新大阪駅 発車時刻 | 新大阪 | 新神戸 | 西明石 | 姫路 | 相生 | 岡山 | 新倉敷 | 福山 | 三原 | 広島 | 新岩国 | 徳山 | 小郡 | 新下関 | 小倉 | 博多 | 博多駅 到着時刻 | 終着駅           |
| ------- | -------------------- | ----------------- | ------ | ------ | ------ | ---- | ---- | ---- | ------ | ---- | ---- | ---- | ------ | ---- | ---- | ------ | ---- | ---- | --------------- | ---------------- |
| こだま◇ | 静岡・名古屋・新大阪 | 不定              | ●      | ●      | ●      | ●    | ●    | ●    | ●      | ●    | ●    | ●    | ●      | ●    | ●    | ●      | ●    | ●    | 不定            | 岡山・広島・博多 |
| ひかり  | 東京                 | 00分              | ●      | ●      | →      | ●    | →    | ●    | ●      | ●    | ●    | ●    | ●      | ●    | ●    | ●      | ●    | ●    | 36分            | 博多             |
| ひかり  | 東京                 | 12分              | ●      | →      | →      | →    | →    | ●    | →      | →    | →    | ●    | →      | →    | □    | →      | ●    | ●    | 56・01分        | 博多             |
| ひかり  | 東京                 | 37分              | ●      | ●      | ●      | ●    | ●    | ●    |        |      |      |      |        |      |      |        |      |      | (岡山53分)      | 岡山             |

●：停車、□：一部の列車が停車、→：通過、◇：朝夕運行（臨時列車として昼間時間帯に運行する「こだま」もある）

#### 1976年7月1日ダイヤ改正
- 従来、岡山駅止まりであった「Bひかり」を広島駅まで延長。
- 岡山駅終点の「Aひかり」を新設。

| 種別    | 始発駅               | 新大阪駅 発車時刻 | 新大阪 | 新神戸 | 西明石 | 姫路 | 相生 | 岡山 | 新倉敷 | 福山 | 三原 | 広島 | 新岩国 | 徳山 | 小郡 | 新下関 | 小倉 | 博多 | 博多駅 到着時刻 | 終着駅           |
| ------- | -------------------- | ----------------- | ------ | ------ | ------ | ---- | ---- | ---- | ------ | ---- | ---- | ---- | ------ | ---- | ---- | ------ | ---- | ---- | --------------- | ---------------- |
| こだま◇ | 静岡・名古屋・新大阪 | 不定              | ●      | ●      | ●      | ●    | ●    | ●    | ●      | ●    | ●    | ●    | ●      | ●    | ●    | ●      | ●    | ●    | 不定            | 岡山・広島・博多 |
| ひかり  | 東京                 | 12分              | ●      | →      | →      | →    | →    | ●    | →      | →    | →    | ●    | →      | →    | □    | →      | ●    | ●    | 56・01分        | 博多             |
| ひかり  | 東京                 | 24分              | ●      | ●      | →      | ●    | →    | ●    | →      | ●    | →    | ●    | ●      | ●    | ●    | ●      | ●    | ●    | 43分            | 博多             |
| ひかり  | 東京                 | 37分              | ●      | ●      | ●      | ●    | ●    | ●    | ●      | ●    | ●    | ●    |        |      |      |        |      |      | （広島04分）    | 広島             |
| ひかり  | 東京                 | 48分              | ●      | ●      | →      | ●    | →    | ●    |        |      |      |      |        |      |      |        |      |      | （岡山57分）    | 岡山             |

●：停車、□：一部の列車が停車、→：通過、◇：朝夕運行（日中に運行する「こだま」も何本かある）

#### 1980年10月1日ダイヤ改正
- 三原駅以西の速度制限の解除による所要時間の短縮。

| 種別    | 始発駅               | 新大阪駅 発車時刻 | 新大阪 | 新神戸 | 西明石 | 姫路 | 相生 | 岡山 | 新倉敷 | 福山 | 三原 | 広島 | 新岩国 | 徳山 | 小郡 | 新下関 | 小倉 | 博多 | 博多駅 到着時刻       | 終着駅           |
| ------- | -------------------- | ----------------- | ------ | ------ | ------ | ---- | ---- | ---- | ------ | ---- | ---- | ---- | ------ | ---- | ---- | ------ | ---- | ---- | --------------------- | ---------------- |
| こだま◇ | 静岡・名古屋・新大阪 | 不定              | ●      | ●      | ●      | ●    | ●    | ●    | ●      | ●    | ●    | ●    | ●      | ●    | ●    | ●      | ●    | ●    | 不定                  | 岡山・広島・博多 |
| ひかり  | 東京                 | 00分              | ●      | ●      | →      | ●    | →    | ●    | ●      | ●    | ●    | ●    | ●      | ●    | ●    | ●      | ●    | ●    | 27分                  | 博多             |
| ひかり  | 東京                 | 12分              | ●      | →      | →      | →    | →    | ●    | →      | →    | →    | ●    | →      | →    | □    | →      | ●    | ●    | 40・45分              | 博多             |
| ひかり  | 東京                 | 36分              | ●      | ●      | ●      | ●    | ●    | ●    | ●      | ●    | ●    | ●    |        |      |      |        |      |      | （岡山52分 広島02分） | 岡山・広島       |
| ひかり  | 東京                 | 48分              | ●      | ●      | →      | ●    | →    | ●    |        |      |      |      |        |      |      |        |      |      | （岡山57分）          | 岡山             |

●：停車、□：一部の列車が停車、→：通過、◇：朝夕運行（昼間時間帯に運行する「こだま」も何本かある）

#### 1985年3月14日ダイヤ改正
| 種別   | 始発駅               | 新大阪駅 発車時刻 | 新大阪 | 新神戸 | 西明石 | 姫路 | 相生 | 岡山 | 新倉敷 | 福山 | 三原 | 広島 | 新岩国 | 徳山 | 小郡 | 新下関 | 小倉 | 博多 | 博多駅 到着時刻 | 終着駅           |
| ------ | -------------------- | ----------------- | ------ | ------ | ------ | ---- | ---- | ---- | ------ | ---- | ---- | ---- | ------ | ---- | ---- | ------ | ---- | ---- | --------------- | ---------------- |
| こだま | 静岡・名古屋・新大阪 | 02分              | ●      | ●      | ●      | ●    | ●    | ●    | ●      | ●    | ●    | ●    | ●      | ●    | ●    | ●      | ●    | ●    | 11分            | 岡山・広島・博多 |
| ひかり | 東京                 | 00分              | ●      | ●      | →      | ●    | →    | ●    | ●      | ●    | ●    | ●    | ●      | ●    | ●    | ●      | ●    | ●    | 27分            | 博多             |
| ひかり | 東京                 | 10分              | ●      | →      | →      | →    | →    | ●    | →      | →    | →    | ●    | →      | →    | □    | →      | ●    | ●    | 26・31分        | 博多             |
| ひかり | 東京                 | 32分              | ●      | ●      | ●      | ●    | ●    | ●    | ●      | ●    | ●    | ●    |        |      |      |        |      |      | （広島51分）    | 広島             |
| ひかり | 東京                 | 52分              | ●      | ●      | →      | ●    | →    | ●    | →      | ●    | →    | ●    |        |      |      |        |      |      | （広島53分）    | 岡山・広島       |

●：停車、□：一部の列車が停車、→：通過

#### 1986年11月1日ダイヤ改正
- 「こだま」が、R編成6両0系を使用して新大阪駅始発と広島駅始発の毎時2本に増発。

| 種別   | 始発駅 | 新大阪駅 発車時刻 | 新大阪 | 新神戸 | 西明石 | 姫路 | 相生 | 岡山 | 新倉敷 | 福山 | 三原 | 広島 | 新岩国 | 徳山 | 小郡 | 新下関 | 小倉 | 博多 | 博多駅 到着時刻 | 終着駅     |
| ------ | ------ | ----------------- | ------ | ------ | ------ | ---- | ---- | ---- | ------ | ---- | ---- | ---- | ------ | ---- | ---- | ------ | ---- | ---- | --------------- | ---------- |
| ひかり | 東京   | 19分              | ●      | ●      | ●      | ●    | ●    | ●    | ●      | ●    | ●    | ●    |        |      |      |        |      |      | （広島33分）    | 広島       |
| こだま | 広島   | （広島43分）      |        |        |        |      |      |      |        |      |      | ●    | ●      | ●    | ●    | ●      | ●    | ●    | 27分            | 博多       |
| ひかり | 東京   | 40分              | ●      | ●      | →      | ●    | →    | ●    |        |      |      |      |        |      |      |        |      |      | （岡山41分）    | 岡山       |
| こだま | 新大阪 | 49分              | ●      | ●      | ●      | ●    | ●    | ●    | ●      | ●    | ●    | ●    | ●      | ●    | ●    | ●      | ●    | ●    | 55分            | 広島・博多 |
| ひかり | 東京   | 58分              | ●      | →      | →      | →    | →    | ●    | →      | →    | →    | ●    | →      | →    | □    | →      | ●    | ●    | 57・05分        | 博多       |

●：停車、□：一部の列車が停車、→：通過

#### 1988年3月13日ダイヤ改正
- 早朝・深夜に山陽新幹線で「ウエストひかり」が運行開始。
- 新尾道駅と東広島駅が開業。「Bひかり」と「こだま」が停車。

| 種別   | 始発駅 | 新大阪駅 発車時刻 | 新大阪 | 新神戸 | 西明石 | 姫路 | 相生 | 岡山 | 新倉敷 | 福山 | 新尾道 | 三原 | 東広島 | 広島 | 新岩国 | 徳山 | 小郡 | 新下関 | 小倉 | 博多 | 博多駅 到着時刻 | 終着駅     |
| ------ | ------ | ----------------- | ------ | ------ | ------ | ---- | ---- | ---- | ------ | ---- | ------ | ---- | ------ | ---- | ------ | ---- | ---- | ------ | ---- | ---- | --------------- | ---------- |
| ひかり | 東京   | 06分              | ●      | ●      | ●      | ●    | ●    | ●    | ●      | ●    | ●      | ●    | ●      | ●    |        |      |      |        |      |      | （広島32分）    | 広島       |
| こだま | 広島   | （広島43分）      |        |        |        |      |      |      |        |      |        |      |        | ●    | ●      | ●    | ●    | ●      | ●    | ●    | 25分            | 博多       |
| ひかり | 東京   | 30分              | ●      | ●      | →      | ●    | →    | ●    |        |      |        |      |        |      |        |      |      |        |      |      | （岡山31分）    | 岡山       |
| こだま | 新大阪 | 40分              | ●      | ●      | ●      | ●    | ●    | ●    | ●      | ●    | ●      | ●    | ●      | ●    | ●      | ●    | ●    | ●      | ●    | ●    | 54分            | 広島・博多 |
| ひかり | 東京   | 58分              | ●      | →      | →      | →    | →    | ●    | →      | →    | →      | →    | →      | ●    | →      | →    | □    | →      | ●    | ●    | 57分            | 博多       |

●：停車、□：一部の列車が停車、→：通過、◇：朝夕運行

#### 1989年3月11日ダイヤ改正
- 「グランドひかり」が運転開始。新大阪駅 - 博多駅間10分短縮。

#### 1993年3月18日ダイヤ改正
- 1992年3月14日のダイヤ改正で東海道新幹線で運転を開始した「のぞみ」が、山陽新幹線への直通運転を開始。

| 種別           | 始発駅 | 新大阪駅 発車時刻 | 新大阪 | 新神戸 | 西明石 | 姫路 | 相生 | 岡山 | 新倉敷 | 福山 | 新尾道 | 三原 | 東広島 | 広島 | 新岩国 | 徳山 | 小郡 | 新下関 | 小倉 | 博多 | 博多駅 到着時刻 | 終着駅     |
| -------------- | ------ | ----------------- | ------ | ------ | ------ | ---- | ---- | ---- | ------ | ---- | ------ | ---- | ------ | ---- | ------ | ---- | ---- | ------ | ---- | ---- | --------------- | ---------- |
| ひかり         | 東京   | 06分              | ●      | ●      | →      | →    | →    | ●    | →      | →    | →      | →    | →      | ●    | →      | →    | ●    | →      | ●    | ●    |                 | 広島・博多 |
| こだま         | 新大阪 | 02・10分          | ●      | ●      | ●      | ●    | ●    | ●    | ●      | ●    | ●      | ●    | ●      | ●    | ●      | ●    | ●    | ●      | ●    | ●    | 38分            | 博多       |
| のぞみ         | 東京   | 28分              | ●      | →      | →      | →    | →    | ●    | →      | →    | →      | →    | →      | ●    | →      | →    | →    | →      | ●    | ●    | 00分            | 博多       |
| こだま         | 新大阪 | 35分              | ●      | ●      | ●      | ●    | ●    | ●    | ●      | ●    | ●      | ●    | ●      | ●    | ●      | ●    | ●    | ●      | ●    | ●    | 53分            | 博多       |
| ウエストひかり | 新大阪 | 42分              | ●      | ●      | →      | ■    | →    | ●    | →      | ■    | →      | →    | →      | ●    | →      | →    | ■    | ■      | ●    | ●    | 15分            | 博多       |
| ひかり         | 東京   | 52分              | ●      | ●      | →      | ●    | →    | ●    |        |      |        |      |        |      |        |      |      |        |      |      |                 | 岡山       |

●：停車、■：一部の列車が通過、→：通過

#### 1997年3月22日ダイヤ改正
- 山陽新幹線内の「のぞみ」に、最高速度300 km/hの500系が新たに投入[15]。

#### 1997年11月29日ダイヤ改正
- 500系の東海道新幹線「のぞみ」の乗り入れ開始[112]。

#### 1999年3月13日ダイヤ改正
- 東海道・山陽新幹線で700系が運行を開始。
- 厚狭駅が開業。「こだま」が停車。

#### 1999年10月2日ダイヤ改正
- 東京駅 - 博多駅間の「のぞみ」が、300系から700系に置き換え完了し、「のぞみ」はすべて500系または700系で運転されるようになる[115]。

| 種別           | 始発駅 | 新大阪駅 発車時刻 | 新大阪 | 新神戸 | 西明石 | 姫路 | 相生 | 岡山 | 新倉敷 | 福山 | 新尾道 | 三原 | 東広島 | 広島 | 新岩国 | 徳山 | 小郡 | 厚狭 | 新下関 | 小倉 | 博多 | 博多駅 到着時刻 | 終着駅     |
| -------------- | ------ | ----------------- | ------ | ------ | ------ | ---- | ---- | ---- | ------ | ---- | ------ | ---- | ------ | ---- | ------ | ---- | ---- | ---- | ------ | ---- | ---- | --------------- | ---------- |
| こだま         | 新大阪 | 01分              | ●      | ●      | ●      | ●    | ●    | ●    | ●      | ●    | ●      | ●    | ●      | ●    | ●      | ●    | ●    | ●    | ●      | ●    | ●    | 40分            | 博多       |
| ひかり         | 東京   | 06分              | ●      | ●      | →      | →    | →    | ●    | →      | ●    | →      | →    | →      | ●    | →      | →    | ●    | →    | →      | ●    | ●    | 30分            | 博多       |
| こだま         | 広島   |                   |        |        |        |      |      |      |        |      |        |      |        | ●    | ●      | ●    | ●    | ●    | ●      | ●    | ●    | 00分            | 博多       |
| のぞみ         | 東京   | 28分              | ●      | →      | →      | →    | →    | ●    | →      | →    | →      | →    | →      | ●    | →      | →    | →    | →    | →      | ●    | ●    | 45・53分        | 博多       |
| こだま         | 新大阪 | 35分              | ●      | ●      | ●      | ●    | ●    | ●    | ●      | ●    | ●      | ●    | ●      | ●    |        |      |      |      |        |      |      |                 | 広島       |
| ウエストひかり | 新大阪 | 41分              | ●      | ●      | →      | ■    | →    | ●    | →      | ■    | →      | →    | →      | ●    | →      | →    | ■    | →    | ■      | ●    | ●    | 15分            | 広島・博多 |
| ひかり         | 東京   | 49分              | ●      | ●      | →      | ●    | →    | ●    |        |      |        |      |        |      |        |      |      |      |        |      |      |                 | 岡山       |

●：停車、■：一部の列車が通過、→：通過

#### 2000年3月11日ダイヤ改正
- 700系E編成による「ひかりレールスター」の運行が開始[31]。「ウエストひかり」は順次廃止された。
- 新大阪駅 - 博多駅間毎時2本の「こだま」のうち、1本を姫路駅 - 博多駅間に短縮。それに伴い、西明石駅に毎時1本「ひかり」が停車。

#### 2001年10月1日ダイヤ改正
- 「のぞみ」500号・501号（いずれも500系で運転）以外の全列車が新神戸駅に停車する[171]。

| 種別      | 始発駅 | 新大阪駅 発車時刻 | 新大阪 | 新神戸 | 西明石 | 姫路 | 相生 | 岡山 | 新倉敷 | 福山 | 新尾道 | 三原 | 東広島 | 広島 | 新岩国 | 徳山 | 小郡 | 厚狭 | 新下関 | 小倉 | 博多 | 博多駅 到着時刻 | 終着駅 |
| --------- | ------ | ----------------- | ------ | ------ | ------ | ---- | ---- | ---- | ------ | ---- | ------ | ---- | ------ | ---- | ------ | ---- | ---- | ---- | ------ | ---- | ---- | --------------- | ------ |
| ひかり    | 東京   | 05分              | ●      | ●      | →      | →    | →    | ●    | →      | ●    | →      | →    | →      | ●    |        |      |      |      |        |      |      | （広島41分）    | 広島   |
| こだま    | 新大阪 | 17分              | ●      | ●      | ●      | ●    | ●    | ●    | ●      | ●    | ●      | ●    | ●      | ●    | ●      | ●    | ●    | ●    | ●      | ●    | ●    | 05分            | 博多   |
| のぞみ    | 東京   | 28分              | ●      | ●      | →      | →    | →    | ●    | →      | →    | →      | →    | →      | ●    | →      | →    | →    | →    | →      | ●    | ●    | 49・57分        | 博多   |
| ひかりRS  | 新大阪 | 42分              | ●      | ●      | →      | ▼    | →    | ●    | →      | ▼    | →      | →    | →      | ●    | →      | →    | ●    | →    | →      | ●    | ●    | 27分            | 博多   |
| ひかり    | 東京   | 48分              | ●      | ●      | ●      | ●    | →    | ●    |        |      |        |      |        |      |        |      |      |      |        |      |      | （岡山51分）    | 岡山   |
| こだま    | 姫路   | （姫路30分）      |        |        |        | ●    | ●    | ●    | ●      | ●    | ●      | ●    | ●      | ●    | ●      | ●    | ●    | ●    | ●      | ●    | ●    | 37分            | 博多   |
| ひかりRS◆ | 新大阪 | 58分              | ●      | ●      | →      | →    | →    | ●    | →      | ●    | →      | →    | →      | ●    | →      | ▲    | ▲    | →    | →      | ●    | ●    | 41分            | 博多   |

●：停車、▼：この駅のうち1 - 2駅に停車、▲：この駅のどちらかに停車、→：通過、◆：臨時列車（定期列車として運行される時間帯もある）
| 種別      | 始発駅     | 博多駅 発車時刻 | 博多 | 小倉 | 新下関 | 厚狭 | 小郡 | 徳山 | 新岩国 | 広島 | 東広島 | 三原 | 新尾道 | 福山 | 新倉敷 | 岡山 | 相生 | 姫路 | 西明石 | 新神戸 | 新大阪 | 新大阪駅 到着時刻 | 終着駅 |
| --------- | ---------- | --------------- | ---- | ---- | ------ | ---- | ---- | ---- | ------ | ---- | ------ | ---- | ------ | ---- | ------ | ---- | ---- | ---- | ------ | ------ | ------ | ----------------- | ------ |
| ひかり    | 博多・広島 | 01分            | ●    | ●    | →      | →    | ●    | →    | →      | ●    | →      | →    | →      | ●    | →      | ●    | →    | →    | →      | ●      | ●      | 14分              | 東京   |
| こだま    | 博多       | 12分            | ●    | ●    | ●      | ●    | ●    | ●    | ●      | ●    | ●      | ●    | ●      | ●    | ●      | ●    | ●    | ●    | ●      | ●      | ●      | 03分              | 新大阪 |
| ひかり    | 岡山       | （岡山28分）    |      |      |        |      |      |      |        |      |        |      |        |      |        | ●    | →    | ●    | ●      | ●      | ●      | 31分              | 東京   |
| のぞみ    | 博多       | 22・30分        | ●    | ●    | →      | →    | →    | →    | →      | ●    | →      | →    | →      | →    | →      | ●    | →    | →    | →      | ●      | ●      | 51分              | 東京   |
| ひかり    | 広島       | （広島38分）    |      |      |        |      |      |      |        | ●    | →      | →    | →      | ●    | →      | ●    | →    | →    | →      | ●      | ●      | 14分              | 東京   |
| ひかりRS◆ | 博多       | 39分            | ●    | ●    | →      | →    | ▲    | ▲    | →      | ●    | →      | →    | →      | ●    | →      | ●    | →    | →    | →      | ●      | ●      | 22分              | 新大阪 |
| こだま    | 博多       | 42分            | ●    | ●    | ●      | ●    | ●    | ●    | ●      | ●    | ●      | ●    | ●      | ●    | ●      | ●    | ●    | ●    |        |        |        | （姫路48分）      | 姫路   |
| ひかりRS  | 博多       | 53分            | ●    | ●    | →      | →    | ●    | →    | →      | ●    | →      | →    | →      | ▼    | →      | ●    | →    | ▼    | →      | ●      | ●      | 38分              | 新大阪 |

●：停車、▼：この駅のうち1 - 2駅に停車、▲：この駅のどちらかに停車、→：通過、◆：臨時列車（定期列車として運行される時間帯もある）

#### 2003年10月1日ダイヤ改正
- 次のように変更[122]
  - 「ひかり」主体から「のぞみ」主体のダイヤへの変更に伴う「のぞみ」の増発。それに伴い、新規に「のぞみ」の停車駅が増加（姫路駅・福山駅・徳山駅・新山口駅）。
  - 新神戸駅にすべての営業列車が停車するようになった。
  - 姫路駅 - 博多駅間の「こだま」を岡山駅 - 博多駅間に短縮。それに伴い、相生駅に「ひかり」が毎時1本停車。

| 種別     | 始発駅 | 新大阪駅 発車時刻 | 新大阪 | 新神戸 | 西明石 | 姫路 | 相生 | 岡山 | 新倉敷 | 福山 | 新尾道 | 三原 | 東広島 | 広島 | 新岩国 | 徳山 | 新山口 | 厚狭 | 新下関 | 小倉 | 博多 | 博多駅 到着時刻 | 終着駅     |
| -------- | ------ | ----------------- | ------ | ------ | ------ | ---- | ---- | ---- | ------ | ---- | ------ | ---- | ------ | ---- | ------ | ---- | ------ | ---- | ------ | ---- | ---- | --------------- | ---------- |
| のぞみ   | 東京   | 11分              | ●      | ●      | →      | →    | →    | ●    | →      | ●    | →      | →    | →      | ●    |        |      |        |      |        |      |      | （広島39分）    | 広島       |
| こだま   | 新大阪 | 15分              | ●      | ●      | ●      | ●    | ●    | ●    | ●      | ●    | ●      | ●    | ●      | ●    | ●      | ●    | ●      | ●    | ●      | ●    | ●    | 04分            | 広島・博多 |
| のぞみ   | 東京   | 29分              | ●      | ●      | →      | →    | →    | ●    | →      | →    | →      | →    | →      | ●    | →      | →    | □      | →    | →      | ●    | ●    | 55・57分        | 博多       |
| ひかり   | 東京   | 38分              | ●      | ●      | ●      | ●    | ●    | ●    |        |      |        |      |        |      |        |      |        |      |        |      |      | （岡山47分）    | 岡山       |
| ひかりRS | 新大阪 | 46・51分          | ●      | ●      | →      | ●    | →    | ●    | →      | ●    | →      | →    | →      | ●    | →      | →    | ●      | →    | →      | ●    | ●    | 25分            | 博多       |
| こだま   | 岡山   | （岡山23分）      |        |        |        |      |      | ●    | ●      | ●    | ●      | ●    | ●      | ●    | ●      | ●    | ●      | ●    | ●      | ●    | ●    | 29分            | 博多       |
| のぞみ   | 東京   | 51分              | ●      | ●      | →      | ●    | →    | ●    | →      | →    | →      | →    | →      | ●    | →      | →    | →      | →    | →      | ●    | ●    | 25分            | 岡山・博多 |
| ひかりRS | 新大阪 | 59分              | ●      | ●      | →      | ●    | →    | ●    | →      | ●    | →      | →    | →      | ●    | →      | □    | ■      | →    | →      | ●    | ●    | 44分            | 博多       |

●：停車、■：一部の列車が通過、□：一部の列車が停車、→：通過

#### 2005年3月1日ダイヤ改正
- 東京駅 - 岡山駅間の「のぞみ」を毎時3本に増強[172]。

#### 2006年3月18日ダイヤ改正
- 次のように変更[126]
  - 東京駅 - 博多駅間の「のぞみ」が日中毎時2本に増発。
  - 朝6時に姫路駅始発の「のぞみ」80号（新大阪駅発東京駅行き「のぞみ」の区間延長）が新設された。

| 種別      | 始発駅 | 新大阪駅 発車時刻               | 新大阪                          | 新神戸                          | 西明石                          | 姫路                            | 相生                            | 岡山                            | 新倉敷                          | 福山                            | 新尾道                          | 三原                            | 東広島                          | 広島 | 新岩国 | 徳山 | 新山口 | 厚狭 | 新下関 | 小倉 | 博多 | 博多南 | 博多駅 到着時刻 | 終着駅       |
| --------- | ------ | ------------------------------- | ------------------------------- | ------------------------------- | ------------------------------- | ------------------------------- | ------------------------------- | ------------------------------- | ------------------------------- | ------------------------------- | ------------------------------- | ------------------------------- | ------------------------------- | ---- | ------ | ---- | ------ | ---- | ------ | ---- | ---- | ------ | --------------- | ------------ |
| のぞみ    | 東京   | 11分                            | ●                               | ●                               | →                               | ●                               | →                               | ●                               | →                               | →                               | →                               | →                               | →                               | ●    |        |      |        |      |        |      |      |        | （岡山02分）    | 岡山（広島） |
| こだま    | 岡山   | （岡山05分）                    |                                 |                                 |                                 |                                 |                                 | ●                               | ●                               | ●                               | ●                               | ●                               | ●                               | ●    | ●      | ●    | ●      | ●    | ●      | ●    | ●    | ●      | 不定            | 博多南       |
| こだま    | 新大阪 | 15分                            | ●                               | ●                               | ●                               | ●                               | ●                               | ●                               | ●                               | ●                               | ●                               | ●                               | ●                               | ●    | ●      | ●    | ●      | ●    | ●      | ●    | ●    | ●      | 05分            | 広島・博多   |
| のぞみ    | 東京   | 29分                            | ●                               | ●                               | →                               | →                               | →                               | ●                               | →                               | →                               | →                               | →                               | →                               | ●    | →      | →    | ▼      | →    | →      | ●    | ●    |        | 52・57分        | 博多         |
| のぞみ◆   | 東京   | 32分                            | ●                               | ●                               | →                               | →                               | →                               | ●                               | →                               | →                               | →                               | →                               | →                               | ●    | →      | →    | ●      | →    | →      | ●    | ●    |        | 11分            | 広島・博多   |
| ひかりRS◇ | 新大阪 | 35分                            | ●                               | ●                               | →                               | ●                               | →                               | ●                               | →                               | ●                               | →                               | →                               | →                               | ●    | →      | ▲    | ▲      | →    | →      | ●    | ●    |        | 20分            | 博多         |
| こだま    | 広島   | 東京駅 - 博多駅間「のぞみ」接続 | 東京駅 - 博多駅間「のぞみ」接続 | 東京駅 - 博多駅間「のぞみ」接続 | 東京駅 - 博多駅間「のぞみ」接続 | 東京駅 - 博多駅間「のぞみ」接続 | 東京駅 - 博多駅間「のぞみ」接続 | 東京駅 - 博多駅間「のぞみ」接続 | 東京駅 - 博多駅間「のぞみ」接続 | 東京駅 - 博多駅間「のぞみ」接続 | 東京駅 - 博多駅間「のぞみ」接続 | 東京駅 - 博多駅間「のぞみ」接続 | 東京駅 - 博多駅間「のぞみ」接続 | ●    | ●      | ●    | ●      | ●    | ●      | ●    | ●    |        | 不定            | 博多         |
| ひかり    | 東京   | 38分                            | ●                               | ●                               | ●                               | ●                               | ●                               | ●                               |                                 |                                 |                                 |                                 |                                 |      |        |      |        |      |        |      |      |        | （岡山46分）    | 岡山         |
| のぞみ    | 東京   | 51分                            | ●                               | ●                               | →                               | →                               | →                               | ●                               | →                               | ●                               | →                               | →                               | →                               | ●    | →      | ▼    | ▼      | →    | →      | ●    | ●    |        | 25・30分        | 博多（広島） |
| ひかりRS  | 新大阪 | 59分                            | ●                               | ●                               | →                               | ●                               | →                               | ●                               | →                               | ●                               | →                               | →                               | →                               | ●    | →      | ▲    | ▲      | →    | ▲      | ●    | ●    |        | 44分            | 博多         |

●：停車、▲：この駅のうち1駅に停車、▼：この駅のうち0 - 1駅に停車、→：通過、◆：臨時列車、◇：朝夕運行（昼でもひかりレールスターまたは500系ひかりの臨時列車が運行される場合がある）
| 種別      | 始発駅       | 博多駅 発車時刻 | 博多南 | 博多 | 小倉 | 新下関 | 厚狭 | 新山口 | 徳山 | 新岩国 | 広島 | 東広島                          | 三原                            | 新尾道                          | 福山                            | 新倉敷                          | 岡山                            | 相生                            | 姫路                            | 西明石                          | 新神戸                          | 新大阪                          | 新大阪駅 到着時刻 | 終着駅 |
| --------- | ------------ | --------------- | ------ | ---- | ---- | ------ | ---- | ------ | ---- | ------ | ---- | ------------------------------- | ------------------------------- | ------------------------------- | ------------------------------- | ------------------------------- | ------------------------------- | ------------------------------- | ------------------------------- | ------------------------------- | ------------------------------- | ------------------------------- | ----------------- | ------ |
| のぞみ◆   | 博多・広島   | 08分            |        | ●    | ●    | →      | →    | ▼      | ▼    | →      | ●    | →                               | →                               | →                               | →                               | →                               | ●                               | →                               | →                               | →                               | ●                               | ●                               | 47分              | 東京   |
| こだま    | 博多・広島   | 14分            | ●      | ●    | ●    | ●      | ●    | ●      | ●    | ●      | ●    | ●                               | ●                               | ●                               | ●                               | ●                               | ●                               | ●                               | ●                               | ●                               | ●                               | ●                               | 04分              | 新大阪 |
| のぞみ    | 博多         | 22・28分        |        | ●    | ●    | →      | →    | ▼      | →    | →      | ●    | →                               | →                               | →                               | →                               | →                               | ●                               | →                               | →                               | →                               | ●                               | ●                               | 51分              | 東京   |
| のぞみ    | （広島）岡山 | （岡山17分）    |        |      |      |        |      |        |      |        | ●    | →                               | →                               | →                               | →                               | →                               | ●                               | →                               | ●                               | →                               | ●                               | ●                               | 08分              | 東京   |
| ひかりRS◇ | 博多         | 35分            | ●      | ●    | ●    | ▲      | →    | ▲      | ▲    | →      | ●    | →                               | →                               | →                               | ●                               | →                               | ●                               | →                               | ■                               | →                               | ●                               | ●                               | 20分              | 新大阪 |
| こだま    | 博多南       | 37分            | ●      | ●    | ●    | ●      | ●    | ●      | ●    | ●      | ●    | ●                               | ●                               | ●                               | ●                               | ●                               | ●                               |                                 |                                 |                                 |                                 |                                 | （岡山55分）      | 岡山   |
| のぞみ    | （広島）博多 | 49・54分        |        | ●    | ●    | →      | →    | ▼      | ▼    | →      | ●    | →                               | →                               | →                               | ●                               | →                               | ●                               | →                               | →                               | →                               | ●                               | ●                               | 28分              | 東京   |
| こだま    | 博多         | 不定            |        | ●    | ●    | ●      | ●    | ●      | ●    | ●      | ●    | 東京駅 - 博多駅間「のぞみ」接続 | 東京駅 - 博多駅間「のぞみ」接続 | 東京駅 - 博多駅間「のぞみ」接続 | 東京駅 - 博多駅間「のぞみ」接続 | 東京駅 - 博多駅間「のぞみ」接続 | 東京駅 - 博多駅間「のぞみ」接続 | 東京駅 - 博多駅間「のぞみ」接続 | 東京駅 - 博多駅間「のぞみ」接続 | 東京駅 - 博多駅間「のぞみ」接続 | 東京駅 - 博多駅間「のぞみ」接続 | 東京駅 - 博多駅間「のぞみ」接続 |                   | 広島   |
| ひかり    | 岡山         |                 |        |      |      |        |      |        |      |        |      |                                 |                                 |                                 |                                 |                                 | ●                               | ●                               | ●                               | ●                               | ●                               | ●                               | 40分              | 東京   |
| ひかりRS  | 博多         | 59分            |        | ●    | ●    | ▲      | →    | ▲      | ▲    | →      | ●    | →                               | →                               | →                               | ●                               | →                               | ●                               | →                               | ●                               | →                               | ●                               | ●                               | 44分              | 新大阪 |

●：停車、■：一部の列車が通過、▲：この駅のうち1駅に停車、▼：この駅のうち0 - 1駅に停車、→：通過、◆：臨時列車、◇：朝夕運行（昼でもひかりレールスターまたは500系ひかりの臨時列車が運行される場合がある）

#### 2008年3月15日ダイヤ改正
- 岡山駅発着の「のぞみ」を広島駅発着とし、東京駅 - 広島駅間で毎時3本の運転とする。
- 東京駅 - 博多駅間の毎時1本の（東京10分発、博多30分発）「のぞみ」がN700系で運行される。
- 東京駅 - 岡山駅間の毎時1本の「ひかり」の東海道区間内の停車駅が変更になる
  - 改正前：東京駅・新横浜駅・小田原駅または豊橋駅・名古屋駅 - 岡山駅間は各駅停車 → 改正後：東京駅・品川駅・新横浜駅・熱海駅（1日3往復）または三島駅（1日6往復）・静岡駅・浜松駅・名古屋駅・京都駅 - 岡山駅間（一部列車は岐阜羽島駅・米原駅にも停車）は各駅停車へと変更。ただし、早朝の360号は名古屋駅までの各駅と豊橋駅・新横浜駅・品川駅に、362号は名古屋駅までの各駅と小田原駅・新横浜駅・品川駅にそれぞれ停車。
- 利用の少ない「こだま」の削減。
- 朝6時にほかの「のぞみ」が停車しない西明石駅始発東京駅行きの「のぞみ」60号（新大阪駅発東京駅行きの区間延長）が設定された。これにより西明石駅・新神戸駅から東京駅へは朝9時までに到着できるようになった。
- 新大阪09分発の「のぞみ」のうち、「のぞみ9・49号」は徳山駅に停車する。それに伴い、博多駅の到着時刻が「のぞみ9号」は45分、「のぞみ49号」は48分となっている。
- 博多00分発の「のぞみ」のうち、「のぞみ30・34号」は新山口駅に、「のぞみ6・50号」は徳山駅に停車する。
- 博多30分発の「のぞみ」のうち、「のぞみ28・32号」は新山口駅を通過する。また、「のぞみ36号」は新山口駅通過に加え、博多駅の発車時刻が33分となっている。
- 新大阪13:45発の「のぞみ23号」は新山口駅を通過する。それに伴い、博多駅の到着時刻が09分となっている。

| 種別      | 始発駅 | 新大阪駅 発車時刻 | 新大阪 | 新神戸 | 西明石 | 姫路 | 相生 | 岡山 | 新倉敷 | 福山 | 新尾道 | 三原 | 東広島 | 広島 | 新岩国 | 徳山 | 新山口 | 厚狭 | 新下関 | 小倉 | 博多 | 博多南 | 博多駅 到着時刻 | 終着駅           |
| --------- | ------ | ----------------- | ------ | ------ | ------ | ---- | ---- | ---- | ------ | ---- | ------ | ---- | ------ | ---- | ------ | ---- | ------ | ---- | ------ | ---- | ---- | ------ | --------------- | ---------------- |
| こだま    | 岡山   | （岡山51分）      |        |        |        |      |      | ●    | ●      | ●    | ●      | ●    | ●      | ●    | ●      | ●    | ●      | ●    | ●      | ●    | ●    | ●      | 23分            | 博多南           |
| ひかり    | 東京   | 05分              | ●      | ●      | ●      | ●    | ●    | ●    |        |      |        |      |        |      |        |      |        |      |        |      |      |        | （岡山15分）    | 岡山             |
| のぞみ    | 東京   | 09分              | ●      | ●      | →      | →    | →    | ●    | →      | ●    | →      | →    | →      | ●    | →      | →    | →      | →    | →      | ●    | ●    |        | 44分            | 博多             |
| ひかりRS  | 新大阪 | 19分              | ●      | ●      | →      | ●    | →    | ●    | →      | ●    | →      | →    | →      | ●    | →      | ▲    | ▲      | →    | ▲      | ●    | ●    | ●      | 05分            | 博多・博多南     |
| のぞみ    | 東京   | 29分              | ●      | ●      | →      | ●    | →    | ●    | →      | →    | →      | →    | →      | ●    |        |      |        |      |        |      |      |        | （広島56分）    | 広島             |
| こだま    | 新大阪 | 38分              | ●      | ●      | ●      | ●    | ●    | ●    | ●      | ●    | ●      | ●    | ●      | ●    | ●      | ●    | ●      | ●    | ●      | ●    | ●    |        | 50分            | 岡山・広島・博多 |
| のぞみ(N) | 東京   | 45分              | ●      | ●      | →      | →    | →    | ●    | →      | →    | →      | →    | →      | ●    | →      | →    | ●      | →    | →      | ●    | ●    |        | 13分            | 博多             |
| のぞみ◆   | 東京   | 52分              | ●      | ●      | →      | →    | →    | ●    | →      | →    | →      | →    | →      | ●    | →      | ▼    | ▼      | →    | →      | ●    | ●    |        | 31分            | 岡山・博多       |
| ひかりRS  | 新大阪 | 59分              | ●      | ●      | →      | →    | →    | ●    | →      | ●    | →      | →    | →      | ●    | →      | →    | ▲      | →    | ▲      | ●    | ●    |        | 41分            | 博多             |

●：停車、▲：この駅のうち1駅に停車、▼：この駅のうち0 - 1駅に停車、→：通過、(N)：N700系、◆：臨時列車
| 種別      | 始発駅           | 博多駅 発車時刻 | 博多南 | 博多 | 小倉 | 新下関 | 厚狭 | 新山口 | 徳山 | 新岩国 | 広島 | 東広島 | 三原 | 新尾道 | 福山 | 新倉敷 | 岡山 | 相生 | 姫路 | 西明石 | 新神戸 | 新大阪 | 新大阪駅 到着時刻 | 終着駅     |
| --------- | ---------------- | --------------- | ------ | ---- | ---- | ------ | ---- | ------ | ---- | ------ | ---- | ------ | ---- | ------ | ---- | ------ | ---- | ---- | ---- | ------ | ------ | ------ | ----------------- | ---------- |
| のぞみ    | 博多             | 00分            |        | ●    | ●    | →      | →    | →      | →    | →      | ●    | →      | →    | →      | ●    | →      | ●    | →    | →    | →      | ●      | ●      | 35分              | 東京       |
| ひかりRS  | 博多南・博多     | 04分            | ●      | ●    | ●    | ▲      | →    | ▲      | ▲    | →      | ●    | →      | →    | →      | ●    | →      | ●    | →    | →    | →      | ●      | ●      | 44分              | 新大阪     |
| のぞみ◆   | 博多             | 12分            |        | ●    | ●    | →      | →    | ▼      | ▼    | →      | ●    | →      | →    | →      | →    | →      | ●    | →    | →    | →      | ●      | ●      | 51分              | 岡山・東京 |
| こだま    | 博多南           | 20分            | ●      | ●    | ●    | ●      | ●    | ●      | ●    | ●      | ●    | ●      | ●    | ●      | ●    | ●      | ●    |      |      |        |        |        | （岡山53分）      | 岡山       |
| のぞみ    | 広島             | （広島46分）    |        |      |      |        |      |        |      |        | ●    | →      | →    | →      | →    | →      | ●    | →    | ●    | →      | ●      | ●      | 15分              | 東京       |
| ひかりRS  | 博多南・博多     | 39分            | ●      | ●    | ●    | ▲      | →    | ▲      | ▲    | →      | ●    | →      | →    | →      | ●    | →      | ●    | →    | ●    | →      | ●      | ●      | 24分              | 新大阪     |
| ひかり    | 岡山             | （岡山28分）    |        |      |      |        |      |        |      |        |      |        |      |        |      |        | ●    | ●    | ●    | ●      | ●      | ●      | 38分              | 東京       |
| のぞみ(N) | 博多             | 30分            |        | ●    | ●    | →      | →    | →      | →    | →      | ●    | →      | →    | →      | →    | →      | ●    | →    | →    | →      | ●      | ●      | 58分              | 東京       |
| こだま    | 博多・広島・岡山 | 50分            | ●      | ●    | ●    | ●      | ●    | ●      | ●    | ●      | ●    | ●      | ●    | ●      | ●    | ●      | ●    | ●    | ●    | ●      | ●      | ●      | 05分              | 新大阪     |

●：停車、▲：この駅のうち1駅に停車、▼：この駅のうち0 - 1駅に停車、→：通過、(N)：N700系、◆：臨時列車

#### 2009年3月14日ダイヤ改正
- 東京駅 - 広島駅間の大半の「のぞみ」と東京駅 - 岡山駅間、東京駅 - 姫路駅間のすべての「のぞみ」がN700系で運行される[131]。
- 「のぞみ」の運行本数の増加。
- 時間帯により「のぞみ」の山口県内での停車パターンが下表とは異なる列車がある。

| 種別      | 始発駅 | 新大阪駅 発車時刻 | 新大阪 | 新神戸 | 西明石 | 姫路 | 相生 | 岡山 | 新倉敷 | 福山 | 新尾道 | 三原 | 東広島 | 広島 | 新岩国 | 徳山 | 新山口 | 厚狭 | 新下関 | 小倉 | 博多 | 博多南 | 博多駅 到着時刻 | 終着駅                   |
| --------- | ------ | ----------------- | ------ | ------ | ------ | ---- | ---- | ---- | ------ | ---- | ------ | ---- | ------ | ---- | ------ | ---- | ------ | ---- | ------ | ---- | ---- | ------ | --------------- | ------------------------ |
| こだま    | 岡山   | （岡山51分）      |        |        |        |      |      | ●    | ●      | ●    | ●      | ●    | ●      | ●    | ●      | ●    | ●      | ●    | ●      | ●    | ●    | ●      | 22分            | 博多南                   |
| ひかり    | 東京   | 05分              | ●      | ●      | ●      | ●    | ●    | ●    |        |      |        |      |        |      |        |      |        |      |        |      |      |        | （岡山17分）    | 岡山                     |
| のぞみ    | 東京   | 09分              | ●      | ●      | →      | →    | →    | ●    | →      | ●    | →      | →    | →      | ●    | →      | →    | →      | →    | →      | ●    | ●    |        | 44分            | 博多                     |
| のぞみ◆   | 東京   | 18分              | ●      | ●      | →      | →    | →    | ●    | →      | →    | →      | →    | →      | ●    | →      | ●    | →      | →    | →      | ●    | ●    |        | 52分            | 博多                     |
| ひかりRS  | 新大阪 | 22分              | ●      | ●      | →      | ●    | →    | ●    | →      | ●    | →      | →    | →      | ●    | →      | ▲    | ▲      | →    | ▲      | ●    | ●    | ●      | 06分            | 博多・博多南             |
| のぞみ(N) | 東京   | 29分              | ●      | ●      | →      | ●    | →    | ●    | →      | →    | →      | →    | →      | ●    |        |      |        |      |        |      |      |        | （広島58分）    | 広島                     |
| こだま    | 新大阪 | 38分              | ●      | ●      | ●      | ●    | ●    | ●    | ●      | ●    | ●      | ●    | ●      | ●    | ●      | ●    | ●      | ●    | ●      | ●    | ●    | ●      | 58分            | 岡山・広島・博多・博多南 |
| のぞみ(N) | 東京   | 45分              | ●      | ●      | →      | →    | →    | ●    | →      | →    | →      | →    | →      | ●    | →      | →    | ●      | →    | →      | ●    | ●    |        | 13分            | 博多                     |
| のぞみ◆   | 東京   | 52分              | ●      | ●      | →      | →    | →    | ●    | →      | →    | →      | →    | →      | ●    | →      | →    | ●      | →    | →      | ●    | ●    |        | 31分            | 岡山・博多               |
| ひかりRS  | 新大阪 | 59分              | ●      | ●      | →      | →    | →    | ●    | →      | ●    | →      | →    | →      | ●    | →      | →    | ●      | →    | →      | ●    | ●    |        | 40分            | 博多                     |

●：停車、▲：この駅のうち1駅に停車、→ ：通過、(N)：N700系、◆：臨時列車（定期列車として運行される時間帯もある）
| 種別      | 始発駅           | 博多駅 発車時刻 | 博多南 | 博多 | 小倉 | 新下関 | 厚狭 | 新山口 | 徳山 | 新岩国 | 広島 | 東広島 | 三原 | 新尾道 | 福山 | 新倉敷 | 岡山 | 相生 | 姫路 | 西明石 | 新神戸 | 新大阪 | 新大阪駅 到着時刻 | 終着駅 |
| --------- | ---------------- | --------------- | ------ | ---- | ---- | ------ | ---- | ------ | ---- | ------ | ---- | ------ | ---- | ------ | ---- | ------ | ---- | ---- | ---- | ------ | ------ | ------ | ----------------- | ------ |
| のぞみ    | 博多             | 00分            |        | ●    | ●    | →      | →    | →      | →    | →      | ●    | →      | →    | →      | ●    | →      | ●    | →    | →    | →      | ●      | ●      | 35分              | 東京   |
| ひかりRS  | 博多南・博多     | 04分            | ●      | ●    | ●    | ▲      | →    | ▲      | ▲    | →      | ●    | →      | →    | →      | ●    | →      | ●    | →    | →    | →      | ●      | ●      | 44分              | 新大阪 |
| のぞみ◆   | 博多・岡山       | 12分            |        | ●    | ●    | →      | →    | ●      | →    | →      | ●    | →      | →    | →      | →    | →      | ●    | →    | →    | →      | ●      | ●      | 51分              | 東京   |
| こだま    | 博多南           | 20分            | ●      | ●    | ●    | ●      | ●    | ●      | ●    | ●      | ●    | ●      | ●    | ●      | ●    | ●      | ●    |      |      |        |        |        | （岡山53分）      | 岡山   |
| のぞみ(N) | 博多             | 30分            |        | ●    | ●    | →      | →    | ●      | →    | →      | ●    | →      | →    | →      | →    | →      | ●    | →    | →    | →      | ●      | ●      | 58分              | 東京   |
| のぞみ(N) | 広島             | （広島44分）    |        |      |      |        |      |        |      |        | ●    | →      | →    | →      | →    | →      | ●    | →    | ●    | →      | ●      | ●      | 15分              | 東京   |
| ひかりRS  | 博多             | 37分            |        | ●    | ●    | ▲      | →    | ▲      | ▲    | →      | ●    | →      | →    | →      | ●    | →      | ●    | →    | ●    | →      | ●      | ●      | 21分              | 新大阪 |
| のぞみ◆   | 博多             | 50分            |        | ●    | ●    | →      | →    | →      | ●    | →      | ●    | →      | →    | →      | →    | →      | ●    | →    | →    | →      | ●      | ●      | 25分              | 東京   |
| ひかり    | 岡山             | （岡山26分）    |        |      |      |        |      |        |      |        |      |        |      |        |      |        | ●    | ●    | ●    | ●      | ●      | ●      | 38分              | 東京   |
| こだま    | 博多・広島・岡山 | 52分            |        | ●    | ●    | ●      | ●    | ●      | ●    | ●      | ●    | ●      | ●    | ●      | ●    | ●      | ●    | ●    | ●    | ●      | ●      | ●      | 05分              | 新大阪 |

●：停車、▲：この駅のうち1駅に停車、→：通過、(N)：N700系、◆：臨時列車（定期列車として運行される時間帯もある）
1. 1 2  小郡駅停車の場合01分、通過の場合56分到着。
2. ↑  小郡駅通過の場合40分、停車の場合45分到着。
3. ↑  小郡駅通過の場合26分、停車の場合31分到着。
4. ↑  小郡駅通過の場合57分、停車の場合05分到着。
5. ↑  500系の場合45分着、700系の場合53分着
6. ↑  500系の場合49分着、700系の場合57分着
7. ↑  500系の場合30分発、700系の場合22分発
8. ↑  51分発の「のぞみ」がない時間帯は51分に、ある時間帯は46分に発車。
9. 1 2 3 4  朝夕など、広島駅発着で運転される場合がある。
10. 1 2  500系運用時は、発車時刻が28分、到着時刻が52分となる。
11. 1 2  時間帯によっては新大阪駅 - 博多駅間を直通運行する列車となる。
12. ↑  博多駅到着（発車）時刻は▲の駅と■の駅に1つずつ停車する場合。おおむね、▲と■を全て通過（速達タイプ）の場合は10分後に、▲2つと■1つ停車の場合は4分前になる。
13. ↑  「のぞみ29号」のみ40分着

#### 2010年3月13日ダイヤ改正
- 東海道新幹線と直通する「のぞみ」が全てN700系で運転される。
- 早朝・深夜の東京駅 - 広島駅間の「のぞみ」4往復を博多駅まで延長。

| 種別      | 始発駅 | 新大阪駅 発車時刻 | 新大阪 | 新神戸 | 西明石 | 姫路 | 相生 | 岡山 | 新倉敷 | 福山 | 新尾道 | 三原 | 東広島 | 広島 | 新岩国 | 徳山 | 新山口 | 厚狭 | 新下関 | 小倉 | 博多 | 博多南 | 博多駅 到着時刻 | 終着駅             |
| --------- | ------ | ----------------- | ------ | ------ | ------ | ---- | ---- | ---- | ------ | ---- | ------ | ---- | ------ | ---- | ------ | ---- | ------ | ---- | ------ | ---- | ---- | ------ | --------------- | ------------------ |
| ひかり    | 東京   | 05分              | ●      | ●      | ●      | ●    | ●    | ●    |        |      |        |      |        |      |        |      |        |      |        |      |      |        | （岡山17分）    | 岡山               |
| のぞみ(N) | 東京   | 09分              | ●      | ●      | →      | →    | →    | ●    | →      | ●    | →      | →    | →      | ●    | →      | →    | →      | →    | →      | ●    | ●    |        | 44分            | 博多               |
| のぞみ◆   | 東京   | 18分              | ●      | ●      | →      | →    | →    | ●    | →      | →    | →      | →    | →      | ●    | →      | ●    | →      | →    | →      | ●    | ●    |        | 52分            | 岡山・広島・博多   |
| ひかりRS  | 新大阪 | 22分              | ●      | ●      | →      | ●    | →    | ●    | →      | ●    | →      | →    | →      | ●    | →      | ▲    | ▲      | →    | →      | ●    | ●    | ●      | 06分            | 博多・博多南       |
| のぞみ(N) | 東京   | 29分              | ●      | ●      | →      | ●    | →    | ●    | →      | →    | →      | →    | →      | ●    | →      | →    | →      | →    | →      | ●    | ●    |        | 06分            | 広島・博多         |
| こだま    | 新大阪 | 38分              | ●      | ●      | ●      | ●    | ●    | ●    | ●      | ●    | ●      | ●    | ●      | ●    | ●      | ●    | ●      | ●    | ●      | ●    | ●    | ●      | 58分            | 広島・博多・博多南 |
| のぞみ(N) | 東京   | 45分              | ●      | ●      | →      | →    | →    | ●    | →      | →    | →      | →    | →      | ●    | →      | →    | ●      | →    | →      | ●    | ●    |        | 13分            | 博多               |
| こだま    | 岡山   | （岡山51分）      |        |        |        |      |      | ●    | ●      | ●    | ●      | ●    | ●      | ●    | ●      | ●    | ●      | ●    | ●      | ●    | ●    | ●      | 22分            | 広島・博多南       |
| のぞみ◆   | 東京   | 52分              | ●      | ●      | →      | →    | →    | ●    | →      | →    | →      | →    | →      | ●    | →      | →    | ●      | →    | →      | ●    | ●    |        | 31分            | 岡山・博多         |
| ひかりRS  | 新大阪 | 59分              | ●      | ●      | →      | →    | →    | ●    | →      | ●    | →      | →    | →      | ●    | →      | →    | ▲      | →    | ▲      | ●    | ●    |        | 40分            | 博多               |

●：停車、▲：この駅のうち1駅に停車、→：通過、(N)：N700系、◆：臨時列車（定期列車として運行される時間帯もある）
| 種別      | 始発駅           | 博多駅 発車時刻 | 博多南 | 博多 | 小倉 | 新下関 | 厚狭 | 新山口 | 徳山 | 新岩国 | 広島 | 東広島 | 三原 | 新尾道 | 福山 | 新倉敷 | 岡山 | 相生 | 姫路 | 西明石 | 新神戸 | 新大阪 | 新大阪駅 到着時刻 | 終着駅 |
| --------- | ---------------- | --------------- | ------ | ---- | ---- | ------ | ---- | ------ | ---- | ------ | ---- | ------ | ---- | ------ | ---- | ------ | ---- | ---- | ---- | ------ | ------ | ------ | ----------------- | ------ |
| のぞみ(N) | 博多             | 00分            |        | ●    | ●    | →      | →    | →      | →    | →      | ●    | →      | →    | →      | ●    | →      | ●    | →    | →    | →      | ●      | ●      | 35分              | 東京   |
| ひかりRS  | 博多南・博多     | 04分            | ●      | ●    | ●    | ▲      | →    | ▲      | ▲    | →      | ●    | →      | →    | →      | ●    | →      | ●    | →    | →    | →      | ●      | ●      | 44分              | 新大阪 |
| のぞみ◆   | 博多・岡山       | 12分            |        | ●    | ●    | →      | →    | ●      | →    | →      | ●    | →      | →    | →      | →    | →      | ●    | →    | →    | →      | ●      | ●      | 51分              | 東京   |
| こだま    | 博多南           | 20分            | ●      | ●    | ●    | ●      | ●    | ●      | ●    | ●      | ●    | ●      | ●    | ●      | ●    | ●      | ●    |      |      |        |        |        | （岡山53分）      | 岡山   |
| のぞみ(N) | 博多             | 30分            |        | ●    | ●    | →      | →    | ●      | →    | →      | ●    | →      | →    | →      | →    | →      | ●    | →    | →    | →      | ●      | ●      | 58分              | 東京   |
| ひかりRS  | 博多             | 37分            |        | ●    | ●    | ▲      | →    | ▲      | ▲    | →      | ●    | →      | →    | →      | ●    | →      | ●    | →    | ●    | →      | ●      | ●      | 21分              | 新大阪 |
| のぞみ(N) | 博多・広島       | 40分            |        | ●    | ●    | →      | →    | →      | →    | →      | ●    | →      | →    | →      | →    | →      | ●    | →    | ●    | →      | ●      | ●      | 15分              | 東京   |
| のぞみ◆   | 博多             | 50分            |        | ●    | ●    | →      | →    | →      | ●    | →      | ●    | →      | →    | →      | →    | →      | ●    | →    | →    | →      | ●      | ●      | 25分              | 東京   |
| ひかり    | 岡山             | （岡山26分）    |        |      |      |        |      |        |      |        |      |        |      |        |      |        | ●    | ●    | ●    | ●      | ●      | ●      | 38分              | 東京   |
| こだま    | 博多・広島・岡山 | 52分            |        | ●    | ●    | ●      | ●    | ●      | ●    | ●      | ●    | ●      | ●    | ●      | ●    | ●      | ●    | ●    | ●    | ●      | ●      | ●      | 05分              | 新大阪 |

●：停車、▲：この駅のうち1駅に停車、→：通過、(N)：N700系、◆：臨時列車（定期列車として運行される時間帯もある）

#### 2011年3月12日ダイヤ改正
- 九州新幹線が全線開通。「さくら」「みずほ」が運転開始。
- 朝晩は「みずほ」を運行する影響で一部の「ひかり」・「さくら」の停車駅が増えるほか、昼間時間帯でも「のぞみ」の停車パターンが一部異なる列車がある。
- 「こだま」の発着時刻はあまり一定しておらず、下表とは異なる区間で運転している列車もある。

| 種別       | 始発駅 | 新大阪駅 発車時刻 | 新大阪 | 新神戸 | 西明石 | 姫路 | 相生 | 岡山 | 新倉敷 | 福山 | 新尾道 | 三原 | 東広島 | 広島 | 新岩国 | 徳山 | 新山口 | 厚狭 | 新下関 | 小倉 | 博多 | 博多南 | 博多駅 到着時刻 | 終着駅           |
| ---------- | ------ | ----------------- | ------ | ------ | ------ | ---- | ---- | ---- | ------ | ---- | ------ | ---- | ------ | ---- | ------ | ---- | ------ | ---- | ------ | ---- | ---- | ------ | --------------- | ---------------- |
| ひかり     | 東京   | 05分              | ●      | ●      | ●      | ●    | ●    | ●    |        |      |        |      |        |      |        |      |        |      |        |      |      |        | （岡山17分）    | 岡山             |
| のぞみ(N)■ | 東京   | 09分              | ●      | ●      | →      | →    | →    | ●    | →      | ●    | →      | →    | →      | ●    | →      | →    | →      | →    | →      | ●    | ●    |        | 43分            | 博多             |
| のぞみ◆    | 東京   | 18分              | ●      | ●      | →      | →    | →    | ●    | →      | □    | →      | →    | →      | ●    | →      | □    | □      | →    | →      | ●    | ●    |        | 53・58分        | 岡山・広島・博多 |
| ひかりRS■  | 新大阪 | 22分              | ●      | ●      | →      | ●    | →    | ●    | →      | ●    | →      | →    | →      | ●    | →      | ▲    | ▲      | →    | ▲      | ●    | ●    | ●      | 06分            | 博多・博多南     |
| のぞみ(N)■ | 東京   | 29分              | ●      | ●      | →      | ●    | →    | ●    | →      | →    | →      | →    | →      | ●    | →      | →    | →      | →    | →      | ●    | ●    |        | 59分            | 広島・博多       |
| こだま     | 新大阪 | 38分              | ●      | ●      | ●      | ●    | ●    | ●    | ●      | ●    | ●      | ●    | ●      | ●    | ●      | ●    | ●      | ●    | ●      | ●    | ●    | ●      | 不定            | 広島・博多南     |
| のぞみ(N)■ | 東京   | 45分              | ●      | ●      | →      | →    | →    | ●    | →      | →    | →      | →    | →      | ●    | →      | →    | ●      | →    | →      | ●    | ●    |        | 13分            | 博多             |
| こだま     | 岡山   | （岡山51分）      |        |        |        |      |      | ●    | ●      | ●    | ●      | ●    | ●      | ●    | ●      | ●    | ●      | ●    | ●      | ●    | ●    | ●      | 23分            | 博多南           |
| のぞみ◆    | 東京   | 52分              | ●      | ●      | →      | →    | →    | ●    | →      | →    | →      | →    | →      | ●    | →      | □    | □      | →    | →      | ●    | ●    |        | 29分            | 岡山・広島・博多 |
| みずほ★    | 新大阪 | 59分              | ●      | ●      | →      | →    | →    | ●    | →      | →    | →      | →    | →      | ●    | →      | →    | →      | →    | →      | ●    | ●    | ＝     | 25分            | 鹿児島中央       |
| さくら★    | 新大阪 | 59分              | ●      | ●      | →      | ▲    | →    | ●    | →      | ●    | →      | →    | →      | ●    | →      | ▲    | ▲      | →    | ▲      | ●    | ●    | ＝     | 39分            | 鹿児島中央       |

| 種別       | 始発駅           | 博多駅 発車時刻 | 博多南 | 博多 | 小倉 | 新下関 | 厚狭 | 新山口 | 徳山 | 新岩国 | 広島 | 東広島 | 三原 | 新尾道 | 福山 | 新倉敷 | 岡山 | 相生 | 姫路 | 西明石 | 新神戸 | 新大阪 | 新大阪駅 到着時刻 | 終着駅       |
| ---------- | ---------------- | --------------- | ------ | ---- | ---- | ------ | ---- | ------ | ---- | ------ | ---- | ------ | ---- | ------ | ---- | ------ | ---- | ---- | ---- | ------ | ------ | ------ | ----------------- | ------------ |
| のぞみ(N)■ | 博多             | 00分            |        | ●    | ●    | →      | →    | →      | →    | →      | ●    | →      | →    | →      | ●    | →      | ●    | →    | →    | →      | ●      | ●      | 35分              | 東京         |
| ひかり     | 岡山             | （岡山26分）    |        |      |      |        |      |        |      |        |      |        |      |        |      |        | ●    | ●    | ●    | ●      | ●      | ●      | 38分              | 東京         |
| さくら★    | 鹿児島中央       | 04分            | ＝     | ●    | ●    | ▲      | →    | ▲      | ▲    | →      | ●    | →      | →    | →      | ●    | →      | ●    | →    | ▲    | →      | ●      | ●      | 44分              | 新大阪       |
| みずほ★    | 鹿児島中央       | 19分            | ＝     | ●    | ●    | →      | →    | →      | →    | →      | ●    | →      | →    | →      | →    | →      | ●    | →    | →    | →      | ●      | ●      | 44分              | 新大阪       |
| のぞみ◆    | 博多・広島・岡山 | 14分            |        | ●    | ●    | →      | →    | □      | □    | →      | ●    | →      | →    | →      | →    | →      | ●    | →    | →    | →      | ●      | ●      | 51分              | 東京         |
| こだま     | 博多南           | 12・20分        | ●      | ●    | ●    | ●      | ●    | ●      | ●    | ●      | ●    | ●      | ●    | ●      | ●    | ●      | ●    | ●    | ●    | ●      | ●      | ●      | 05分              | 岡山・新大阪 |
| のぞみ(N)■ | 博多             | 30分            |        | ●    | ●    | →      | →    | ●      | →    | →      | ●    | →      | →    | →      | →    | →      | ●    | →    | →    | →      | ●      | ●      | 58分              | 東京         |
| ひかりRS■  | 博多             | 37分            |        | ●    | ●    | ▲      | →    | ▲      | ▲    | →      | ●    | →      | →    | →      | ●    | →      | ●    | →    | ●    | →      | ●      | ●      | 21分              | 新大阪       |
| のぞみ(N)■ | 博多・広島       | 44分            |        | ●    | ●    | →      | →    | →      | →    | →      | ●    | →      | →    | →      | →    | →      | ●    | →    | ●    | →      | ●      | ●      | 15分              | 東京         |
| こだま     | 博多南・博多     | 46分            | ●      | ●    | ●    | ●      | ●    | ●      | ●    | ●      | ●    | ●      | ●    | ●      | ●    | ●      | ●    | ●    | ●    | ●      | ●      | ●      | 不定              | 岡山・新大阪 |
| のぞみ◆■   | 博多・広島・岡山 | 47・50分        |        | ●    | ●    | →      | →    | □      | □    | →      | ●    | →      | →    | →      | □    | →      | ●    | →    | →    | →      | ●      | ●      | 25分              | 東京         |

●：停車、□：一部の列車が停車、▲：この駅のうち1駅（朝晩は一部2駅）に停車、→ ：通過、＝：他線回り、◆：臨時列車（定期列車として運行される時間帯もある）、★：どちらか運行（朝晩各2往復はみずほ、それ以外はさくら）、(N)：N700系車両で運行、■：一部は九州新幹線と接続。
1. 1 2  広島駅発着の便は福山停車の定期列車となる時間帯がある。それ以外の便は福山通過で徳山か新山口に停車の臨時列車である。
2. ↑  博多駅到着時刻は□の駅に1駅停車する場合。停車しない場合（みずほを運行する時間帯）は21分、2駅停車する場合は34・36分になる。
3. ↑  博多駅発車時刻は□の駅に1駅停車する場合。停車しない場合（みずほを運行する時間帯）は22分、2駅停車する場合は11分になる。
4. ↑  みずほ運行の時間帯は12分、それ以外の時間帯は20分

#### 2012年3月17日ダイヤ改正
- 「ひかり（レールスター）」を「さくら」に置き換え。
- 「こだま」の発着時刻はあまり一定しておらず、下表とは異なる区間で運転している列車もある。

| 種別     | 始発駅       | 新大阪駅 発車時刻 | 新大阪 | 新神戸 | 西明石 | 姫路 | 相生 | 岡山 | 新倉敷 | 福山 | 新尾道 | 三原 | 東広島 | 広島 | 新岩国 | 徳山 | 新山口 | 厚狭 | 新下関 | 小倉 | 博多 | 博多南 | 博多駅 到着時刻 | 終着駅     |
| -------- | ------------ | ----------------- | ------ | ------ | ------ | ---- | ---- | ---- | ------ | ---- | ------ | ---- | ------ | ---- | ------ | ---- | ------ | ---- | ------ | ---- | ---- | ------ | --------------- | ---------- |
| ひかり   | 東京         | 05分              | ●      | ●      | ●      | ●    | ●    | ●    |        |      |        |      |        |      |        |      |        |      |        |      |      |        | （岡山17分）    | 岡山       |
| のぞみ■  | 東京         | 09分              | ●      | ●      | →      | →    | →    | ●    | →      | ●    | →      | →    | →      | ●    | →      | →    | →      | →    | →      | ●    | ●    |        | 43分            | 博多       |
| のぞみ◆  | 東京         | 18分              | ●      | ●      | →      | →    | →    | ●    | →      | □    | →      | →    | →      | ●    | →      | □    | □      | →    | →      | ●    | ●    |        | 53分            | 広島・博多 |
| さくら ※ | 新大阪       | 22分              | ●      | ●      | →      | ●    | →    | ●    | →      | ●    | →      | →    | →      | ●    | →      | ▲    | ▲      | →    | ▲      | ●    | ●    | ＝     | 06分            | 鹿児島中央 |
| のぞみ   | 東京         | 29分              | ●      | ●      | →      | ●    | →    | ●    | →      | →    | →      | →    | →      | ●    | →      | →    | →      | →    | →      | ●    | ●    |        | 59分            | 広島・博多 |
| こだま   | 新大阪・岡山 | 38分              | ●      | ●      | ●      | ●    | ●    | ●    | ●      | ●    | ●      | ●    | ●      | ●    | ●      | ●    | ●      | ●    | ●      | ●    | ●    | ●      | 18・21分        | 博多南     |
| のぞみ■  | 東京         | 45分              | ●      | ●      | →      | →    | →    | ●    | →      | →    | →      | →    | →      | ●    | →      | →    | ●      | →    | →      | ●    | ●    |        | 13分            | 博多       |
| のぞみ◆  | 東京         | 49分              | ●      | ●      | →      | →    | →    | ●    | →      | →    | →      | →    | →      | ●    | →      | □    | □      | →    | →      | ●    | ●    |        | 27分            | 広島・博多 |
| みずほ★  | 新大阪       | 59分              | ●      | ●      | →      | →    | →    | ●    | →      | →    | →      | →    | →      | ●    | →      | →    | →      | →    | →      | ●    | ●    | ＝     | 25分            | 鹿児島中央 |
| さくら★  | 新大阪       | 59分              | ●      | ●      | →      | ▲    | →    | ●    | →      | ●    | →      | →    | →      | ●    | →      | ▲    | ▲      | →    | ▲      | ●    | ●    | ＝     | 39分            | 鹿児島中央 |

| 種別     | 始発駅           | 博多駅 発車時刻 | 博多南 | 博多 | 小倉 | 新下関 | 厚狭 | 新山口 | 徳山 | 新岩国 | 広島 | 東広島 | 三原 | 新尾道 | 福山 | 新倉敷 | 岡山 | 相生 | 姫路 | 西明石 | 新神戸 | 新大阪 | 新大阪駅 到着時刻 | 終着駅       |
| -------- | ---------------- | --------------- | ------ | ---- | ---- | ------ | ---- | ------ | ---- | ------ | ---- | ------ | ---- | ------ | ---- | ------ | ---- | ---- | ---- | ------ | ------ | ------ | ----------------- | ------------ |
| のぞみ■  | 博多             | 00分            |        | ●    | ●    | →      | →    | →      | →    | →      | ●    | →      | →    | →      | ●    | →      | ●    | →    | →    | →      | ●      | ●      | 35分              | 東京         |
| ひかり   | 岡山             | （岡山26分）    |        |      |      |        |      |        |      |        |      |        |      |        |      |        | ●    | ●    | ●    | ●      | ●      | ●      | 38分              | 東京         |
| さくら★  | 鹿児島中央       | 04分            | ＝     | ●    | ●    | ▲      | →    | ▲      | ▲    | →      | ●    | →      | →    | →      | ●    | →      | ●    | →    | ▲    | →      | ●      | ●      | 44分              | 新大阪       |
| みずほ★  | 鹿児島中央       | 19分            | ＝     | ●    | ●    | →      | →    | →      | →    | →      | ●    | →      | →    | →      | →    | →      | ●    | →    | →    | →      | ●      | ●      | 44分              | 新大阪       |
| のぞみ◆  | 博多・広島・岡山 | 15分            |        | ●    | ●    | →      | →    | □      | □    | →      | ●    | →      | →    | →      | →    | →      | ●    | →    | →    | →      | ●      | ●      | 54分              | 東京         |
| こだま   | 博多南           | 12・20分        | ●      | ●    | ●    | ●      | ●    | ●      | ●    | ●      | ●    | ●      | ●    | ●      | ●    | ●      | ●    | ●    | ●    | ●      | ●      | ●      | 05分              | 岡山・新大阪 |
| のぞみ■  | 博多             | 30分            |        | ●    | ●    | →      | →    | ●      | →    | →      | ●    | →      | →    | →      | →    | →      | ●    | →    | →    | →      | ●      | ●      | 58分              | 東京         |
| さくら ※ | 鹿児島中央       | 38分            | ＝     | ●    | ●    | ▲      | →    | ▲      | ▲    | →      | ●    | →      | →    | →      | ●    | →      | ●    | →    | ●    | →      | ●      | ●      | 21分              | 新大阪       |
| のぞみ   | 博多・広島       | 44分            |        | ●    | ●    | →      | →    | →      | →    | →      | ●    | →      | →    | →      | →    | →      | ●    | →    | ●    | →      | ●      | ●      | 15分              | 東京         |
| のぞみ◆■ | 博多・広島       | 47・50分        |        | ●    | ●    | →      | →    | □      | □    | →      | ●    | →      | →    | →      | □    | →      | ●    | →    | →    | →      | ●      | ●      | 25分              | 東京         |

●：停車、□：一部の列車が停車、▲：この駅のうち1駅に停車、→：通過、＝：他線回り、◆：臨時列車（定期列車として運行される時間帯もある）、★：どちらか運行、(N)：N700系車両で運行、■：一部は九州新幹線と接続、※：日中の一部時間帯は臨時列車。
1. 1 2  広島駅発着の便は福山停車の定期列車となる時間帯がある。それ以外の便は福山通過で徳山か新山口に停車の臨時列車である。
2. ↑  博多駅発車時刻は□の駅に1駅停車する場合。停車しない場合（みずほを運行する時間帯）は22・23分、2駅停車する場合は12・13分になる。
3. ↑  みずほ運行の時間帯は12分、それ以外の時間帯は20分

#### 2014年3月15日ダイヤ改正
- 「みずほ」の一部列車が姫路駅に新規停車。
- 「のぞみ」の一部列車が3分短縮。
- 「こだま」の発着時刻はあまり一定しておらず、下表とは異なる区間で運転している列車もある。

| 種別     | 始発駅       | 新大阪駅 発車時刻 | 新大阪 | 新神戸 | 西明石 | 姫路 | 相生 | 岡山 | 新倉敷 | 福山 | 新尾道 | 三原 | 東広島 | 広島 | 新岩国 | 徳山 | 新山口 | 厚狭 | 新下関 | 小倉 | 博多 | 博多南 | 博多駅 到着時刻 | 終着駅     |
| -------- | ------------ | ----------------- | ------ | ------ | ------ | ---- | ---- | ---- | ------ | ---- | ------ | ---- | ------ | ---- | ------ | ---- | ------ | ---- | ------ | ---- | ---- | ------ | --------------- | ---------- |
| ひかり   | 東京         | 05分              | ●      | ●      | ●      | ●    | ●    | ●    |        |      |        |      |        |      |        |      |        |      |        |      |      |        | （岡山20分）    | 岡山       |
| のぞみ■  | 東京         | 09分              | ●      | ●      | →      | →    | →    | ●    | →      | ▲    | →      | →    | →      | ●    | →      | ▲    | ▲      | →    | →      | ●    | ●    |        | 39分            | 博多       |
| のぞみ◆  | 東京         | 15分              | ●      | ●      | →      | →    | →    | ●    | →      | □    | →      | →    | →      | ●    | →      | □    | □      | →    | →      | ●    | ●    |        | 51分            | 広島・博多 |
| さくら ※ | 新大阪       | 20分              | ●      | ●      | →      | ●    | →    | ●    | →      | ●    | →      | →    | →      | ●    | →      | ▲    | ▲      | →    | ▲      | ●    | ●    | ＝     | 00分            | 鹿児島中央 |
| のぞみ   | 東京         | 25分              | ●      | ●      | →      | ●    | →    | ●    | →      | →    | →      | →    | →      | ●    | →      | →    | →      | →    | →      | ●    | ●    |        | 55分            | 広島・博多 |
| こだま   | 新大阪・岡山 | 30分              | ●      | ●      | ●      | ●    | ●    | ●    | ●      | ●    | ●      | ●    | ●      | ●    | ●      | ●    | ●      | ●    | ●      | ●    | ●    | ●      | 45・55分        | 博多南     |
| のぞみ■  | 東京         | 45分              | ●      | ●      | →      | →    | →    | ●    | →      | ▲    | →      | →    | →      | ●    | →      | →    | ▲      | →    | →      | ●    | ●    |        | 14分            | 博多       |
| のぞみ◆  | 東京         | 48分              | ●      | ●      | →      | →    | →    | ●    | →      | →    | →      | →    | →      | ●    | →      | □    | □      | →    | →      | ●    | ●    |        | 28分            | 広島・博多 |
| みずほ★  | 新大阪       | 59分              | ●      | ●      | →      | □    | →    | ●    | →      | →    | →      | →    | →      | ●    | →      | →    | →      | →    | →      | ●    | ●    | ＝     | 25分            | 鹿児島中央 |
| さくら★  | 新大阪       | 59分              | ●      | ●      | →      | →    | →    | ●    | →      | ●    | →      | →    | →      | ●    | →      | →    | ●      | →    | →      | ●    | ●    | ＝     | 34分            | 鹿児島中央 |

| 種別     | 始発駅           | 博多駅 発車時刻 | 博多南 | 博多 | 小倉 | 新下関 | 厚狭 | 新山口 | 徳山 | 新岩国 | 広島 | 東広島 | 三原 | 新尾道 | 福山 | 新倉敷 | 岡山 | 相生 | 姫路 | 西明石 | 新神戸 | 新大阪 | 新大阪駅 到着時刻 | 終着駅       |
| -------- | ---------------- | --------------- | ------ | ---- | ---- | ------ | ---- | ------ | ---- | ------ | ---- | ------ | ---- | ------ | ---- | ------ | ---- | ---- | ---- | ------ | ------ | ------ | ----------------- | ------------ |
| のぞみ■  | 博多             | 04分            |        | ●    | ●    | →      | →    | ▲      | ▲    | →      | ●    | →      | →    | →      | ▲    | →      | ●    | →    | →    | →      | ●      | ●      | 34分              | 東京         |
| ひかり   | 岡山             | （岡山24分）    |        |      |      |        |      |        |      |        |      |        |      |        |      |        | ●    | ●    | ●    | ●      | ●      | ●      | 38分              | 東京         |
| さくら★  | 鹿児島中央       | 09分            | ＝     | ●    | ●    | →      | →    | ●      | →    | →      | ●    | →      | →    | →      | ●    | →      | ●    | →    | →    | →      | ●      | ●      | 44分              | 新大阪       |
| みずほ★  | 鹿児島中央       | 15・19分        | ＝     | ●    | ●    | →      | →    | →      | →    | →      | ●    | →      | →    | →      | →    | →      | ●    | →    | □    | →      | ●      | ●      | 44分              | 新大阪       |
| のぞみ◆  | 博多・広島・岡山 | 15分            |        | ●    | ●    | →      | →    | □      | □    | →      | ●    | →      | →    | →      | →    | →      | ●    | →    | →    | →      | ●      | ●      | 54分              | 東京         |
| こだま   | 博多南           | 18・22分        | ●      | ●    | ●    | ●      | ●    | ●      | ●    | ●      | ●    | ●      | ●    | ●      | ●    | ●      | ●    | ●    | ●    | ●      | ●      | ●      | 05分              | 岡山・新大阪 |
| のぞみ■  | 博多             | 29分            |        | ●    | ●    | →      | →    | ▲      | →    | →      | ●    | →      | →    | →      | ▲    | →      | ●    | →    | →    | →      | ●      | ●      | 58分              | 東京         |
| さくら ※ | 鹿児島中央       | 44分            | ＝     | ●    | ●    | ▲      | →    | ▲      | ▲    | →      | ●    | →      | →    | →      | ●    | →      | ●    | →    | ●    | →      | ●      | ●      | 24分              | 新大阪       |
| のぞみ   | 博多・広島       | 48分            |        | ●    | ●    | →      | →    | →      | →    | →      | ●    | →      | →    | →      | →    | →      | ●    | →    | ●    | →      | ●      | ●      | 18分              | 東京         |
| のぞみ◆■ | 博多・広島       | 53分            |        | ●    | ●    | →      | →    | □      | □    | →      | ●    | →      | →    | →      | □    | →      | ●    | →    | →    | →      | ●      | ●      | 28分              | 東京         |

●：停車、□：一部の列車が停車、▲：この駅のうち1駅に停車、→ ：通過、＝：他線回り、◆：臨時列車（定期列車として運行される時間帯もある）、★：どちらか運行、(N)：N700系車両で運行、■：一部は九州新幹線と接続、※：日中の一部時間帯は臨時列車。
1. 1 2  広島駅発着の便は福山停車の定期列車となる時間帯がある。それ以外の便は福山通過で徳山か新山口に停車の臨時列車である。
2. ↑  姫路駅停車の場合は15分。
3. ↑  博多駅発車時刻は停車駅に応じて変化。

#### 2017年3月4日ダイヤ改正
- デジタルATCの運用開始。ほとんどの列車で所要時間短縮。
- 一部の「のぞみ」と「ひかり」が3分短縮。
- 「みずほ」「さくら」の運行パターン見直し。
- 「こだま」の発着時刻はあまり一定しておらず、下表とは異なる区間で運転している列車もある。

| 種別      | 始発駅       | 新大阪駅 発車時刻 | 新大阪 | 新神戸 | 西明石 | 姫路 | 相生 | 岡山 | 新倉敷 | 福山 | 新尾道 | 三原 | 東広島 | 広島 | 新岩国 | 徳山 | 新山口 | 厚狭 | 新下関 | 小倉 | 博多 | 博多南 | 博多駅 到着時刻  | 終着駅         |
| --------- | ------------ | ----------------- | ------ | ------ | ------ | ---- | ---- | ---- | ------ | ---- | ------ | ---- | ------ | ---- | ------ | ---- | ------ | ---- | ------ | ---- | ---- | ------ | ---------------- | -------------- |
| ひかり    | 東京         | 03分              | ●      | ●      | ●      | ●    | ●    | ●    |        |      |        |      |        |      |        |      |        |      |        |      |      |        | （岡山19分）     | 岡山           |
| のぞみ■   | 東京         | 05分              | ●      | ●      | →      | →    | →    | ●    | →      | ▲    | →      | →    | →      | ●    | →      | ▲    | ▲      | →    | →      | ●    | ●    |        | 33分             | 博多           |
| さくら    | 新大阪       | 09分              | ●      | ●      | →      | □    | →    | ●    | →      | ●    | →      | →    | →      | ●    | →      | ▲    | ▲      | →    | □      | ●    | ●    | ＝     | 42・43・45・47分 | 鹿児島中央     |
| のぞみ◆   | 東京         | 15分              | ●      | ●      | →      | □    | →    | ●    | →      | □    | →      | →    | →      | ●    | →      | □    | □      | →    | →      | ●    | ●    |        | 53分             | 広島・博多     |
| のぞみ    | 東京         | 25分              | ●      | ●      | →      | ●    | →    | ●    | →      | □    | →      | →    | →      | ●    | →      | □    | →      | →    | →      | ●    | ●    |        | 54分             | 広島・博多     |
| こだま    | 新大阪・岡山 | 29・32分          | ●      | ●      | ●      | ●    | ●    | ●    | ●      | ●    | ●      | ●    | ●      | ●    | ●      | ●    | ●      | ●    | ●      | ●    | ●    | ●      | 37 - 40分など    | 博多（博多南） |
| のぞみ■   | 東京         | 42分              | ●      | ●      | →      | →    | →    | ●    | →      | ▲    | →      | →    | →      | ●    | →      | ▲    | ▲      | →    | →      | ●    | ●    |        | 10分             | 博多           |
| のぞみ◆   | 東京         | 48分              | ●      | ●      | →      | →    | →    | ●    | →      | →    | →      | →    | →      | ●    | →      | □    | □      | →    | →      | ●    | ●    |        | 22 - 24分        | 広島・博多     |
| みずほ★ ※ | 新大阪       | 52・57・59分      | ●      | ●      | →      | □    | →    | ●    | →      | →    | →      | →    | →      | ●    | →      | →    | →      | →    | →      | ●    | ●    | ＝     | 22・25・28分     | 鹿児島中央     |
| さくら★ ※ | 新大阪       | 52分              | ●      | ●      | →      | ●    | →    | ●    | →      | □    | →      | →    | →      | ●    | →      | →    | □      | →    | →      | ●    | ●    | ＝     | 27・29分         | 鹿児島中央     |

| 種別     | 始発駅           | 博多駅 発車時刻  | 博多南 | 博多 | 小倉 | 新下関 | 厚狭 | 新山口 | 徳山 | 新岩国 | 広島 | 東広島 | 三原 | 新尾道 | 福山 | 新倉敷 | 岡山 | 相生 | 姫路 | 西明石 | 新神戸 | 新大阪 | 新大阪駅 到着時刻 | 終着駅       |
| -------- | ---------------- | ---------------- | ------ | ---- | ---- | ------ | ---- | ------ | ---- | ------ | ---- | ------ | ---- | ------ | ---- | ------ | ---- | ---- | ---- | ------ | ------ | ------ | ----------------- | ------------ |
| のぞみ■  | 博多             | 10分             |        | ●    | ●    | →      | →    | ▲      | ▲    | →      | ●    | →      | →    | →      | →    | →      | ●    | →    | →    | →      | ●      | ●      | 01分              | 東京         |
| ひかり   | 岡山             | （岡山23分）     |        |      |      |        |      |        |      |        |      |        |      |        |      |        | ●    | ●    | ●    | ●      | ●      | ●      | 41分              | 東京         |
| さくら   | 鹿児島中央       | 16分             | ＝     | ●    | ●    | →      | →    | ●      | →    | →      | ●    | →      | →    | →      | ●    | →      | ●    | →    | →    | →      | ●      | ●      | 48分              | 新大阪       |
| のぞみ◆  | 博多・広島・岡山 | 19・20・22分     |        | ●    | ●    | →      | →    | □      | □    | →      | ●    | →      | →    | →      | →    | →      | ●    | →    | →    | →      | ●      | ●      | 54分              | 東京         |
| こだま   | 博多（博多南）   | 00・04・05分ほか | ●      | ●    | ●    | ●      | ●    | ●      | ●    | ●      | ●    | ●      | ●    | ●      | ●    | ●      | ●    | ●    | ●    | ●      | ●      | ●      | 14分ほか          | 岡山・新大阪 |
| のぞみ■  | 博多             | 29分             |        | ●    | ●    | →      | →    | →      | →    | →      | ●    | →      | →    | →      | ▲    | →      | ●    | →    | □    | →      | ●      | ●      | 58分              | 東京         |
| みずほ   | 鹿児島中央       | （不定）         | ＝     | ●    | ●    | →      | →    | →      | →    | →      | ●    | →      | →    | →      | →    | →      | ●    | →    | □    | →      | ●      | ●      | 24・47・48分      | 新大阪       |
| さくら   | 鹿児島中央       | （不定）         | ＝     | ●    | ●    | ▲      | →    | ▲      | ▲    | →      | ●    | →      | →    | →      | ●    | →      | ●    | →    | ●    | →      | ●      | ●      | 24分              | 新大阪       |
| のぞみ   | 博多・広島       | 49・50分         |        | ●    | ●    | →      | →    | ▲      | ▲    | →      | ●    | →      | →    | →      | →    | →      | ●    | →    | ▲    | →      | ●      | ●      | 18分              | 東京         |
| のぞみ◆■ | 博多・広島       | 53分             |        | ●    | ●    | →      | →    | □      | □    | →      | ●    | →      | →    | →      | →    | →      | ●    | →    | □    | →      | ●      | ●      | 28分              | 東京         |

●：停車、□：一部の列車が停車、▲：この駅のうち1駅に停車、→ ：通過、＝：他線回り、◆：臨時列車（定期列車として運行される時間帯もある）、★：どちらか運行、(N)：N700系車両で運行、■：一部は九州新幹線と接続、※：日中の一部時間帯は臨時列車。
1. 1 2  広島駅発着便は姫路または福山停車の定期列車となる時間帯がある。それ以外の便は姫路・福山通過で徳山か新山口に停車の臨時列車である。
2. 1 2  日中は広島発着、姫路停車。
3. 1 2 3  このうち最大2本が運行

#### 2020年3月14日ダイヤ改正
- 東海道新幹線と直通する全ての列車をN700Aタイプで運転し、「のぞみ」の所要時間を短縮 [173]。
- 1時間あたり「のぞみ」を最大6本運転。
- 「みずほ」を1往復増発。
- 福山駅、新山口駅に「みずほ」が新規停車。

#### 2021年3月13日ダイヤ改正
- 広島から東京への「のぞみ」が朝9時台に到着[174]。
- 東海道・山陽新幹線を直通する臨時「のぞみ」を増発。
- 「こだま」の一部列車の運転を見直し。

| 種別    | 始発駅       | 新大阪駅 発車時刻 | 新大阪 | 新神戸 | 西明石 | 姫路 | 相生 | 岡山 | 新倉敷 | 福山 | 新尾道 | 三原 | 東広島 | 広島 | 新岩国 | 徳山 | 新山口 | 厚狭 | 新下関 | 小倉 | 博多 | 博多南 | 博多駅 到着時刻 | 終着駅         |
| ------- | ------------ | ----------------- | ------ | ------ | ------ | ---- | ---- | ---- | ------ | ---- | ------ | ---- | ------ | ---- | ------ | ---- | ------ | ---- | ------ | ---- | ---- | ------ | --------------- | -------------- |
| のぞみ  | 東京         | 02分              | ●      | ●      | →      | →    | →    | ●    | →      | →    | →      | →    | →      | ●    | →      | ▲    | ▲      | →    | →      | ●    | ●    |        | 30分            | 博多           |
| みずほ★ | 新大阪       | 06分              | ●      | ●      | →      | □    | →    | ●    | →      | □    | →      | →    | →      | ●    | →      | →    | □      | →    | →      | ●    | ●    | ＝     | 34分            | 鹿児島中央     |
| さくら★ | 新大阪       | 06分              | ●      | ●      | →      | →    | →    | ●    | →      | ●    | →      | →    | →      | ●    | →      | ▲    | ▲      | →    | →      | ●    | ●    | ＝     | 42分            | 鹿児島中央     |
| のぞみ◆ | 東京         | 14分              | ●      | ●      | →      | →    | →    | ●    | →      | →    | →      | →    | →      | ●    | →      | ▲    | ▲      | →    | →      | ●    | ●    |        | 47分            | 広島・博多     |
| さくら◆ | 新大阪       | 18分              | ●      | ●      | →      | ●    | →    | ●    | →      | ●    | →      | →    | →      | ●    | →      | ▲    | ▲      | →    | →      | ●    | ●    | ＝     | 55 - 02分       | 鹿児島中央     |
| のぞみ  | 東京         | 23分              | ●      | ●      | →      | ●    | →    | ●    | →      | →    | →      | →    | →      | ●    |        |      |        |      |        |      |      |        | （広島51分）    | 広島           |
| こだま  | 新大阪・岡山 | 32分              | ●      | ●      | ●      | ●    | ●    | ●    | ●      | ●    | ●      | ●    | ●      | ●    | ●      | ●    | ●      | ●    | ●      | ●    | ●    | ●      | 不定            | 博多（博多南） |
| のぞみ  | 東京         | 38分              | ●      | ●      | →      | →    | →    | ●    | →      | ●    | →      | →    | →      | ●    | →      | →    | →      | →    | →      | ●    | ●    |        | 06分            | 博多           |
| のぞみ◆ | 東京         | 41分              | ●      | ●      | →      | →    | →    | ●    | →      | →    | →      | →    | →      | ●    | →      | ▲    | ▲      | →    | →      | ●    | ●    |        | 14分            | 広島・博多     |
| のぞみ◆ | 東京         | 50分              | ●      | ●      | →      | ▲    | →    | ●    | →      | ▲    | →      | →    | →      | ●    | →      | →    | →      | →    | →      | ●    | ●    |        | 19・21分        | 広島・博多     |
| ひかり  | 東京         | 59分              | ●      | ●      | ●      | ●    | ●    | ●    |        |      |        |      |        |      |        |      |        |      |        |      |      |        | （岡山19分）    | 岡山           |

| 種別    | 始発駅         | 博多駅 発車時刻 | 博多南 | 博多 | 小倉 | 新下関 | 厚狭 | 新山口 | 徳山 | 新岩国 | 広島 | 東広島 | 三原 | 新尾道 | 福山 | 新倉敷 | 岡山 | 相生 | 姫路 | 西明石 | 新神戸 | 新大阪 | 新大阪駅 到着時刻 | 終着駅       |
| ------- | -------------- | --------------- | ------ | ---- | ---- | ------ | ---- | ------ | ---- | ------ | ---- | ------ | ---- | ------ | ---- | ------ | ---- | ---- | ---- | ------ | ------ | ------ | ----------------- | ------------ |
| みずほ★ | 鹿児島中央     | 10分            | ＝     | ●    | ●    | →      | →    | □      | →    | →      | ●    | →      | →    | →      | □    | →      | ●    | →    | □    | →      | ●      | ●      | 38分              | 新大阪       |
| さくら★ | 鹿児島中央     | 02分            | ＝     | ●    | ●    | →      | →    | ▲      | ▲    | →      | ●    | →      | →    | →      | ●    | →      | ●    | →    | →    | →      | ●      | ●      | 38分              | 新大阪       |
| こだま  | 博多（博多南） | 不定            | ●      | ●    | ●    | ●      | ●    | ●      | ●    | ●      | ●    | ●      | ●    | ●      | ●    | ●      | ●    | ●    | ●    | ●      | ●      | ●      | 12分              | 岡山・新大阪 |
| のぞみ  | 博多           | 15分            |        | ●    | ●    | →      | →    | ▲      | ▲    | →      | ●    | →      | →    | →      | →    | →      | ●    | →    | →    | →      | ●      | ●      | 43分              | 東京         |
| のぞみ◆ | 博多・広島     | 26分            |        | ●    | ●    | →      | →    | →      | →    | →      | ●    | →      | →    | →      | ▲    | →      | ●    | →    | ▲    | →      | ●      | ●      | 55分              | 東京         |
| のぞみ◆ | 博多・広島     | 31分            |        | ●    | ●    | →      | →    | ▲      | ▲    | →      | ●    | →      | →    | →      | →    | →      | ●    | →    | →    | →      | ●      | ●      | 04分              | 東京         |
| のぞみ  | 博多           | 39分            |        | ●    | ●    | →      | →    | →      | →    | →      | ●    | →      | →    | →      | ●    | →      | ●    | →    | →    | →      | ●      | ●      | 07分              | 東京         |
| ひかり  | 岡山           | （岡山26分）    |        |      |      |        |      |        |      |        |      |        |      |        |      |        | ●    | ●    | ●    | ●      | ●      | ●      | 46分              | 東京         |
| さくら◆ | 鹿児島中央     | 43分            | ＝     | ●    | ●    | →      | →    | ▲      | ▲    | →      | ●    | →      | →    | →      | ●    | →      | ●    | →    | ●    | →      | ●      | ●      | 28分              | 新大阪       |
| のぞみ  | 広島           | （広島57分）    |        |      |      |        |      |        |      |        | ●    | →      | →    | →      | →    | →      | ●    | →    | ●    | →      | ●      | ●      | 22分              | 東京         |
| のぞみ◆ | 博多・広島     | 53分            |        | ●    | ●    | →      | →    | ▲      | ▲    | →      | ●    | →      | →    | →      | →    | →      | ●    | →    | →    | →      | ●      | ●      | 31分              | 東京         |

●：停車、□：一部の列車が停車、▲：この駅のうち1駅に停車、→ ：通過、＝：他線回り、★：どちらか運行、◆：臨時列車（定期列車として運行される時間帯もある）
1. 1 2  朝夕は博多発着。また一部時間帯で福山に追加停車。

#### 2022年3月12日ダイヤ改正
- 「のぞみ」の利便性を向上[175]。
  - 博多・小倉・新山口から東京に10時台の到着が可能になる。
  - 姫路から東京に8時台の到着が可能になる。
  - 広島・福山への最終列車が東京20時台の発車となる。
  - 東京から広島への夜間「のぞみ」の運転間隔を短縮。
- 「さくら」「みずほ」の一部を臨時列車とし、ご利用の増減にあわせた運転とする。
- 「こだま」「ひかり」の一部を見直し。

### 過去の号数の振り方

#### 1972年3月15日以降
- ひかり
  - 東京駅 - 岡山駅間：停車駅で分離
    - ノンストップ：1 - 8号
    - 新神戸・姫路駅停車：23 - 44号
    - 新大阪駅 - 岡山駅間全駅停車：51 - 78号
- こだま
  - 静岡駅 - 岡山駅間：261, 264号
  - 名古屋駅 - 岡山駅間：271, 272号
  - 新大阪駅 - 岡山駅間：281 - 284号

臨時列車は「ひかり」「こだま」ともに400番台（一部は500番台）。

#### 1994年12月3日以降
- のぞみ
  - 東京駅 - 博多駅間：1 - 20号台（2, 29号のみ東京駅 - 広島駅間）
- ひかり
  - 東京駅 - 博多駅間：定期列車は30 - 57号、臨時列車は64, 66 - 77, 79号
  - 名古屋駅 - 博多駅間：59 - 63号
  - 東京駅 - 広島駅間：80 - 96号
  - 東京駅 - 岡山駅間：100 - 127号（126, 127号のみ東京駅 - 姫路駅）
- こだま
  - 静岡駅 - 岡山駅間：492, 493号
  - 名古屋駅 - 広島駅間：494号

#### 1997年11月29日以降
- のぞみ
  - 東京駅 - 博多駅間：1 - 20号台（2, 29号のみ東京駅 - 広島駅間）
  - 名古屋駅 - 博多駅間：33, 34号
  - 新大阪駅 - 博多駅間：500, 502, 505号
- ひかり
  - 東京駅 - 博多駅間：定期（一部臨時）列車は100 - 129号、臨時列車は189 - 199号
  - 東京駅 - 広島駅間：130 - 144号
  - 東京駅 - 岡山駅間：150 - 175, 177号（150, 177号のみ東京駅 - 姫路駅間）
  - 名古屋駅 - 博多駅間：180 - 185号（181, 182号のみ名古屋駅 - 広島駅間）
- こだま
  - 静岡駅 - 岡山駅間：491, 492号

#### 2003年10月1日以降
- のぞみ
  - 東京駅 - 岡山駅間：70号台（一部100号台）
  - 東京駅 - 広島駅間：40 - 60号台（一部70号台）
  - 東京駅 - 博多駅間：定期列車は1 - 33号・臨時列車は34号と80 - 90号台
  - 名古屋駅 - 博多駅間：名古屋駅発は39号、博多駅発は38号
  - 新大阪駅 - 博多駅間：新大阪駅発は501号、博多駅発は500号
- ひかり
  - 東京駅 - 岡山駅間：300 - 320号台
  - 名古屋駅 - 博多駅間：330号台
- こだま
  - 新大阪駅・岡山駅 - 福山駅・三原駅・広島駅・新山口駅・博多駅・博多南駅間：620 - 687号
  - 広島駅 - 新山口駅・博多駅・博多南駅間：720 - 732号
  - 新山口駅・新下関駅・小倉駅 - 博多駅・博多南駅間：750 - 779号

#### 2006年3月18日以降
- のぞみ
  - 東京駅 - 姫路駅・岡山駅間：80 - 98号（姫路駅発は80号、姫路駅着は95号のみ）
  - 東京駅 - 広島駅間：60 - 75号
  - 東京駅 - 博多駅間：定期列車は1 - 52号・臨時列車（一部広島止まり）は170 - 193, 195号
  - 名古屋駅 - 博多駅間：名古屋駅発は59号、博多駅発は54, 56号
  - 新大阪駅 - 博多駅間：新大阪駅発は501号、博多駅発は500号
- ひかり
  - 東京駅 - 姫路駅・岡山駅間：360 - 389号（姫路駅発は360号、姫路駅着は389号のみ）
  - 名古屋駅 - 博多駅間：390, 391, 393号
  - 新大阪駅 - 博多駅間（レールスター）：440 - 480号台, 494 - 495号
- こだま
  - 新大阪駅・岡山駅 - 福山駅・三原駅・広島駅・新山口駅・博多駅・博多南駅間：620 - 687号
  - 広島駅 - 新山口駅・博多駅・博多南駅間：720 - 732号
  - 新山口駅・新下関駅・小倉駅 - 博多駅・博多南駅間：750 - 779号

#### 2008年3月15日以降
- のぞみ
  - 東京駅 - 姫路・岡山・広島駅間：60 - 90号台・
  - 東京駅 - 博多駅間：定期列車は1 - 53号・臨時列車は170 - 190号台
  - 名古屋駅 - 博多駅間：名古屋駅発は59号、博多駅発は54, 56号
  - 新大阪駅 - 博多駅間：定期列車は500号台・臨時列車は510 - 520号台
- ひかり
  - 東京駅 - 岡山駅間：360 - 380号台
  - 名古屋駅 - 博多駅間：390, 391, 393号
  - 新大阪駅 - 博多駅間（レールスター）：440 - 490号台
- こだま
  - 新大阪駅・岡山駅 - 福山駅・三原駅・広島駅・新山口駅・博多駅・博多南駅間、姫路駅 - 岡山駅間、三原駅 - 広島駅間：620 - 690号台
  - 広島駅 - 新山口駅・博多駅・博多南駅間：720 - 740号台
  - 新山口駅・小倉駅 - 博多駅・博多南駅間：750 - 770号台

#### 2009年3月14日以降
- のぞみ
  - 東京駅 - 西明石駅・姫路駅・岡山駅・広島駅間：100 - 136, 138, 140号（西明石駅始発は100号、姫路駅始発は102号、姫路駅着は133号のみ）
  - 東京駅 - 博多駅間：定期列車は1 - 56, 58号、臨時列車は151 - 189, 191, 193号
  - 名古屋駅 - 博多駅間：名古屋駅発は95, 97号、博多駅発は96, 98号
  - 新大阪駅 - 博多駅間：定期列車は600号台・臨時列車は610 - 620号台
- ひかり
  - 東京駅 - 姫路駅・岡山駅間：460 - 487号（姫路駅着は487号、三原駅発は462号のみ）
  - 名古屋駅・新横浜駅 - 広島駅間：490, 491, 493（新横浜駅始発）,495号
  - 新大阪駅 - 博多駅間（レールスター）：540 - 590号台
- こだま
  - 新大阪駅・岡山駅 - 福山駅・三原駅・広島駅・博多駅・博多南駅間、姫路駅 - 岡山駅間、三原駅 - 広島駅間：720 - 790号台
  - 広島駅 - 新山口駅・博多駅・博多南駅間：820 - 840号台
  - 新山口駅・小倉駅 - 博多駅・博多南駅間：850 - 870号台

なお、博多南線のみを走る列車（2005年3月改正ダイヤでは上り3本のみ）は820号台が割り当てられている（列車番号は+2000される）。
列車番号は定期列車は基本的に号数+A、臨時列車は3000+号数+A、9000+号数+Aである。

#### 2011年3月12日以降
- のぞみ
  - 東京駅 - 西明石駅・姫路駅・岡山駅・広島駅間：100 - 128, 130, 132号（西明石駅始発は100号、姫路駅始発は102号、姫路駅着は125号のみ）
  - 東京駅 - 博多駅間：定期列車は1 - 64, 66号、臨時列車は151 - 193, 195号
  - 品川駅 - 博多駅間（下り1本のみ）：99号
  - 名古屋駅 - 博多駅間：名古屋駅発は95, 97号、博多駅発は96, 98号
- みずほ
  - 新大阪駅 - 鹿児島中央駅間：600 - 607号
- ひかり
  - 東京駅 - 姫路駅・岡山駅・三原駅間：460 - 487号（姫路駅着は487号、三原駅発は462号のみ）
  - 名古屋駅・新横浜駅 - 広島駅間：490, 491, 493（新横浜駅始発）,495号
  - 新大阪駅 - 広島駅・博多駅間：定期列車は540 - 580号台、臨時列車は590号台（「さくら」と共用）
- さくら
  - 新大阪駅 - 熊本駅・鹿児島中央駅間：定期列車は540 - 580号台、臨時列車は590号台（「ひかり」と共用 / 熊本駅始発は544号のみ）
  - 新下関駅・博多駅 - 鹿児島中央駅間：定期列車は400 - 431号（新下関駅始発は411, 413号、新下関駅着は402, 404号）、臨時列車は390号台
- こだま
  - 新大阪駅・岡山駅 - 福山駅・三原駅・広島駅・博多駅・博多南駅間、姫路駅 - 岡山駅間：720 - 790号台
  - 広島駅 - 博多駅・博多南駅間：820, 821, 823, 825, 827号
  - 新山口駅・新下関駅・小倉駅 - 博多駅・博多南駅間：850 - 865号

なお、博多南線のみを走る列車（2011年3月改正ダイヤでは下り2本、上り7本）は810 - 820号台が割り当てられている（列車番号は+2000される）。
列車番号は定期列車は基本的に号数+A（8両編成の「ひかり」は2000+号数+A）、臨時列車は3000+号数+A、9000+号数+Aである。

#### 2020年3月14日以降
2022年3月12日改訂。
- のぞみ
  - 東京駅・品川駅・名古屋駅 - 岡山駅・広島駅・博多駅間
    - 定期列車は1 - 60・62・64・75 - 120号台（82号・115号は東京駅 - 姫路駅間、早朝の80号は西明石発東京行き）
      - 東京駅 - 博多駅間：1 - 60・62・64号
      - 品川駅・名古屋駅 - 博多駅間：75 - 79号（早朝の品川発博多行きは79号、名古屋発博多行きは75号・77号、夜の博多発名古屋行きは76号・78号）
      - 東京駅 - 広島駅間：81・83・85・87 - 100・103 - 106・108 - 110・112・114・116・118号

    - 臨時列車は130 - 190号台で列車番号に6000台または7000台が冠され、東京駅 - 岡山駅・広島駅・博多駅間で使用される
- みずほ
  - 新大阪駅 - 熊本駅・鹿児島中央駅間：600 - 615号（615号は新大阪発熊本行き）
- さくら
  - 新大阪駅 - 熊本駅・鹿児島中央駅間：定期列車は540 - 573号、臨時列車は574 - 585号
  - 広島駅・新下関駅 - 鹿児島中央駅間：400 - 410号台
    - 新下関駅 → 鹿児島中央駅間：405号
    - 広島駅 - 鹿児島中央駅間：401・408号
- ひかり
  - 東京駅 - 岡山駅・広島駅間：500 - 522号（500号は広島発東京行き）
  - 新横浜駅・名古屋駅 - 広島駅・博多駅間：下り列車用の530号台（531号は名古屋発博多行き、533号は新横浜発広島行き、535号は名古屋発広島行き）
  - 新大阪駅・岡山駅 - 小倉駅・博多駅間：590号台（590号は小倉発岡山行き、591号は新大阪発博多行き、592号と594号は博多発新大阪行き）
    - 定期列車は590号台前半
- こだま
  - 新大阪駅・姫路駅・岡山駅 - 福山駅・三原駅・広島駅・博多駅・博多南駅間：830 - 879・881号
  - 広島駅・新山口駅・新下関駅・小倉駅 - 博多駅・博多南駅間：770 - 780号台

なお、博多南線のみを走る列車（2012年3月改正ダイヤでは下り2本、上り7本）は810 - 820号台が割り当てられている。
列車番号は、定期列車については基本的に号数+Aであるが、以下の例外がある。
- 2000+号数+A - 8・16両編成の博多発着の「ひかり」および博多南線内のみを走る列車 
  - 後者は同一号数の「こだま」と重複するため
- 5000+号数+A - 新下関を発着する「さくら」
  - 同一号数の「のぞみ」（東海道新幹線）と重複するため
- 3000、6000、7000、8000、9000+号数+A - 臨時列車[注 28]
  - 3000+号数+A - 季節臨時列車